# Ligue Europa 2019-2020
Navigation
Édition précédente Édition suivante
La Ligue Europa 2019-2020 est la quarante-neuvième édition de la seconde plus prestigieuse coupe européenne des clubs, la dixième sous le nom de Ligue Europa. Les éliminatoires de la compétition sont ouverts aux clubs de football de l'UEFA, qualifiés en fonction de leurs résultats nationaux, en coupe ou championnat. Son vainqueur est qualifié pour la Supercoupe de l'UEFA 2020 ainsi que pour la phase de groupes de la Ligue des champions de l'UEFA 2020-2021.
Cette édition voit l'entrée en vigueur de l'assistance vidéo à l'arbitrage à partir des seizièmes de finale. Elle est marquée par la pandémie de Covid-19, qui amène une partie des rencontres des huitièmes de finale à être disputées à huis clos avant que la compétition ne soit suspendue en mars 2020 pour reprendre en août sous forme de matchs simples en Allemagne.
La finale, le vendredi 21 août 2020 au Stadion Köln de Cologne (Allemagne), voit la sixième victoire dans la compétition du Séville FC, qui bat l'Inter Milan par 3 buts à 2.

## Participants
158 équipes provenant de 55 associations membres de l'UEFA participeront à la Ligue Europa 2019‑2020.
La liste d'accès est modifiée dans le cadre de l'évolution des compétitions interclubs de l’UEFA pour le cycle 2019-21.

### Nombre de places par association
La répartition pour la saison 2019-2020 est la suivante :
- Les associations aux places 1 à 51 du classement UEFA 2018 ont 3 clubs qualifiés – à l'exception de celle du Liechtenstein (classé 31e) avec un seul club qualifié.
- Les associations aux places 52 à 54 ont 2 clubs qualifiés.
- L'association à la place 55 et le Liechtenstein ont 1 club qualifié.
- 57 équipes éliminées de la Ligue des champions 2019-2020, c'est-à-dire l'intégralité des équipes éliminées avant la phase de groupe et les troisièmes de celle-ci, sont repêchées dans cette compétition. Les équipes championnes de leur pays se rencontrent exclusivement entre elles lors de la phase de qualifications.

### Règles de distribution des places par association nationale
Les places attribuées par association nationale vont par ordre de priorité :
- à l'équipe victorieuse de la coupe nationale ;
- aux équipes les mieux classées dans les championnats nationaux et non qualifiées en Ligue des champions ;
- à l'équipe victorieuse de la coupe de la Ligue (Angleterre et France).

Cet ordre de priorité détermine le tour préliminaire d'entrée le plus tardif en qualifications et pour la phase de groupes de la Ligue Europa. Les vainqueurs des coupes nationales des associations classées aux douze premières places du classement UEFA 2018 (Espagne, Angleterre, Italie, Allemagne, France, Russie, Portugal, Ukraine, Belgique, Turquie, Autriche et Suisse), le quatrième du championnat de l'association classée cinquième (France) et le cinquième du championnat des associations 1 à 4 (Espagne, Angleterre, Italie et Allemagne) sont directement qualifiés pour la phase de groupes.

### Clubs participants
| Seizièmes de finale | Seizièmes de finale | Seizièmes de finale | Seizièmes de finale | Seizièmes de finale | Seizièmes de finale | Seizièmes de finale | Seizièmes de finale | Seizièmes de finale | Seizièmes de finale | Seizièmes de finale | Seizièmes de finale | Seizièmes de finale | Seizièmes de finale | Seizièmes de finale | Seizièmes de finale |
| --- | --- | --- | --- | --- | --- | --- | --- | --- | --- | --- | --- | --- | --- | --- | --- |
| - 4 « meilleurs troisièmes » repêchés de la phase de groupes de la Ligue des champions : - Ajax Amsterdam (70.500) - Red Bull Salzbourg (54.500) - Inter Milan (31.000) - Benfica Lisbonne (68.000) | - 4 « meilleurs troisièmes » repêchés de la phase de groupes de la Ligue des champions : - Ajax Amsterdam (70.500) - Red Bull Salzbourg (54.500) - Inter Milan (31.000) - Benfica Lisbonne (68.000) | - 4 « meilleurs troisièmes » repêchés de la phase de groupes de la Ligue des champions : - Ajax Amsterdam (70.500) - Red Bull Salzbourg (54.500) - Inter Milan (31.000) - Benfica Lisbonne (68.000) | - 4 « meilleurs troisièmes » repêchés de la phase de groupes de la Ligue des champions : - Ajax Amsterdam (70.500) - Red Bull Salzbourg (54.500) - Inter Milan (31.000) - Benfica Lisbonne (68.000) | - 4 « meilleurs troisièmes » repêchés de la phase de groupes de la Ligue des champions : - Ajax Amsterdam (70.500) - Red Bull Salzbourg (54.500) - Inter Milan (31.000) - Benfica Lisbonne (68.000) | - 4 « meilleurs troisièmes » repêchés de la phase de groupes de la Ligue des champions : - Ajax Amsterdam (70.500) - Red Bull Salzbourg (54.500) - Inter Milan (31.000) - Benfica Lisbonne (68.000) | - 4 « meilleurs troisièmes » repêchés de la phase de groupes de la Ligue des champions : - Ajax Amsterdam (70.500) - Red Bull Salzbourg (54.500) - Inter Milan (31.000) - Benfica Lisbonne (68.000) | - 4 « meilleurs troisièmes » repêchés de la phase de groupes de la Ligue des champions : - Ajax Amsterdam (70.500) - Red Bull Salzbourg (54.500) - Inter Milan (31.000) - Benfica Lisbonne (68.000) | - 4 « moins bons troisièmes » repêchés de la phase de groupes de la Ligue des champions : - Bayer Leverkusen (61.000) - Chakhtar Donetsk (80.000) - Olympiakos (44.000) - Club Bruges (39.500) | - 4 « moins bons troisièmes » repêchés de la phase de groupes de la Ligue des champions : - Bayer Leverkusen (61.000) - Chakhtar Donetsk (80.000) - Olympiakos (44.000) - Club Bruges (39.500) | - 4 « moins bons troisièmes » repêchés de la phase de groupes de la Ligue des champions : - Bayer Leverkusen (61.000) - Chakhtar Donetsk (80.000) - Olympiakos (44.000) - Club Bruges (39.500) | - 4 « moins bons troisièmes » repêchés de la phase de groupes de la Ligue des champions : - Bayer Leverkusen (61.000) - Chakhtar Donetsk (80.000) - Olympiakos (44.000) - Club Bruges (39.500) | - 4 « moins bons troisièmes » repêchés de la phase de groupes de la Ligue des champions : - Bayer Leverkusen (61.000) - Chakhtar Donetsk (80.000) - Olympiakos (44.000) - Club Bruges (39.500) | - 4 « moins bons troisièmes » repêchés de la phase de groupes de la Ligue des champions : - Bayer Leverkusen (61.000) - Chakhtar Donetsk (80.000) - Olympiakos (44.000) - Club Bruges (39.500) | - 4 « moins bons troisièmes » repêchés de la phase de groupes de la Ligue des champions : - Bayer Leverkusen (61.000) - Chakhtar Donetsk (80.000) - Olympiakos (44.000) - Club Bruges (39.500) | - 4 « moins bons troisièmes » repêchés de la phase de groupes de la Ligue des champions : - Bayer Leverkusen (61.000) - Chakhtar Donetsk (80.000) - Olympiakos (44.000) - Club Bruges (39.500) |
| Phase de groupes | | | | | | | | | | | | | | | |
| - Getafe CF (20.713) 5e d'Espagne en 2018-2019 - Séville FC (104.000) 6e d'Espagne en 2018-2019 - Arsenal FC (101.000) 5e d'Angleterre en 2018-2019 - Manchester United (78.000) 6e d'Angleterre en 2018-2019 - Lazio Rome (37.000) Vainqueur de la Coupe d'Italie 2018-2019 - AS Rome (81.000) 6e d'Italie en 2018-2019, - Borussia Mönchengladbach (29.000) 5e d'Allemagne en 2018-2019 - VfL Wolfsburg (40.000) 6e d'Allemagne en 2018-2019 - Stade rennais FC (11.699) Vainqueur de la Coupe de France 2018-2019 - AS Saint-Étienne (23.000) 4e de France en 2018-2019 - CSKA Moscou (48.000) 4e de Russie en 2018-2019 - Sporting CP (50.000) Vainqueur de la Coupe du Portugal 2018-2019 - FK Oleksandriïa (7.780) 3e d'Ukraine en 2018-2019 - Standard de Liège (17.500) 3e de Belgique en 2018-2019, - Beşiktaş JK (62.000) 3e de Turquie en 2018-2019 - Wolfsberger AC (6.250) 3e d'Autriche en 2018-2019 - FC Lugano (6.000) 3e de Suisse en 2018-2019 | - Getafe CF (20.713) 5e d'Espagne en 2018-2019 - Séville FC (104.000) 6e d'Espagne en 2018-2019 - Arsenal FC (101.000) 5e d'Angleterre en 2018-2019 - Manchester United (78.000) 6e d'Angleterre en 2018-2019 - Lazio Rome (37.000) Vainqueur de la Coupe d'Italie 2018-2019 - AS Rome (81.000) 6e d'Italie en 2018-2019, - Borussia Mönchengladbach (29.000) 5e d'Allemagne en 2018-2019 - VfL Wolfsburg (40.000) 6e d'Allemagne en 2018-2019 - Stade rennais FC (11.699) Vainqueur de la Coupe de France 2018-2019 - AS Saint-Étienne (23.000) 4e de France en 2018-2019 - CSKA Moscou (48.000) 4e de Russie en 2018-2019 - Sporting CP (50.000) Vainqueur de la Coupe du Portugal 2018-2019 - FK Oleksandriïa (7.780) 3e d'Ukraine en 2018-2019 - Standard de Liège (17.500) 3e de Belgique en 2018-2019, - Beşiktaş JK (62.000) 3e de Turquie en 2018-2019 - Wolfsberger AC (6.250) 3e d'Autriche en 2018-2019 - FC Lugano (6.000) 3e de Suisse en 2018-2019 | - Getafe CF (20.713) 5e d'Espagne en 2018-2019 - Séville FC (104.000) 6e d'Espagne en 2018-2019 - Arsenal FC (101.000) 5e d'Angleterre en 2018-2019 - Manchester United (78.000) 6e d'Angleterre en 2018-2019 - Lazio Rome (37.000) Vainqueur de la Coupe d'Italie 2018-2019 - AS Rome (81.000) 6e d'Italie en 2018-2019, - Borussia Mönchengladbach (29.000) 5e d'Allemagne en 2018-2019 - VfL Wolfsburg (40.000) 6e d'Allemagne en 2018-2019 - Stade rennais FC (11.699) Vainqueur de la Coupe de France 2018-2019 - AS Saint-Étienne (23.000) 4e de France en 2018-2019 - CSKA Moscou (48.000) 4e de Russie en 2018-2019 - Sporting CP (50.000) Vainqueur de la Coupe du Portugal 2018-2019 - FK Oleksandriïa (7.780) 3e d'Ukraine en 2018-2019 - Standard de Liège (17.500) 3e de Belgique en 2018-2019, - Beşiktaş JK (62.000) 3e de Turquie en 2018-2019 - Wolfsberger AC (6.250) 3e d'Autriche en 2018-2019 - FC Lugano (6.000) 3e de Suisse en 2018-2019 | - Getafe CF (20.713) 5e d'Espagne en 2018-2019 - Séville FC (104.000) 6e d'Espagne en 2018-2019 - Arsenal FC (101.000) 5e d'Angleterre en 2018-2019 - Manchester United (78.000) 6e d'Angleterre en 2018-2019 - Lazio Rome (37.000) Vainqueur de la Coupe d'Italie 2018-2019 - AS Rome (81.000) 6e d'Italie en 2018-2019, - Borussia Mönchengladbach (29.000) 5e d'Allemagne en 2018-2019 - VfL Wolfsburg (40.000) 6e d'Allemagne en 2018-2019 - Stade rennais FC (11.699) Vainqueur de la Coupe de France 2018-2019 - AS Saint-Étienne (23.000) 4e de France en 2018-2019 - CSKA Moscou (48.000) 4e de Russie en 2018-2019 - Sporting CP (50.000) Vainqueur de la Coupe du Portugal 2018-2019 - FK Oleksandriïa (7.780) 3e d'Ukraine en 2018-2019 - Standard de Liège (17.500) 3e de Belgique en 2018-2019, - Beşiktaş JK (62.000) 3e de Turquie en 2018-2019 - Wolfsberger AC (6.250) 3e d'Autriche en 2018-2019 - FC Lugano (6.000) 3e de Suisse en 2018-2019 | - Getafe CF (20.713) 5e d'Espagne en 2018-2019 - Séville FC (104.000) 6e d'Espagne en 2018-2019 - Arsenal FC (101.000) 5e d'Angleterre en 2018-2019 - Manchester United (78.000) 6e d'Angleterre en 2018-2019 - Lazio Rome (37.000) Vainqueur de la Coupe d'Italie 2018-2019 - AS Rome (81.000) 6e d'Italie en 2018-2019, - Borussia Mönchengladbach (29.000) 5e d'Allemagne en 2018-2019 - VfL Wolfsburg (40.000) 6e d'Allemagne en 2018-2019 - Stade rennais FC (11.699) Vainqueur de la Coupe de France 2018-2019 - AS Saint-Étienne (23.000) 4e de France en 2018-2019 - CSKA Moscou (48.000) 4e de Russie en 2018-2019 - Sporting CP (50.000) Vainqueur de la Coupe du Portugal 2018-2019 - FK Oleksandriïa (7.780) 3e d'Ukraine en 2018-2019 - Standard de Liège (17.500) 3e de Belgique en 2018-2019, - Beşiktaş JK (62.000) 3e de Turquie en 2018-2019 - Wolfsberger AC (6.250) 3e d'Autriche en 2018-2019 - FC Lugano (6.000) 3e de Suisse en 2018-2019 | - Getafe CF (20.713) 5e d'Espagne en 2018-2019 - Séville FC (104.000) 6e d'Espagne en 2018-2019 - Arsenal FC (101.000) 5e d'Angleterre en 2018-2019 - Manchester United (78.000) 6e d'Angleterre en 2018-2019 - Lazio Rome (37.000) Vainqueur de la Coupe d'Italie 2018-2019 - AS Rome (81.000) 6e d'Italie en 2018-2019, - Borussia Mönchengladbach (29.000) 5e d'Allemagne en 2018-2019 - VfL Wolfsburg (40.000) 6e d'Allemagne en 2018-2019 - Stade rennais FC (11.699) Vainqueur de la Coupe de France 2018-2019 - AS Saint-Étienne (23.000) 4e de France en 2018-2019 - CSKA Moscou (48.000) 4e de Russie en 2018-2019 - Sporting CP (50.000) Vainqueur de la Coupe du Portugal 2018-2019 - FK Oleksandriïa (7.780) 3e d'Ukraine en 2018-2019 - Standard de Liège (17.500) 3e de Belgique en 2018-2019, - Beşiktaş JK (62.000) 3e de Turquie en 2018-2019 - Wolfsberger AC (6.250) 3e d'Autriche en 2018-2019 - FC Lugano (6.000) 3e de Suisse en 2018-2019 | - Getafe CF (20.713) 5e d'Espagne en 2018-2019 - Séville FC (104.000) 6e d'Espagne en 2018-2019 - Arsenal FC (101.000) 5e d'Angleterre en 2018-2019 - Manchester United (78.000) 6e d'Angleterre en 2018-2019 - Lazio Rome (37.000) Vainqueur de la Coupe d'Italie 2018-2019 - AS Rome (81.000) 6e d'Italie en 2018-2019, - Borussia Mönchengladbach (29.000) 5e d'Allemagne en 2018-2019 - VfL Wolfsburg (40.000) 6e d'Allemagne en 2018-2019 - Stade rennais FC (11.699) Vainqueur de la Coupe de France 2018-2019 - AS Saint-Étienne (23.000) 4e de France en 2018-2019 - CSKA Moscou (48.000) 4e de Russie en 2018-2019 - Sporting CP (50.000) Vainqueur de la Coupe du Portugal 2018-2019 - FK Oleksandriïa (7.780) 3e d'Ukraine en 2018-2019 - Standard de Liège (17.500) 3e de Belgique en 2018-2019, - Beşiktaş JK (62.000) 3e de Turquie en 2018-2019 - Wolfsberger AC (6.250) 3e d'Autriche en 2018-2019 - FC Lugano (6.000) 3e de Suisse en 2018-2019 | - Getafe CF (20.713) 5e d'Espagne en 2018-2019 - Séville FC (104.000) 6e d'Espagne en 2018-2019 - Arsenal FC (101.000) 5e d'Angleterre en 2018-2019 - Manchester United (78.000) 6e d'Angleterre en 2018-2019 - Lazio Rome (37.000) Vainqueur de la Coupe d'Italie 2018-2019 - AS Rome (81.000) 6e d'Italie en 2018-2019, - Borussia Mönchengladbach (29.000) 5e d'Allemagne en 2018-2019 - VfL Wolfsburg (40.000) 6e d'Allemagne en 2018-2019 - Stade rennais FC (11.699) Vainqueur de la Coupe de France 2018-2019 - AS Saint-Étienne (23.000) 4e de France en 2018-2019 - CSKA Moscou (48.000) 4e de Russie en 2018-2019 - Sporting CP (50.000) Vainqueur de la Coupe du Portugal 2018-2019 - FK Oleksandriïa (7.780) 3e d'Ukraine en 2018-2019 - Standard de Liège (17.500) 3e de Belgique en 2018-2019, - Beşiktaş JK (62.000) 3e de Turquie en 2018-2019 - Wolfsberger AC (6.250) 3e d'Autriche en 2018-2019 - FC Lugano (6.000) 3e de Suisse en 2018-2019 | - 4 champions repêchés des barrages de la Ligue des champions : - BSC Young Boys (27.500) - APOEL Nicosie (25.500) - Rosenborg BK (11.500) - CFR Cluj (3.500) - 2 non-champions repêchés des barrages de la Ligue des champions : - FK Krasnodar (34.500) - LASK (6.250) - 4 non-champions repêchés du 3e tour de qualification de la Ligue des champions : - FC Porto (93.000) - Dynamo Kiev (65.000) - FC Bâle (54.500) - Istanbul Başakşehir (10.500) | - 4 champions repêchés des barrages de la Ligue des champions : - BSC Young Boys (27.500) - APOEL Nicosie (25.500) - Rosenborg BK (11.500) - CFR Cluj (3.500) - 2 non-champions repêchés des barrages de la Ligue des champions : - FK Krasnodar (34.500) - LASK (6.250) - 4 non-champions repêchés du 3e tour de qualification de la Ligue des champions : - FC Porto (93.000) - Dynamo Kiev (65.000) - FC Bâle (54.500) - Istanbul Başakşehir (10.500) | - 4 champions repêchés des barrages de la Ligue des champions : - BSC Young Boys (27.500) - APOEL Nicosie (25.500) - Rosenborg BK (11.500) - CFR Cluj (3.500) - 2 non-champions repêchés des barrages de la Ligue des champions : - FK Krasnodar (34.500) - LASK (6.250) - 4 non-champions repêchés du 3e tour de qualification de la Ligue des champions : - FC Porto (93.000) - Dynamo Kiev (65.000) - FC Bâle (54.500) - Istanbul Başakşehir (10.500) | - 4 champions repêchés des barrages de la Ligue des champions : - BSC Young Boys (27.500) - APOEL Nicosie (25.500) - Rosenborg BK (11.500) - CFR Cluj (3.500) - 2 non-champions repêchés des barrages de la Ligue des champions : - FK Krasnodar (34.500) - LASK (6.250) - 4 non-champions repêchés du 3e tour de qualification de la Ligue des champions : - FC Porto (93.000) - Dynamo Kiev (65.000) - FC Bâle (54.500) - Istanbul Başakşehir (10.500) | - 4 champions repêchés des barrages de la Ligue des champions : - BSC Young Boys (27.500) - APOEL Nicosie (25.500) - Rosenborg BK (11.500) - CFR Cluj (3.500) - 2 non-champions repêchés des barrages de la Ligue des champions : - FK Krasnodar (34.500) - LASK (6.250) - 4 non-champions repêchés du 3e tour de qualification de la Ligue des champions : - FC Porto (93.000) - Dynamo Kiev (65.000) - FC Bâle (54.500) - Istanbul Başakşehir (10.500) | - 4 champions repêchés des barrages de la Ligue des champions : - BSC Young Boys (27.500) - APOEL Nicosie (25.500) - Rosenborg BK (11.500) - CFR Cluj (3.500) - 2 non-champions repêchés des barrages de la Ligue des champions : - FK Krasnodar (34.500) - LASK (6.250) - 4 non-champions repêchés du 3e tour de qualification de la Ligue des champions : - FC Porto (93.000) - Dynamo Kiev (65.000) - FC Bâle (54.500) - Istanbul Başakşehir (10.500) | - 4 champions repêchés des barrages de la Ligue des champions : - BSC Young Boys (27.500) - APOEL Nicosie (25.500) - Rosenborg BK (11.500) - CFR Cluj (3.500) - 2 non-champions repêchés des barrages de la Ligue des champions : - FK Krasnodar (34.500) - LASK (6.250) - 4 non-champions repêchés du 3e tour de qualification de la Ligue des champions : - FC Porto (93.000) - Dynamo Kiev (65.000) - FC Bâle (54.500) - Istanbul Başakşehir (10.500) | - 4 champions repêchés des barrages de la Ligue des champions : - BSC Young Boys (27.500) - APOEL Nicosie (25.500) - Rosenborg BK (11.500) - CFR Cluj (3.500) - 2 non-champions repêchés des barrages de la Ligue des champions : - FK Krasnodar (34.500) - LASK (6.250) - 4 non-champions repêchés du 3e tour de qualification de la Ligue des champions : - FC Porto (93.000) - Dynamo Kiev (65.000) - FC Bâle (54.500) - Istanbul Başakşehir (10.500) |
| Barrages | | | | | | | | | | | | | | | |
| Voie des champions - 6 champions repêchés du 3e tour de qualification de la Ligue des champions : - Celtic FC (31.000) - FC Copenhague (31.000) - PAOK Salonique (23.500) - Qarabağ FK (22.000) - NK Maribor (18.500) - Ferencváros TC (4.250) | Voie des champions - 6 champions repêchés du 3e tour de qualification de la Ligue des champions : - Celtic FC (31.000) - FC Copenhague (31.000) - PAOK Salonique (23.500) - Qarabağ FK (22.000) - NK Maribor (18.500) - Ferencváros TC (4.250) | Voie des champions - 6 champions repêchés du 3e tour de qualification de la Ligue des champions : - Celtic FC (31.000) - FC Copenhague (31.000) - PAOK Salonique (23.500) - Qarabağ FK (22.000) - NK Maribor (18.500) - Ferencváros TC (4.250) | Voie des champions - 6 champions repêchés du 3e tour de qualification de la Ligue des champions : - Celtic FC (31.000) - FC Copenhague (31.000) - PAOK Salonique (23.500) - Qarabağ FK (22.000) - NK Maribor (18.500) - Ferencváros TC (4.250) | Voie des champions - 6 champions repêchés du 3e tour de qualification de la Ligue des champions : - Celtic FC (31.000) - FC Copenhague (31.000) - PAOK Salonique (23.500) - Qarabağ FK (22.000) - NK Maribor (18.500) - Ferencváros TC (4.250) | Voie des champions - 6 champions repêchés du 3e tour de qualification de la Ligue des champions : - Celtic FC (31.000) - FC Copenhague (31.000) - PAOK Salonique (23.500) - Qarabağ FK (22.000) - NK Maribor (18.500) - Ferencváros TC (4.250) | Voie des champions - 6 champions repêchés du 3e tour de qualification de la Ligue des champions : - Celtic FC (31.000) - FC Copenhague (31.000) - PAOK Salonique (23.500) - Qarabağ FK (22.000) - NK Maribor (18.500) - Ferencváros TC (4.250) | Voie des champions - 6 champions repêchés du 3e tour de qualification de la Ligue des champions : - Celtic FC (31.000) - FC Copenhague (31.000) - PAOK Salonique (23.500) - Qarabağ FK (22.000) - NK Maribor (18.500) - Ferencváros TC (4.250) | Voie de la Ligue Aucune entrée | Voie de la Ligue Aucune entrée | Voie de la Ligue Aucune entrée | Voie de la Ligue Aucune entrée | Voie de la Ligue Aucune entrée | Voie de la Ligue Aucune entrée | Voie de la Ligue Aucune entrée | Voie de la Ligue Aucune entrée |
| Troisième tour de qualification | | | | | | | | | | | | | | | |
| Voie des champions - 10 champions repêchés du 2e tour de qualification de la Ligue des champions : - BATE Borisov (27.500) - Maccabi Tel-Aviv (16.000) - HJK Helsinki (9.000) - Dundalk FC (7.000) - The New Saints FC (6.000) - AIK Solna (5.500) - Valletta FC (4.250) - Nõmme Kalju (3.500) - FK Sutjeska Nikšić (3.000) - Saburtalo Tbilissi (0.950) | Voie des champions - 10 champions repêchés du 2e tour de qualification de la Ligue des champions : - BATE Borisov (27.500) - Maccabi Tel-Aviv (16.000) - HJK Helsinki (9.000) - Dundalk FC (7.000) - The New Saints FC (6.000) - AIK Solna (5.500) - Valletta FC (4.250) - Nõmme Kalju (3.500) - FK Sutjeska Nikšić (3.000) - Saburtalo Tbilissi (0.950) | Voie des champions - 10 champions repêchés du 2e tour de qualification de la Ligue des champions : - BATE Borisov (27.500) - Maccabi Tel-Aviv (16.000) - HJK Helsinki (9.000) - Dundalk FC (7.000) - The New Saints FC (6.000) - AIK Solna (5.500) - Valletta FC (4.250) - Nõmme Kalju (3.500) - FK Sutjeska Nikšić (3.000) - Saburtalo Tbilissi (0.950) | Voie des champions - 10 champions repêchés du 2e tour de qualification de la Ligue des champions : - BATE Borisov (27.500) - Maccabi Tel-Aviv (16.000) - HJK Helsinki (9.000) - Dundalk FC (7.000) - The New Saints FC (6.000) - AIK Solna (5.500) - Valletta FC (4.250) - Nõmme Kalju (3.500) - FK Sutjeska Nikšić (3.000) - Saburtalo Tbilissi (0.950) | Voie des champions - 10 champions repêchés du 2e tour de qualification de la Ligue des champions : - BATE Borisov (27.500) - Maccabi Tel-Aviv (16.000) - HJK Helsinki (9.000) - Dundalk FC (7.000) - The New Saints FC (6.000) - AIK Solna (5.500) - Valletta FC (4.250) - Nõmme Kalju (3.500) - FK Sutjeska Nikšić (3.000) - Saburtalo Tbilissi (0.950) | Voie des champions - 10 champions repêchés du 2e tour de qualification de la Ligue des champions : - BATE Borisov (27.500) - Maccabi Tel-Aviv (16.000) - HJK Helsinki (9.000) - Dundalk FC (7.000) - The New Saints FC (6.000) - AIK Solna (5.500) - Valletta FC (4.250) - Nõmme Kalju (3.500) - FK Sutjeska Nikšić (3.000) - Saburtalo Tbilissi (0.950) | Voie des champions - 10 champions repêchés du 2e tour de qualification de la Ligue des champions : - BATE Borisov (27.500) - Maccabi Tel-Aviv (16.000) - HJK Helsinki (9.000) - Dundalk FC (7.000) - The New Saints FC (6.000) - AIK Solna (5.500) - Valletta FC (4.250) - Nõmme Kalju (3.500) - FK Sutjeska Nikšić (3.000) - Saburtalo Tbilissi (0.950) | Voie des champions - 10 champions repêchés du 2e tour de qualification de la Ligue des champions : - BATE Borisov (27.500) - Maccabi Tel-Aviv (16.000) - HJK Helsinki (9.000) - Dundalk FC (7.000) - The New Saints FC (6.000) - AIK Solna (5.500) - Valletta FC (4.250) - Nõmme Kalju (3.500) - FK Sutjeska Nikšić (3.000) - Saburtalo Tbilissi (0.950) | Voie de la Ligue - 2 non-champions repêchés du 2e tour de qualification de la Ligue des champions : - PSV Eindhoven (37.000) - Viktoria Plzeň (33.000) - Spartak Moscou (16.000) 5e de Russie en 2018-2019 - Sporting Braga (31.000) 4e du Portugal en 2018-2019 - FK Marioupol (7.780) 4e d'Ukraine en 2018-2019 - Antwerp (7.980) 4e de Belgique en 2018-2019 - Trabzonspor (8.000) 4e de Turquie en 2018-2019 - Austria Vienne (8.000) 4e d'Autriche en 2018-2019 - FC Thoune (5.380) 4e de Suisse en 2018-2019 - Sparta Prague (35.500) 3e de République tchèque en 2018-2019 - Feyenoord Rotterdam (22.000) 3e des Pays-Bas en 2018-2019 - AEK Athènes (14.000) 3e de Grèce en 2018-2019 - HNK Rijeka (13.500) Vainqueur de la Coupe de Croatie 2018-2019 - FC Midtjylland (14.000) Vainqueur de la Coupe du Danemark 2018-2019 - Bnei Yehoudah (3.725) Vainqueur de la Coupe d'Israël 2018-2019 | Voie de la Ligue - 2 non-champions repêchés du 2e tour de qualification de la Ligue des champions : - PSV Eindhoven (37.000) - Viktoria Plzeň (33.000) - Spartak Moscou (16.000) 5e de Russie en 2018-2019 - Sporting Braga (31.000) 4e du Portugal en 2018-2019 - FK Marioupol (7.780) 4e d'Ukraine en 2018-2019 - Antwerp (7.980) 4e de Belgique en 2018-2019 - Trabzonspor (8.000) 4e de Turquie en 2018-2019 - Austria Vienne (8.000) 4e d'Autriche en 2018-2019 - FC Thoune (5.380) 4e de Suisse en 2018-2019 - Sparta Prague (35.500) 3e de République tchèque en 2018-2019 - Feyenoord Rotterdam (22.000) 3e des Pays-Bas en 2018-2019 - AEK Athènes (14.000) 3e de Grèce en 2018-2019 - HNK Rijeka (13.500) Vainqueur de la Coupe de Croatie 2018-2019 - FC Midtjylland (14.000) Vainqueur de la Coupe du Danemark 2018-2019 - Bnei Yehoudah (3.725) Vainqueur de la Coupe d'Israël 2018-2019 | Voie de la Ligue - 2 non-champions repêchés du 2e tour de qualification de la Ligue des champions : - PSV Eindhoven (37.000) - Viktoria Plzeň (33.000) - Spartak Moscou (16.000) 5e de Russie en 2018-2019 - Sporting Braga (31.000) 4e du Portugal en 2018-2019 - FK Marioupol (7.780) 4e d'Ukraine en 2018-2019 - Antwerp (7.980) 4e de Belgique en 2018-2019 - Trabzonspor (8.000) 4e de Turquie en 2018-2019 - Austria Vienne (8.000) 4e d'Autriche en 2018-2019 - FC Thoune (5.380) 4e de Suisse en 2018-2019 - Sparta Prague (35.500) 3e de République tchèque en 2018-2019 - Feyenoord Rotterdam (22.000) 3e des Pays-Bas en 2018-2019 - AEK Athènes (14.000) 3e de Grèce en 2018-2019 - HNK Rijeka (13.500) Vainqueur de la Coupe de Croatie 2018-2019 - FC Midtjylland (14.000) Vainqueur de la Coupe du Danemark 2018-2019 - Bnei Yehoudah (3.725) Vainqueur de la Coupe d'Israël 2018-2019 | Voie de la Ligue - 2 non-champions repêchés du 2e tour de qualification de la Ligue des champions : - PSV Eindhoven (37.000) - Viktoria Plzeň (33.000) - Spartak Moscou (16.000) 5e de Russie en 2018-2019 - Sporting Braga (31.000) 4e du Portugal en 2018-2019 - FK Marioupol (7.780) 4e d'Ukraine en 2018-2019 - Antwerp (7.980) 4e de Belgique en 2018-2019 - Trabzonspor (8.000) 4e de Turquie en 2018-2019 - Austria Vienne (8.000) 4e d'Autriche en 2018-2019 - FC Thoune (5.380) 4e de Suisse en 2018-2019 - Sparta Prague (35.500) 3e de République tchèque en 2018-2019 - Feyenoord Rotterdam (22.000) 3e des Pays-Bas en 2018-2019 - AEK Athènes (14.000) 3e de Grèce en 2018-2019 - HNK Rijeka (13.500) Vainqueur de la Coupe de Croatie 2018-2019 - FC Midtjylland (14.000) Vainqueur de la Coupe du Danemark 2018-2019 - Bnei Yehoudah (3.725) Vainqueur de la Coupe d'Israël 2018-2019 | Voie de la Ligue - 2 non-champions repêchés du 2e tour de qualification de la Ligue des champions : - PSV Eindhoven (37.000) - Viktoria Plzeň (33.000) - Spartak Moscou (16.000) 5e de Russie en 2018-2019 - Sporting Braga (31.000) 4e du Portugal en 2018-2019 - FK Marioupol (7.780) 4e d'Ukraine en 2018-2019 - Antwerp (7.980) 4e de Belgique en 2018-2019 - Trabzonspor (8.000) 4e de Turquie en 2018-2019 - Austria Vienne (8.000) 4e d'Autriche en 2018-2019 - FC Thoune (5.380) 4e de Suisse en 2018-2019 - Sparta Prague (35.500) 3e de République tchèque en 2018-2019 - Feyenoord Rotterdam (22.000) 3e des Pays-Bas en 2018-2019 - AEK Athènes (14.000) 3e de Grèce en 2018-2019 - HNK Rijeka (13.500) Vainqueur de la Coupe de Croatie 2018-2019 - FC Midtjylland (14.000) Vainqueur de la Coupe du Danemark 2018-2019 - Bnei Yehoudah (3.725) Vainqueur de la Coupe d'Israël 2018-2019 | Voie de la Ligue - 2 non-champions repêchés du 2e tour de qualification de la Ligue des champions : - PSV Eindhoven (37.000) - Viktoria Plzeň (33.000) - Spartak Moscou (16.000) 5e de Russie en 2018-2019 - Sporting Braga (31.000) 4e du Portugal en 2018-2019 - FK Marioupol (7.780) 4e d'Ukraine en 2018-2019 - Antwerp (7.980) 4e de Belgique en 2018-2019 - Trabzonspor (8.000) 4e de Turquie en 2018-2019 - Austria Vienne (8.000) 4e d'Autriche en 2018-2019 - FC Thoune (5.380) 4e de Suisse en 2018-2019 - Sparta Prague (35.500) 3e de République tchèque en 2018-2019 - Feyenoord Rotterdam (22.000) 3e des Pays-Bas en 2018-2019 - AEK Athènes (14.000) 3e de Grèce en 2018-2019 - HNK Rijeka (13.500) Vainqueur de la Coupe de Croatie 2018-2019 - FC Midtjylland (14.000) Vainqueur de la Coupe du Danemark 2018-2019 - Bnei Yehoudah (3.725) Vainqueur de la Coupe d'Israël 2018-2019 | Voie de la Ligue - 2 non-champions repêchés du 2e tour de qualification de la Ligue des champions : - PSV Eindhoven (37.000) - Viktoria Plzeň (33.000) - Spartak Moscou (16.000) 5e de Russie en 2018-2019 - Sporting Braga (31.000) 4e du Portugal en 2018-2019 - FK Marioupol (7.780) 4e d'Ukraine en 2018-2019 - Antwerp (7.980) 4e de Belgique en 2018-2019 - Trabzonspor (8.000) 4e de Turquie en 2018-2019 - Austria Vienne (8.000) 4e d'Autriche en 2018-2019 - FC Thoune (5.380) 4e de Suisse en 2018-2019 - Sparta Prague (35.500) 3e de République tchèque en 2018-2019 - Feyenoord Rotterdam (22.000) 3e des Pays-Bas en 2018-2019 - AEK Athènes (14.000) 3e de Grèce en 2018-2019 - HNK Rijeka (13.500) Vainqueur de la Coupe de Croatie 2018-2019 - FC Midtjylland (14.000) Vainqueur de la Coupe du Danemark 2018-2019 - Bnei Yehoudah (3.725) Vainqueur de la Coupe d'Israël 2018-2019 | Voie de la Ligue - 2 non-champions repêchés du 2e tour de qualification de la Ligue des champions : - PSV Eindhoven (37.000) - Viktoria Plzeň (33.000) - Spartak Moscou (16.000) 5e de Russie en 2018-2019 - Sporting Braga (31.000) 4e du Portugal en 2018-2019 - FK Marioupol (7.780) 4e d'Ukraine en 2018-2019 - Antwerp (7.980) 4e de Belgique en 2018-2019 - Trabzonspor (8.000) 4e de Turquie en 2018-2019 - Austria Vienne (8.000) 4e d'Autriche en 2018-2019 - FC Thoune (5.380) 4e de Suisse en 2018-2019 - Sparta Prague (35.500) 3e de République tchèque en 2018-2019 - Feyenoord Rotterdam (22.000) 3e des Pays-Bas en 2018-2019 - AEK Athènes (14.000) 3e de Grèce en 2018-2019 - HNK Rijeka (13.500) Vainqueur de la Coupe de Croatie 2018-2019 - FC Midtjylland (14.000) Vainqueur de la Coupe du Danemark 2018-2019 - Bnei Yehoudah (3.725) Vainqueur de la Coupe d'Israël 2018-2019 |
| Deuxième tour de qualification | | | | | | | | | | | | | | | |
| Voie des champions - 16 champions repêchés du 1er tour de qualification de la Ligue des champions : - FK Astana (27.500) - Ludogorets Razgrad (27.000) - Sheriff Tiraspol (12.250) - F91 Dudelange (6.250) - KF Shkëndija (6.000) - Slovan Bratislava (6.000) - FK Sarajevo (4.250) - Sūduva Marijampolė (4.250) - Piast Gliwice (3.850) - FK Partizani Tirana (3.000) - Valur Reykjavik (2.750) - Linfield FC (2.250) - HB Tórshavn (1.500) - Riga FC (1.125) - FC Ararat-Armenia (0.750) - KF Feronikeli (0.500) - 3 champions repêchés du tour préliminaire de la Ligue des champions : - FC Santa Coloma (4.000) - Lincoln Red Imps (4.250) - SP Tre Penne (0.750) | Voie des champions - 16 champions repêchés du 1er tour de qualification de la Ligue des champions : - FK Astana (27.500) - Ludogorets Razgrad (27.000) - Sheriff Tiraspol (12.250) - F91 Dudelange (6.250) - KF Shkëndija (6.000) - Slovan Bratislava (6.000) - FK Sarajevo (4.250) - Sūduva Marijampolė (4.250) - Piast Gliwice (3.850) - FK Partizani Tirana (3.000) - Valur Reykjavik (2.750) - Linfield FC (2.250) - HB Tórshavn (1.500) - Riga FC (1.125) - FC Ararat-Armenia (0.750) - KF Feronikeli (0.500) - 3 champions repêchés du tour préliminaire de la Ligue des champions : - FC Santa Coloma (4.000) - Lincoln Red Imps (4.250) - SP Tre Penne (0.750) | Voie des champions - 16 champions repêchés du 1er tour de qualification de la Ligue des champions : - FK Astana (27.500) - Ludogorets Razgrad (27.000) - Sheriff Tiraspol (12.250) - F91 Dudelange (6.250) - KF Shkëndija (6.000) - Slovan Bratislava (6.000) - FK Sarajevo (4.250) - Sūduva Marijampolė (4.250) - Piast Gliwice (3.850) - FK Partizani Tirana (3.000) - Valur Reykjavik (2.750) - Linfield FC (2.250) - HB Tórshavn (1.500) - Riga FC (1.125) - FC Ararat-Armenia (0.750) - KF Feronikeli (0.500) - 3 champions repêchés du tour préliminaire de la Ligue des champions : - FC Santa Coloma (4.000) - Lincoln Red Imps (4.250) - SP Tre Penne (0.750) | Voie des champions - 16 champions repêchés du 1er tour de qualification de la Ligue des champions : - FK Astana (27.500) - Ludogorets Razgrad (27.000) - Sheriff Tiraspol (12.250) - F91 Dudelange (6.250) - KF Shkëndija (6.000) - Slovan Bratislava (6.000) - FK Sarajevo (4.250) - Sūduva Marijampolė (4.250) - Piast Gliwice (3.850) - FK Partizani Tirana (3.000) - Valur Reykjavik (2.750) - Linfield FC (2.250) - HB Tórshavn (1.500) - Riga FC (1.125) - FC Ararat-Armenia (0.750) - KF Feronikeli (0.500) - 3 champions repêchés du tour préliminaire de la Ligue des champions : - FC Santa Coloma (4.000) - Lincoln Red Imps (4.250) - SP Tre Penne (0.750) | Voie des champions - 16 champions repêchés du 1er tour de qualification de la Ligue des champions : - FK Astana (27.500) - Ludogorets Razgrad (27.000) - Sheriff Tiraspol (12.250) - F91 Dudelange (6.250) - KF Shkëndija (6.000) - Slovan Bratislava (6.000) - FK Sarajevo (4.250) - Sūduva Marijampolė (4.250) - Piast Gliwice (3.850) - FK Partizani Tirana (3.000) - Valur Reykjavik (2.750) - Linfield FC (2.250) - HB Tórshavn (1.500) - Riga FC (1.125) - FC Ararat-Armenia (0.750) - KF Feronikeli (0.500) - 3 champions repêchés du tour préliminaire de la Ligue des champions : - FC Santa Coloma (4.000) - Lincoln Red Imps (4.250) - SP Tre Penne (0.750) | Voie des champions - 16 champions repêchés du 1er tour de qualification de la Ligue des champions : - FK Astana (27.500) - Ludogorets Razgrad (27.000) - Sheriff Tiraspol (12.250) - F91 Dudelange (6.250) - KF Shkëndija (6.000) - Slovan Bratislava (6.000) - FK Sarajevo (4.250) - Sūduva Marijampolė (4.250) - Piast Gliwice (3.850) - FK Partizani Tirana (3.000) - Valur Reykjavik (2.750) - Linfield FC (2.250) - HB Tórshavn (1.500) - Riga FC (1.125) - FC Ararat-Armenia (0.750) - KF Feronikeli (0.500) - 3 champions repêchés du tour préliminaire de la Ligue des champions : - FC Santa Coloma (4.000) - Lincoln Red Imps (4.250) - SP Tre Penne (0.750) | Voie des champions - 16 champions repêchés du 1er tour de qualification de la Ligue des champions : - FK Astana (27.500) - Ludogorets Razgrad (27.000) - Sheriff Tiraspol (12.250) - F91 Dudelange (6.250) - KF Shkëndija (6.000) - Slovan Bratislava (6.000) - FK Sarajevo (4.250) - Sūduva Marijampolė (4.250) - Piast Gliwice (3.850) - FK Partizani Tirana (3.000) - Valur Reykjavik (2.750) - Linfield FC (2.250) - HB Tórshavn (1.500) - Riga FC (1.125) - FC Ararat-Armenia (0.750) - KF Feronikeli (0.500) - 3 champions repêchés du tour préliminaire de la Ligue des champions : - FC Santa Coloma (4.000) - Lincoln Red Imps (4.250) - SP Tre Penne (0.750) | Voie des champions - 16 champions repêchés du 1er tour de qualification de la Ligue des champions : - FK Astana (27.500) - Ludogorets Razgrad (27.000) - Sheriff Tiraspol (12.250) - F91 Dudelange (6.250) - KF Shkëndija (6.000) - Slovan Bratislava (6.000) - FK Sarajevo (4.250) - Sūduva Marijampolė (4.250) - Piast Gliwice (3.850) - FK Partizani Tirana (3.000) - Valur Reykjavik (2.750) - Linfield FC (2.250) - HB Tórshavn (1.500) - Riga FC (1.125) - FC Ararat-Armenia (0.750) - KF Feronikeli (0.500) - 3 champions repêchés du tour préliminaire de la Ligue des champions : - FC Santa Coloma (4.000) - Lincoln Red Imps (4.250) - SP Tre Penne (0.750) | Voie de la Ligue - Espanyol de Barcelone (20.713) 7e d'Espagne en 2018-2019 - Wolverhampton Wanderers (17.092) 7e d'Angleterre en 2018-2019 - Torino FC (14.945) 7e d'Italie en 2018-2019 - Eintracht Francfort (24.000) 7e d'Allemagne en 2018-2019 - RC Strasbourg (11.699) Vainqueur de la Coupe de la Ligue française 2018-2019 - Arsenal Toula (10.109) 6e de Russie en 2018-2019 - Vitória Guimarães (9.646) 5e du Portugal en 2018-2019 - Zorya Louhansk (11.500) 5e d'Ukraine en 2018-2019 - La Gantoise (29.500) 5e de Belgique en 2018-2019 - Yeni Malatyaspor (6.920) 5e de Turquie en 2018-2019 - Sturm Graz (6.250) Vainqueur des barrages d'Autriche en 2018-2019 - FC Lucerne (5.380)5e de Suisse en 2018-2019 - FK Jablonec (5.735) 4e de République tchèque en 2018-2019 - FK Mladá Boleslav (5.735) Vainqueur des barrages de République tchèque en 2018-2019 - AZ Alkmaar (10.500) 4e des Pays-Bas en 2018-2019 - FC Utrecht (6.486) Vainqueur des barrages des Pays-Bas en 2018-2019 - Atromitos FC (5.520) 4e de Grèce en 2018-2019 - Aris Salonique (5.520) 5e de Grèce en 2018-2019 - NK Osijek (5.475) 3e de Croatie en 2018-2019 - Esbjerg fB (5.405) 3e du Danemark en 2018-2019 - AEL Limassol (4.985) Vainqueur de la Coupe de Chypre 2018-2019 - Viitorul Constanța (4.000) Vainqueur de la Coupe de Roumanie 2018-2019 - Lechia Gdańsk (3.850) Vainqueur de la Coupe de Pologne 2018-2019 - BK Häcken (4.180) Vainqueur de la Coupe de Suède 2018-2019 - FK Qabala (6.250) Vainqueur de la Coupe d'Azerbaïdjan 2018-2019 - Lokomotiv Plovdiv (3.500) Vainqueur de la Coupe de Bulgarie 2018-2019 - Partizan Belgrade (18.000) Vainqueur de la Coupe de Serbie 2018-2019 | Voie de la Ligue - Espanyol de Barcelone (20.713) 7e d'Espagne en 2018-2019 - Wolverhampton Wanderers (17.092) 7e d'Angleterre en 2018-2019 - Torino FC (14.945) 7e d'Italie en 2018-2019 - Eintracht Francfort (24.000) 7e d'Allemagne en 2018-2019 - RC Strasbourg (11.699) Vainqueur de la Coupe de la Ligue française 2018-2019 - Arsenal Toula (10.109) 6e de Russie en 2018-2019 - Vitória Guimarães (9.646) 5e du Portugal en 2018-2019 - Zorya Louhansk (11.500) 5e d'Ukraine en 2018-2019 - La Gantoise (29.500) 5e de Belgique en 2018-2019 - Yeni Malatyaspor (6.920) 5e de Turquie en 2018-2019 - Sturm Graz (6.250) Vainqueur des barrages d'Autriche en 2018-2019 - FC Lucerne (5.380)5e de Suisse en 2018-2019 - FK Jablonec (5.735) 4e de République tchèque en 2018-2019 - FK Mladá Boleslav (5.735) Vainqueur des barrages de République tchèque en 2018-2019 - AZ Alkmaar (10.500) 4e des Pays-Bas en 2018-2019 - FC Utrecht (6.486) Vainqueur des barrages des Pays-Bas en 2018-2019 - Atromitos FC (5.520) 4e de Grèce en 2018-2019 - Aris Salonique (5.520) 5e de Grèce en 2018-2019 - NK Osijek (5.475) 3e de Croatie en 2018-2019 - Esbjerg fB (5.405) 3e du Danemark en 2018-2019 - AEL Limassol (4.985) Vainqueur de la Coupe de Chypre 2018-2019 - Viitorul Constanța (4.000) Vainqueur de la Coupe de Roumanie 2018-2019 - Lechia Gdańsk (3.850) Vainqueur de la Coupe de Pologne 2018-2019 - BK Häcken (4.180) Vainqueur de la Coupe de Suède 2018-2019 - FK Qabala (6.250) Vainqueur de la Coupe d'Azerbaïdjan 2018-2019 - Lokomotiv Plovdiv (3.500) Vainqueur de la Coupe de Bulgarie 2018-2019 - Partizan Belgrade (18.000) Vainqueur de la Coupe de Serbie 2018-2019 | Voie de la Ligue - Espanyol de Barcelone (20.713) 7e d'Espagne en 2018-2019 - Wolverhampton Wanderers (17.092) 7e d'Angleterre en 2018-2019 - Torino FC (14.945) 7e d'Italie en 2018-2019 - Eintracht Francfort (24.000) 7e d'Allemagne en 2018-2019 - RC Strasbourg (11.699) Vainqueur de la Coupe de la Ligue française 2018-2019 - Arsenal Toula (10.109) 6e de Russie en 2018-2019 - Vitória Guimarães (9.646) 5e du Portugal en 2018-2019 - Zorya Louhansk (11.500) 5e d'Ukraine en 2018-2019 - La Gantoise (29.500) 5e de Belgique en 2018-2019 - Yeni Malatyaspor (6.920) 5e de Turquie en 2018-2019 - Sturm Graz (6.250) Vainqueur des barrages d'Autriche en 2018-2019 - FC Lucerne (5.380)5e de Suisse en 2018-2019 - FK Jablonec (5.735) 4e de République tchèque en 2018-2019 - FK Mladá Boleslav (5.735) Vainqueur des barrages de République tchèque en 2018-2019 - AZ Alkmaar (10.500) 4e des Pays-Bas en 2018-2019 - FC Utrecht (6.486) Vainqueur des barrages des Pays-Bas en 2018-2019 - Atromitos FC (5.520) 4e de Grèce en 2018-2019 - Aris Salonique (5.520) 5e de Grèce en 2018-2019 - NK Osijek (5.475) 3e de Croatie en 2018-2019 - Esbjerg fB (5.405) 3e du Danemark en 2018-2019 - AEL Limassol (4.985) Vainqueur de la Coupe de Chypre 2018-2019 - Viitorul Constanța (4.000) Vainqueur de la Coupe de Roumanie 2018-2019 - Lechia Gdańsk (3.850) Vainqueur de la Coupe de Pologne 2018-2019 - BK Häcken (4.180) Vainqueur de la Coupe de Suède 2018-2019 - FK Qabala (6.250) Vainqueur de la Coupe d'Azerbaïdjan 2018-2019 - Lokomotiv Plovdiv (3.500) Vainqueur de la Coupe de Bulgarie 2018-2019 - Partizan Belgrade (18.000) Vainqueur de la Coupe de Serbie 2018-2019 | Voie de la Ligue - Espanyol de Barcelone (20.713) 7e d'Espagne en 2018-2019 - Wolverhampton Wanderers (17.092) 7e d'Angleterre en 2018-2019 - Torino FC (14.945) 7e d'Italie en 2018-2019 - Eintracht Francfort (24.000) 7e d'Allemagne en 2018-2019 - RC Strasbourg (11.699) Vainqueur de la Coupe de la Ligue française 2018-2019 - Arsenal Toula (10.109) 6e de Russie en 2018-2019 - Vitória Guimarães (9.646) 5e du Portugal en 2018-2019 - Zorya Louhansk (11.500) 5e d'Ukraine en 2018-2019 - La Gantoise (29.500) 5e de Belgique en 2018-2019 - Yeni Malatyaspor (6.920) 5e de Turquie en 2018-2019 - Sturm Graz (6.250) Vainqueur des barrages d'Autriche en 2018-2019 - FC Lucerne (5.380)5e de Suisse en 2018-2019 - FK Jablonec (5.735) 4e de République tchèque en 2018-2019 - FK Mladá Boleslav (5.735) Vainqueur des barrages de République tchèque en 2018-2019 - AZ Alkmaar (10.500) 4e des Pays-Bas en 2018-2019 - FC Utrecht (6.486) Vainqueur des barrages des Pays-Bas en 2018-2019 - Atromitos FC (5.520) 4e de Grèce en 2018-2019 - Aris Salonique (5.520) 5e de Grèce en 2018-2019 - NK Osijek (5.475) 3e de Croatie en 2018-2019 - Esbjerg fB (5.405) 3e du Danemark en 2018-2019 - AEL Limassol (4.985) Vainqueur de la Coupe de Chypre 2018-2019 - Viitorul Constanța (4.000) Vainqueur de la Coupe de Roumanie 2018-2019 - Lechia Gdańsk (3.850) Vainqueur de la Coupe de Pologne 2018-2019 - BK Häcken (4.180) Vainqueur de la Coupe de Suède 2018-2019 - FK Qabala (6.250) Vainqueur de la Coupe d'Azerbaïdjan 2018-2019 - Lokomotiv Plovdiv (3.500) Vainqueur de la Coupe de Bulgarie 2018-2019 - Partizan Belgrade (18.000) Vainqueur de la Coupe de Serbie 2018-2019 | Voie de la Ligue - Espanyol de Barcelone (20.713) 7e d'Espagne en 2018-2019 - Wolverhampton Wanderers (17.092) 7e d'Angleterre en 2018-2019 - Torino FC (14.945) 7e d'Italie en 2018-2019 - Eintracht Francfort (24.000) 7e d'Allemagne en 2018-2019 - RC Strasbourg (11.699) Vainqueur de la Coupe de la Ligue française 2018-2019 - Arsenal Toula (10.109) 6e de Russie en 2018-2019 - Vitória Guimarães (9.646) 5e du Portugal en 2018-2019 - Zorya Louhansk (11.500) 5e d'Ukraine en 2018-2019 - La Gantoise (29.500) 5e de Belgique en 2018-2019 - Yeni Malatyaspor (6.920) 5e de Turquie en 2018-2019 - Sturm Graz (6.250) Vainqueur des barrages d'Autriche en 2018-2019 - FC Lucerne (5.380)5e de Suisse en 2018-2019 - FK Jablonec (5.735) 4e de République tchèque en 2018-2019 - FK Mladá Boleslav (5.735) Vainqueur des barrages de République tchèque en 2018-2019 - AZ Alkmaar (10.500) 4e des Pays-Bas en 2018-2019 - FC Utrecht (6.486) Vainqueur des barrages des Pays-Bas en 2018-2019 - Atromitos FC (5.520) 4e de Grèce en 2018-2019 - Aris Salonique (5.520) 5e de Grèce en 2018-2019 - NK Osijek (5.475) 3e de Croatie en 2018-2019 - Esbjerg fB (5.405) 3e du Danemark en 2018-2019 - AEL Limassol (4.985) Vainqueur de la Coupe de Chypre 2018-2019 - Viitorul Constanța (4.000) Vainqueur de la Coupe de Roumanie 2018-2019 - Lechia Gdańsk (3.850) Vainqueur de la Coupe de Pologne 2018-2019 - BK Häcken (4.180) Vainqueur de la Coupe de Suède 2018-2019 - FK Qabala (6.250) Vainqueur de la Coupe d'Azerbaïdjan 2018-2019 - Lokomotiv Plovdiv (3.500) Vainqueur de la Coupe de Bulgarie 2018-2019 - Partizan Belgrade (18.000) Vainqueur de la Coupe de Serbie 2018-2019 | Voie de la Ligue - Espanyol de Barcelone (20.713) 7e d'Espagne en 2018-2019 - Wolverhampton Wanderers (17.092) 7e d'Angleterre en 2018-2019 - Torino FC (14.945) 7e d'Italie en 2018-2019 - Eintracht Francfort (24.000) 7e d'Allemagne en 2018-2019 - RC Strasbourg (11.699) Vainqueur de la Coupe de la Ligue française 2018-2019 - Arsenal Toula (10.109) 6e de Russie en 2018-2019 - Vitória Guimarães (9.646) 5e du Portugal en 2018-2019 - Zorya Louhansk (11.500) 5e d'Ukraine en 2018-2019 - La Gantoise (29.500) 5e de Belgique en 2018-2019 - Yeni Malatyaspor (6.920) 5e de Turquie en 2018-2019 - Sturm Graz (6.250) Vainqueur des barrages d'Autriche en 2018-2019 - FC Lucerne (5.380)5e de Suisse en 2018-2019 - FK Jablonec (5.735) 4e de République tchèque en 2018-2019 - FK Mladá Boleslav (5.735) Vainqueur des barrages de République tchèque en 2018-2019 - AZ Alkmaar (10.500) 4e des Pays-Bas en 2018-2019 - FC Utrecht (6.486) Vainqueur des barrages des Pays-Bas en 2018-2019 - Atromitos FC (5.520) 4e de Grèce en 2018-2019 - Aris Salonique (5.520) 5e de Grèce en 2018-2019 - NK Osijek (5.475) 3e de Croatie en 2018-2019 - Esbjerg fB (5.405) 3e du Danemark en 2018-2019 - AEL Limassol (4.985) Vainqueur de la Coupe de Chypre 2018-2019 - Viitorul Constanța (4.000) Vainqueur de la Coupe de Roumanie 2018-2019 - Lechia Gdańsk (3.850) Vainqueur de la Coupe de Pologne 2018-2019 - BK Häcken (4.180) Vainqueur de la Coupe de Suède 2018-2019 - FK Qabala (6.250) Vainqueur de la Coupe d'Azerbaïdjan 2018-2019 - Lokomotiv Plovdiv (3.500) Vainqueur de la Coupe de Bulgarie 2018-2019 - Partizan Belgrade (18.000) Vainqueur de la Coupe de Serbie 2018-2019 | Voie de la Ligue - Espanyol de Barcelone (20.713) 7e d'Espagne en 2018-2019 - Wolverhampton Wanderers (17.092) 7e d'Angleterre en 2018-2019 - Torino FC (14.945) 7e d'Italie en 2018-2019 - Eintracht Francfort (24.000) 7e d'Allemagne en 2018-2019 - RC Strasbourg (11.699) Vainqueur de la Coupe de la Ligue française 2018-2019 - Arsenal Toula (10.109) 6e de Russie en 2018-2019 - Vitória Guimarães (9.646) 5e du Portugal en 2018-2019 - Zorya Louhansk (11.500) 5e d'Ukraine en 2018-2019 - La Gantoise (29.500) 5e de Belgique en 2018-2019 - Yeni Malatyaspor (6.920) 5e de Turquie en 2018-2019 - Sturm Graz (6.250) Vainqueur des barrages d'Autriche en 2018-2019 - FC Lucerne (5.380)5e de Suisse en 2018-2019 - FK Jablonec (5.735) 4e de République tchèque en 2018-2019 - FK Mladá Boleslav (5.735) Vainqueur des barrages de République tchèque en 2018-2019 - AZ Alkmaar (10.500) 4e des Pays-Bas en 2018-2019 - FC Utrecht (6.486) Vainqueur des barrages des Pays-Bas en 2018-2019 - Atromitos FC (5.520) 4e de Grèce en 2018-2019 - Aris Salonique (5.520) 5e de Grèce en 2018-2019 - NK Osijek (5.475) 3e de Croatie en 2018-2019 - Esbjerg fB (5.405) 3e du Danemark en 2018-2019 - AEL Limassol (4.985) Vainqueur de la Coupe de Chypre 2018-2019 - Viitorul Constanța (4.000) Vainqueur de la Coupe de Roumanie 2018-2019 - Lechia Gdańsk (3.850) Vainqueur de la Coupe de Pologne 2018-2019 - BK Häcken (4.180) Vainqueur de la Coupe de Suède 2018-2019 - FK Qabala (6.250) Vainqueur de la Coupe d'Azerbaïdjan 2018-2019 - Lokomotiv Plovdiv (3.500) Vainqueur de la Coupe de Bulgarie 2018-2019 - Partizan Belgrade (18.000) Vainqueur de la Coupe de Serbie 2018-2019 | Voie de la Ligue - Espanyol de Barcelone (20.713) 7e d'Espagne en 2018-2019 - Wolverhampton Wanderers (17.092) 7e d'Angleterre en 2018-2019 - Torino FC (14.945) 7e d'Italie en 2018-2019 - Eintracht Francfort (24.000) 7e d'Allemagne en 2018-2019 - RC Strasbourg (11.699) Vainqueur de la Coupe de la Ligue française 2018-2019 - Arsenal Toula (10.109) 6e de Russie en 2018-2019 - Vitória Guimarães (9.646) 5e du Portugal en 2018-2019 - Zorya Louhansk (11.500) 5e d'Ukraine en 2018-2019 - La Gantoise (29.500) 5e de Belgique en 2018-2019 - Yeni Malatyaspor (6.920) 5e de Turquie en 2018-2019 - Sturm Graz (6.250) Vainqueur des barrages d'Autriche en 2018-2019 - FC Lucerne (5.380)5e de Suisse en 2018-2019 - FK Jablonec (5.735) 4e de République tchèque en 2018-2019 - FK Mladá Boleslav (5.735) Vainqueur des barrages de République tchèque en 2018-2019 - AZ Alkmaar (10.500) 4e des Pays-Bas en 2018-2019 - FC Utrecht (6.486) Vainqueur des barrages des Pays-Bas en 2018-2019 - Atromitos FC (5.520) 4e de Grèce en 2018-2019 - Aris Salonique (5.520) 5e de Grèce en 2018-2019 - NK Osijek (5.475) 3e de Croatie en 2018-2019 - Esbjerg fB (5.405) 3e du Danemark en 2018-2019 - AEL Limassol (4.985) Vainqueur de la Coupe de Chypre 2018-2019 - Viitorul Constanța (4.000) Vainqueur de la Coupe de Roumanie 2018-2019 - Lechia Gdańsk (3.850) Vainqueur de la Coupe de Pologne 2018-2019 - BK Häcken (4.180) Vainqueur de la Coupe de Suède 2018-2019 - FK Qabala (6.250) Vainqueur de la Coupe d'Azerbaïdjan 2018-2019 - Lokomotiv Plovdiv (3.500) Vainqueur de la Coupe de Bulgarie 2018-2019 - Partizan Belgrade (18.000) Vainqueur de la Coupe de Serbie 2018-2019 |
| Premier tour de qualification (Voie de la Ligue uniquement) | | | | | | | | | | | | | | | |
| - Hajduk Split (8.000) 4e de Croatie en 2018-2019 - Brondby IF (7.500) Vainqueur des barrages du Danemark en 2018-2019 - Maccabi Haïfa (3.725) 2e d'Israël en 2018-2019 - Hapoël Beer-Sheva (12.000) 3e d'Israël en 2018-2019 - AEK Larnaca (8.000) 2e de Chypre en 2018-2019 - Apollon Limassol (12.000) 3e de Chypre en 2018-2019 - Steaua Bucarest (23.000) 2e de Roumanie en 2018-2019 - Universitatea Craiova (3.190) 4e de Roumanie en 2018-2019 - Legia Varsovie (24.500) 2e de Pologne en 2018-2019 - Cracovia (3.850) 4e de Pologne en 2018-2019 - IFK Norrköping (4.180) 2e de Suède en 2018 - Malmö FF (20.000) 3e de Suède en 2018 - FK Neftchi Bakou (3.800) 2e d'Azerbaïdjan en 2018-2019 - Sabail FK (3.800) 3e d'Azerbaïdjan en 2018-2019 - CSKA Sofia (3.500) 2e de Bulgarie en 2018-2019 - Levski Sofia (3.500) Vainqueur des barrages de Bulgarie en 2018-2019 - Radnički Niš (4.450) 2e de Serbie en 2018-2019 - FK Čukarički (4.450) 4e de Serbie en 2018-2019 - Rangers FC (5.250) 2e d'Écosse en 2018-2019 - Kilmarnock FC (4.425) 3e d'Écosse en 2018-2019 - Aberdeen FC (5.500) 4e d'Écosse en 2018-2019 - Chakhtior Salihorsk (4.375) Vainqueur de la Coupe de Biélorussie 2018-2019 - Dinamo Minsk (9.000) 3e de Biélorussie en 2018 - FK Vitebsk (4.375) 4e de Biélorussie en 2018 - Kaïrat Almaty (5.000) Vainqueur de la Coupe du Kazakhstan 2018 - Tobol Kostanaï (3.850) 3e du Kazakhstan en 2018 - Ordabasy Chimkent (3.850) 4e du Kazakhstan en 2018 - Molde FK (13.500) 2e de Norvège en 2018 - SK Brann (4.040) 3e de Norvège en 2018 - FK Haugesund (4.040) 4e de Norvège en 2018 - Olimpija Ljubljana (3.750) Vainqueur de la Coupe de Slovénie 2018-2019 - NK Domžale (4.250) 3e de Slovénie en 2018-2019 - NŠ Mura (3.000) 4e de Slovénie en 2018-2019 - FC Vaduz (4.000) Vainqueur de la Coupe du Liechtenstein 2018-2019 - Spartak Trnava (8.500) Vainqueur de la Coupe de Slovaquie 2018-2019 - Dunajská Streda (3.125) 2e de Slovaquie en 2018-2019 - MFK Ružomberok (3.125) 3e de Slovaquie en 2018-2019 - Milsami Orhei (2.750) 2e de Moldavie en 2018 - Petrocub Hîncești (1.550) 3e de Moldavie en 2018 - Speranța Nisporeni (1.550) 4e de Moldavie en 2018 - FK Kukës (4.750) Vainqueur de la Coupe d'Albanie 2018-2019 - KF Teuta Durrës (1.500) 3e d'Albanie en 2018-2019 - KF Laç (2.250) 6e d'Albanie en 2018-2019,. | - Hajduk Split (8.000) 4e de Croatie en 2018-2019 - Brondby IF (7.500) Vainqueur des barrages du Danemark en 2018-2019 - Maccabi Haïfa (3.725) 2e d'Israël en 2018-2019 - Hapoël Beer-Sheva (12.000) 3e d'Israël en 2018-2019 - AEK Larnaca (8.000) 2e de Chypre en 2018-2019 - Apollon Limassol (12.000) 3e de Chypre en 2018-2019 - Steaua Bucarest (23.000) 2e de Roumanie en 2018-2019 - Universitatea Craiova (3.190) 4e de Roumanie en 2018-2019 - Legia Varsovie (24.500) 2e de Pologne en 2018-2019 - Cracovia (3.850) 4e de Pologne en 2018-2019 - IFK Norrköping (4.180) 2e de Suède en 2018 - Malmö FF (20.000) 3e de Suède en 2018 - FK Neftchi Bakou (3.800) 2e d'Azerbaïdjan en 2018-2019 - Sabail FK (3.800) 3e d'Azerbaïdjan en 2018-2019 - CSKA Sofia (3.500) 2e de Bulgarie en 2018-2019 - Levski Sofia (3.500) Vainqueur des barrages de Bulgarie en 2018-2019 - Radnički Niš (4.450) 2e de Serbie en 2018-2019 - FK Čukarički (4.450) 4e de Serbie en 2018-2019 - Rangers FC (5.250) 2e d'Écosse en 2018-2019 - Kilmarnock FC (4.425) 3e d'Écosse en 2018-2019 - Aberdeen FC (5.500) 4e d'Écosse en 2018-2019 - Chakhtior Salihorsk (4.375) Vainqueur de la Coupe de Biélorussie 2018-2019 - Dinamo Minsk (9.000) 3e de Biélorussie en 2018 - FK Vitebsk (4.375) 4e de Biélorussie en 2018 - Kaïrat Almaty (5.000) Vainqueur de la Coupe du Kazakhstan 2018 - Tobol Kostanaï (3.850) 3e du Kazakhstan en 2018 - Ordabasy Chimkent (3.850) 4e du Kazakhstan en 2018 - Molde FK (13.500) 2e de Norvège en 2018 - SK Brann (4.040) 3e de Norvège en 2018 - FK Haugesund (4.040) 4e de Norvège en 2018 - Olimpija Ljubljana (3.750) Vainqueur de la Coupe de Slovénie 2018-2019 - NK Domžale (4.250) 3e de Slovénie en 2018-2019 - NŠ Mura (3.000) 4e de Slovénie en 2018-2019 - FC Vaduz (4.000) Vainqueur de la Coupe du Liechtenstein 2018-2019 - Spartak Trnava (8.500) Vainqueur de la Coupe de Slovaquie 2018-2019 - Dunajská Streda (3.125) 2e de Slovaquie en 2018-2019 - MFK Ružomberok (3.125) 3e de Slovaquie en 2018-2019 - Milsami Orhei (2.750) 2e de Moldavie en 2018 - Petrocub Hîncești (1.550) 3e de Moldavie en 2018 - Speranța Nisporeni (1.550) 4e de Moldavie en 2018 - FK Kukës (4.750) Vainqueur de la Coupe d'Albanie 2018-2019 - KF Teuta Durrës (1.500) 3e d'Albanie en 2018-2019 - KF Laç (2.250) 6e d'Albanie en 2018-2019,. | - Hajduk Split (8.000) 4e de Croatie en 2018-2019 - Brondby IF (7.500) Vainqueur des barrages du Danemark en 2018-2019 - Maccabi Haïfa (3.725) 2e d'Israël en 2018-2019 - Hapoël Beer-Sheva (12.000) 3e d'Israël en 2018-2019 - AEK Larnaca (8.000) 2e de Chypre en 2018-2019 - Apollon Limassol (12.000) 3e de Chypre en 2018-2019 - Steaua Bucarest (23.000) 2e de Roumanie en 2018-2019 - Universitatea Craiova (3.190) 4e de Roumanie en 2018-2019 - Legia Varsovie (24.500) 2e de Pologne en 2018-2019 - Cracovia (3.850) 4e de Pologne en 2018-2019 - IFK Norrköping (4.180) 2e de Suède en 2018 - Malmö FF (20.000) 3e de Suède en 2018 - FK Neftchi Bakou (3.800) 2e d'Azerbaïdjan en 2018-2019 - Sabail FK (3.800) 3e d'Azerbaïdjan en 2018-2019 - CSKA Sofia (3.500) 2e de Bulgarie en 2018-2019 - Levski Sofia (3.500) Vainqueur des barrages de Bulgarie en 2018-2019 - Radnički Niš (4.450) 2e de Serbie en 2018-2019 - FK Čukarički (4.450) 4e de Serbie en 2018-2019 - Rangers FC (5.250) 2e d'Écosse en 2018-2019 - Kilmarnock FC (4.425) 3e d'Écosse en 2018-2019 - Aberdeen FC (5.500) 4e d'Écosse en 2018-2019 - Chakhtior Salihorsk (4.375) Vainqueur de la Coupe de Biélorussie 2018-2019 - Dinamo Minsk (9.000) 3e de Biélorussie en 2018 - FK Vitebsk (4.375) 4e de Biélorussie en 2018 - Kaïrat Almaty (5.000) Vainqueur de la Coupe du Kazakhstan 2018 - Tobol Kostanaï (3.850) 3e du Kazakhstan en 2018 - Ordabasy Chimkent (3.850) 4e du Kazakhstan en 2018 - Molde FK (13.500) 2e de Norvège en 2018 - SK Brann (4.040) 3e de Norvège en 2018 - FK Haugesund (4.040) 4e de Norvège en 2018 - Olimpija Ljubljana (3.750) Vainqueur de la Coupe de Slovénie 2018-2019 - NK Domžale (4.250) 3e de Slovénie en 2018-2019 - NŠ Mura (3.000) 4e de Slovénie en 2018-2019 - FC Vaduz (4.000) Vainqueur de la Coupe du Liechtenstein 2018-2019 - Spartak Trnava (8.500) Vainqueur de la Coupe de Slovaquie 2018-2019 - Dunajská Streda (3.125) 2e de Slovaquie en 2018-2019 - MFK Ružomberok (3.125) 3e de Slovaquie en 2018-2019 - Milsami Orhei (2.750) 2e de Moldavie en 2018 - Petrocub Hîncești (1.550) 3e de Moldavie en 2018 - Speranța Nisporeni (1.550) 4e de Moldavie en 2018 - FK Kukës (4.750) Vainqueur de la Coupe d'Albanie 2018-2019 - KF Teuta Durrës (1.500) 3e d'Albanie en 2018-2019 - KF Laç (2.250) 6e d'Albanie en 2018-2019,. | - Hajduk Split (8.000) 4e de Croatie en 2018-2019 - Brondby IF (7.500) Vainqueur des barrages du Danemark en 2018-2019 - Maccabi Haïfa (3.725) 2e d'Israël en 2018-2019 - Hapoël Beer-Sheva (12.000) 3e d'Israël en 2018-2019 - AEK Larnaca (8.000) 2e de Chypre en 2018-2019 - Apollon Limassol (12.000) 3e de Chypre en 2018-2019 - Steaua Bucarest (23.000) 2e de Roumanie en 2018-2019 - Universitatea Craiova (3.190) 4e de Roumanie en 2018-2019 - Legia Varsovie (24.500) 2e de Pologne en 2018-2019 - Cracovia (3.850) 4e de Pologne en 2018-2019 - IFK Norrköping (4.180) 2e de Suède en 2018 - Malmö FF (20.000) 3e de Suède en 2018 - FK Neftchi Bakou (3.800) 2e d'Azerbaïdjan en 2018-2019 - Sabail FK (3.800) 3e d'Azerbaïdjan en 2018-2019 - CSKA Sofia (3.500) 2e de Bulgarie en 2018-2019 - Levski Sofia (3.500) Vainqueur des barrages de Bulgarie en 2018-2019 - Radnički Niš (4.450) 2e de Serbie en 2018-2019 - FK Čukarički (4.450) 4e de Serbie en 2018-2019 - Rangers FC (5.250) 2e d'Écosse en 2018-2019 - Kilmarnock FC (4.425) 3e d'Écosse en 2018-2019 - Aberdeen FC (5.500) 4e d'Écosse en 2018-2019 - Chakhtior Salihorsk (4.375) Vainqueur de la Coupe de Biélorussie 2018-2019 - Dinamo Minsk (9.000) 3e de Biélorussie en 2018 - FK Vitebsk (4.375) 4e de Biélorussie en 2018 - Kaïrat Almaty (5.000) Vainqueur de la Coupe du Kazakhstan 2018 - Tobol Kostanaï (3.850) 3e du Kazakhstan en 2018 - Ordabasy Chimkent (3.850) 4e du Kazakhstan en 2018 - Molde FK (13.500) 2e de Norvège en 2018 - SK Brann (4.040) 3e de Norvège en 2018 - FK Haugesund (4.040) 4e de Norvège en 2018 - Olimpija Ljubljana (3.750) Vainqueur de la Coupe de Slovénie 2018-2019 - NK Domžale (4.250) 3e de Slovénie en 2018-2019 - NŠ Mura (3.000) 4e de Slovénie en 2018-2019 - FC Vaduz (4.000) Vainqueur de la Coupe du Liechtenstein 2018-2019 - Spartak Trnava (8.500) Vainqueur de la Coupe de Slovaquie 2018-2019 - Dunajská Streda (3.125) 2e de Slovaquie en 2018-2019 - MFK Ružomberok (3.125) 3e de Slovaquie en 2018-2019 - Milsami Orhei (2.750) 2e de Moldavie en 2018 - Petrocub Hîncești (1.550) 3e de Moldavie en 2018 - Speranța Nisporeni (1.550) 4e de Moldavie en 2018 - FK Kukës (4.750) Vainqueur de la Coupe d'Albanie 2018-2019 - KF Teuta Durrës (1.500) 3e d'Albanie en 2018-2019 - KF Laç (2.250) 6e d'Albanie en 2018-2019,. | - Hajduk Split (8.000) 4e de Croatie en 2018-2019 - Brondby IF (7.500) Vainqueur des barrages du Danemark en 2018-2019 - Maccabi Haïfa (3.725) 2e d'Israël en 2018-2019 - Hapoël Beer-Sheva (12.000) 3e d'Israël en 2018-2019 - AEK Larnaca (8.000) 2e de Chypre en 2018-2019 - Apollon Limassol (12.000) 3e de Chypre en 2018-2019 - Steaua Bucarest (23.000) 2e de Roumanie en 2018-2019 - Universitatea Craiova (3.190) 4e de Roumanie en 2018-2019 - Legia Varsovie (24.500) 2e de Pologne en 2018-2019 - Cracovia (3.850) 4e de Pologne en 2018-2019 - IFK Norrköping (4.180) 2e de Suède en 2018 - Malmö FF (20.000) 3e de Suède en 2018 - FK Neftchi Bakou (3.800) 2e d'Azerbaïdjan en 2018-2019 - Sabail FK (3.800) 3e d'Azerbaïdjan en 2018-2019 - CSKA Sofia (3.500) 2e de Bulgarie en 2018-2019 - Levski Sofia (3.500) Vainqueur des barrages de Bulgarie en 2018-2019 - Radnički Niš (4.450) 2e de Serbie en 2018-2019 - FK Čukarički (4.450) 4e de Serbie en 2018-2019 - Rangers FC (5.250) 2e d'Écosse en 2018-2019 - Kilmarnock FC (4.425) 3e d'Écosse en 2018-2019 - Aberdeen FC (5.500) 4e d'Écosse en 2018-2019 - Chakhtior Salihorsk (4.375) Vainqueur de la Coupe de Biélorussie 2018-2019 - Dinamo Minsk (9.000) 3e de Biélorussie en 2018 - FK Vitebsk (4.375) 4e de Biélorussie en 2018 - Kaïrat Almaty (5.000) Vainqueur de la Coupe du Kazakhstan 2018 - Tobol Kostanaï (3.850) 3e du Kazakhstan en 2018 - Ordabasy Chimkent (3.850) 4e du Kazakhstan en 2018 - Molde FK (13.500) 2e de Norvège en 2018 - SK Brann (4.040) 3e de Norvège en 2018 - FK Haugesund (4.040) 4e de Norvège en 2018 - Olimpija Ljubljana (3.750) Vainqueur de la Coupe de Slovénie 2018-2019 - NK Domžale (4.250) 3e de Slovénie en 2018-2019 - NŠ Mura (3.000) 4e de Slovénie en 2018-2019 - FC Vaduz (4.000) Vainqueur de la Coupe du Liechtenstein 2018-2019 - Spartak Trnava (8.500) Vainqueur de la Coupe de Slovaquie 2018-2019 - Dunajská Streda (3.125) 2e de Slovaquie en 2018-2019 - MFK Ružomberok (3.125) 3e de Slovaquie en 2018-2019 - Milsami Orhei (2.750) 2e de Moldavie en 2018 - Petrocub Hîncești (1.550) 3e de Moldavie en 2018 - Speranța Nisporeni (1.550) 4e de Moldavie en 2018 - FK Kukës (4.750) Vainqueur de la Coupe d'Albanie 2018-2019 - KF Teuta Durrës (1.500) 3e d'Albanie en 2018-2019 - KF Laç (2.250) 6e d'Albanie en 2018-2019,. | - Hajduk Split (8.000) 4e de Croatie en 2018-2019 - Brondby IF (7.500) Vainqueur des barrages du Danemark en 2018-2019 - Maccabi Haïfa (3.725) 2e d'Israël en 2018-2019 - Hapoël Beer-Sheva (12.000) 3e d'Israël en 2018-2019 - AEK Larnaca (8.000) 2e de Chypre en 2018-2019 - Apollon Limassol (12.000) 3e de Chypre en 2018-2019 - Steaua Bucarest (23.000) 2e de Roumanie en 2018-2019 - Universitatea Craiova (3.190) 4e de Roumanie en 2018-2019 - Legia Varsovie (24.500) 2e de Pologne en 2018-2019 - Cracovia (3.850) 4e de Pologne en 2018-2019 - IFK Norrköping (4.180) 2e de Suède en 2018 - Malmö FF (20.000) 3e de Suède en 2018 - FK Neftchi Bakou (3.800) 2e d'Azerbaïdjan en 2018-2019 - Sabail FK (3.800) 3e d'Azerbaïdjan en 2018-2019 - CSKA Sofia (3.500) 2e de Bulgarie en 2018-2019 - Levski Sofia (3.500) Vainqueur des barrages de Bulgarie en 2018-2019 - Radnički Niš (4.450) 2e de Serbie en 2018-2019 - FK Čukarički (4.450) 4e de Serbie en 2018-2019 - Rangers FC (5.250) 2e d'Écosse en 2018-2019 - Kilmarnock FC (4.425) 3e d'Écosse en 2018-2019 - Aberdeen FC (5.500) 4e d'Écosse en 2018-2019 - Chakhtior Salihorsk (4.375) Vainqueur de la Coupe de Biélorussie 2018-2019 - Dinamo Minsk (9.000) 3e de Biélorussie en 2018 - FK Vitebsk (4.375) 4e de Biélorussie en 2018 - Kaïrat Almaty (5.000) Vainqueur de la Coupe du Kazakhstan 2018 - Tobol Kostanaï (3.850) 3e du Kazakhstan en 2018 - Ordabasy Chimkent (3.850) 4e du Kazakhstan en 2018 - Molde FK (13.500) 2e de Norvège en 2018 - SK Brann (4.040) 3e de Norvège en 2018 - FK Haugesund (4.040) 4e de Norvège en 2018 - Olimpija Ljubljana (3.750) Vainqueur de la Coupe de Slovénie 2018-2019 - NK Domžale (4.250) 3e de Slovénie en 2018-2019 - NŠ Mura (3.000) 4e de Slovénie en 2018-2019 - FC Vaduz (4.000) Vainqueur de la Coupe du Liechtenstein 2018-2019 - Spartak Trnava (8.500) Vainqueur de la Coupe de Slovaquie 2018-2019 - Dunajská Streda (3.125) 2e de Slovaquie en 2018-2019 - MFK Ružomberok (3.125) 3e de Slovaquie en 2018-2019 - Milsami Orhei (2.750) 2e de Moldavie en 2018 - Petrocub Hîncești (1.550) 3e de Moldavie en 2018 - Speranța Nisporeni (1.550) 4e de Moldavie en 2018 - FK Kukës (4.750) Vainqueur de la Coupe d'Albanie 2018-2019 - KF Teuta Durrës (1.500) 3e d'Albanie en 2018-2019 - KF Laç (2.250) 6e d'Albanie en 2018-2019,. | - Hajduk Split (8.000) 4e de Croatie en 2018-2019 - Brondby IF (7.500) Vainqueur des barrages du Danemark en 2018-2019 - Maccabi Haïfa (3.725) 2e d'Israël en 2018-2019 - Hapoël Beer-Sheva (12.000) 3e d'Israël en 2018-2019 - AEK Larnaca (8.000) 2e de Chypre en 2018-2019 - Apollon Limassol (12.000) 3e de Chypre en 2018-2019 - Steaua Bucarest (23.000) 2e de Roumanie en 2018-2019 - Universitatea Craiova (3.190) 4e de Roumanie en 2018-2019 - Legia Varsovie (24.500) 2e de Pologne en 2018-2019 - Cracovia (3.850) 4e de Pologne en 2018-2019 - IFK Norrköping (4.180) 2e de Suède en 2018 - Malmö FF (20.000) 3e de Suède en 2018 - FK Neftchi Bakou (3.800) 2e d'Azerbaïdjan en 2018-2019 - Sabail FK (3.800) 3e d'Azerbaïdjan en 2018-2019 - CSKA Sofia (3.500) 2e de Bulgarie en 2018-2019 - Levski Sofia (3.500) Vainqueur des barrages de Bulgarie en 2018-2019 - Radnički Niš (4.450) 2e de Serbie en 2018-2019 - FK Čukarički (4.450) 4e de Serbie en 2018-2019 - Rangers FC (5.250) 2e d'Écosse en 2018-2019 - Kilmarnock FC (4.425) 3e d'Écosse en 2018-2019 - Aberdeen FC (5.500) 4e d'Écosse en 2018-2019 - Chakhtior Salihorsk (4.375) Vainqueur de la Coupe de Biélorussie 2018-2019 - Dinamo Minsk (9.000) 3e de Biélorussie en 2018 - FK Vitebsk (4.375) 4e de Biélorussie en 2018 - Kaïrat Almaty (5.000) Vainqueur de la Coupe du Kazakhstan 2018 - Tobol Kostanaï (3.850) 3e du Kazakhstan en 2018 - Ordabasy Chimkent (3.850) 4e du Kazakhstan en 2018 - Molde FK (13.500) 2e de Norvège en 2018 - SK Brann (4.040) 3e de Norvège en 2018 - FK Haugesund (4.040) 4e de Norvège en 2018 - Olimpija Ljubljana (3.750) Vainqueur de la Coupe de Slovénie 2018-2019 - NK Domžale (4.250) 3e de Slovénie en 2018-2019 - NŠ Mura (3.000) 4e de Slovénie en 2018-2019 - FC Vaduz (4.000) Vainqueur de la Coupe du Liechtenstein 2018-2019 - Spartak Trnava (8.500) Vainqueur de la Coupe de Slovaquie 2018-2019 - Dunajská Streda (3.125) 2e de Slovaquie en 2018-2019 - MFK Ružomberok (3.125) 3e de Slovaquie en 2018-2019 - Milsami Orhei (2.750) 2e de Moldavie en 2018 - Petrocub Hîncești (1.550) 3e de Moldavie en 2018 - Speranța Nisporeni (1.550) 4e de Moldavie en 2018 - FK Kukës (4.750) Vainqueur de la Coupe d'Albanie 2018-2019 - KF Teuta Durrës (1.500) 3e d'Albanie en 2018-2019 - KF Laç (2.250) 6e d'Albanie en 2018-2019,. | - Hajduk Split (8.000) 4e de Croatie en 2018-2019 - Brondby IF (7.500) Vainqueur des barrages du Danemark en 2018-2019 - Maccabi Haïfa (3.725) 2e d'Israël en 2018-2019 - Hapoël Beer-Sheva (12.000) 3e d'Israël en 2018-2019 - AEK Larnaca (8.000) 2e de Chypre en 2018-2019 - Apollon Limassol (12.000) 3e de Chypre en 2018-2019 - Steaua Bucarest (23.000) 2e de Roumanie en 2018-2019 - Universitatea Craiova (3.190) 4e de Roumanie en 2018-2019 - Legia Varsovie (24.500) 2e de Pologne en 2018-2019 - Cracovia (3.850) 4e de Pologne en 2018-2019 - IFK Norrköping (4.180) 2e de Suède en 2018 - Malmö FF (20.000) 3e de Suède en 2018 - FK Neftchi Bakou (3.800) 2e d'Azerbaïdjan en 2018-2019 - Sabail FK (3.800) 3e d'Azerbaïdjan en 2018-2019 - CSKA Sofia (3.500) 2e de Bulgarie en 2018-2019 - Levski Sofia (3.500) Vainqueur des barrages de Bulgarie en 2018-2019 - Radnički Niš (4.450) 2e de Serbie en 2018-2019 - FK Čukarički (4.450) 4e de Serbie en 2018-2019 - Rangers FC (5.250) 2e d'Écosse en 2018-2019 - Kilmarnock FC (4.425) 3e d'Écosse en 2018-2019 - Aberdeen FC (5.500) 4e d'Écosse en 2018-2019 - Chakhtior Salihorsk (4.375) Vainqueur de la Coupe de Biélorussie 2018-2019 - Dinamo Minsk (9.000) 3e de Biélorussie en 2018 - FK Vitebsk (4.375) 4e de Biélorussie en 2018 - Kaïrat Almaty (5.000) Vainqueur de la Coupe du Kazakhstan 2018 - Tobol Kostanaï (3.850) 3e du Kazakhstan en 2018 - Ordabasy Chimkent (3.850) 4e du Kazakhstan en 2018 - Molde FK (13.500) 2e de Norvège en 2018 - SK Brann (4.040) 3e de Norvège en 2018 - FK Haugesund (4.040) 4e de Norvège en 2018 - Olimpija Ljubljana (3.750) Vainqueur de la Coupe de Slovénie 2018-2019 - NK Domžale (4.250) 3e de Slovénie en 2018-2019 - NŠ Mura (3.000) 4e de Slovénie en 2018-2019 - FC Vaduz (4.000) Vainqueur de la Coupe du Liechtenstein 2018-2019 - Spartak Trnava (8.500) Vainqueur de la Coupe de Slovaquie 2018-2019 - Dunajská Streda (3.125) 2e de Slovaquie en 2018-2019 - MFK Ružomberok (3.125) 3e de Slovaquie en 2018-2019 - Milsami Orhei (2.750) 2e de Moldavie en 2018 - Petrocub Hîncești (1.550) 3e de Moldavie en 2018 - Speranța Nisporeni (1.550) 4e de Moldavie en 2018 - FK Kukës (4.750) Vainqueur de la Coupe d'Albanie 2018-2019 - KF Teuta Durrës (1.500) 3e d'Albanie en 2018-2019 - KF Laç (2.250) 6e d'Albanie en 2018-2019,. | - Stjarnan (4.250) Vainqueur de la Coupe d'Islande 2018 - Breiðablik Kópavogur (1.450) 2e d'Islande en 2018 - KR Reykjavik (2.500) 3e d'Islande en 2018 - MOL Vidi FC (9.000) Vainqueur de la Coupe de Hongrie 2018-2019 - Debrecen VSC (3.000) 3e de Hongrie en 2018-2019 - Budapest Honvéd (2.500) 4e de Hongrie en 2018-2019 - FK Akademija Pandev (1.600) Vainqueur de la Coupe de Macédoine du Nord 2018-2019 - KF Shkupi (1.600) 4e de Championnat de Macédoine du Nord 2018-2019,. - FK Makedonija GP Skopje (1.600) 5e de Championnat de Macédoine du Nord 2018-2019 - Inter Turku (1.455) Vainqueur de la Coupe de Finlande 2017-2018 - RoPS Rovaniemi (1.455) 2e de Finlande en 2018 - KuPS Kuopio (1.455) 3e de Finlande en 2018 - Cork City FC (3.750) 2e d'Irlande en 2018 - Shamrock Rovers (2.250) 3e d'Irlande en 2018 - St. Patrick's Athletic FC (1.750) 5e d'Irlande en 2018, - HŠK Zrinjski Mostar (5.250) 2e de Bosnie-Herzégovine en 2018-2019 - NK Široki Brijeg (2.250) 3e de Bosnie-Herzégovine en 2018-2019 - FK Radnik Bijeljina (1.425) 5e de Bosnie-Herzégovine en 2018-2019,. - FK Ventspils (4.250) 2e de Lettonie en 2018 - Rīgas FS (1.125) 3e de Lettonie en 2018 - FK Liepāja (2.500) 4e de Lettonie en 2018 - FC Narva Trans (1.000) Vainqueur de la Coupe d'Estonie 2018-2019 - Levadia Tallinn (3.250) 2e d'Estonie en 2018 - Flora Tallinn (2.500) 3e d'Estonie en 2018 - Žalgiris Vilnius (6.000) Vainqueur de la Coupe de Lituanie 2018 - FK Riteriai (3.250) 3e de Lituanie en 2018 - FK Kauno Žalgiris (1.350) 5e de Lituanie en 2018 - FK Budućnost Podgorica (3.250) Vainqueur de la Coupe du Monténégro 2018-2019 - FK Zeta Golubovci (0.825) 3e du Monténégro en 2018-2019 - OFK Titograd (0.825) 4e du Monténégro en 2018-2019 - Torpedo Koutaïssi (2.750) Vainqueur de la Coupe de Géorgie 2018 - Dinamo Tbilissi (3.750) 2e de Géorgie en 2018 - Chikhura Sachkhere (3.000) 4e de Géorgie en 2018 - Alashkert FC (4.500) Vainqueur de la Coupe d'Arménie 2018-2019 - Pyunik Erevan (3.750) 2e d'Arménie en 2018-2019 - Banants Erevan (1.750) 3e d'Arménie en 2018-2019 - Balzan FC (2.250) Vainqueur de la Coupe de Malte 2018-2019 - Hibernians FC (2.500) 2e de Malte en 2018-2019 - Gżira United (1.025) 3e de Malte en 2018-2019 - CS Fola Esch (4.000) 2e du Luxembourg en 2018-2019 - La Jeunesse d'Esch (1.100) 3e du Luxembourg en 2018-2019 - Crusaders FC (4.250) Vainqueur de la Coupe d'Irlande du Nord 2018-2019 - Connah's Quay Nomads (1.750) 2e du pays de Galles en 2018-2019 - B36 Tórshavn (3.000) Vainqueur de la Coupe des îles Féroé 2018 | - Stjarnan (4.250) Vainqueur de la Coupe d'Islande 2018 - Breiðablik Kópavogur (1.450) 2e d'Islande en 2018 - KR Reykjavik (2.500) 3e d'Islande en 2018 - MOL Vidi FC (9.000) Vainqueur de la Coupe de Hongrie 2018-2019 - Debrecen VSC (3.000) 3e de Hongrie en 2018-2019 - Budapest Honvéd (2.500) 4e de Hongrie en 2018-2019 - FK Akademija Pandev (1.600) Vainqueur de la Coupe de Macédoine du Nord 2018-2019 - KF Shkupi (1.600) 4e de Championnat de Macédoine du Nord 2018-2019,. - FK Makedonija GP Skopje (1.600) 5e de Championnat de Macédoine du Nord 2018-2019 - Inter Turku (1.455) Vainqueur de la Coupe de Finlande 2017-2018 - RoPS Rovaniemi (1.455) 2e de Finlande en 2018 - KuPS Kuopio (1.455) 3e de Finlande en 2018 - Cork City FC (3.750) 2e d'Irlande en 2018 - Shamrock Rovers (2.250) 3e d'Irlande en 2018 - St. Patrick's Athletic FC (1.750) 5e d'Irlande en 2018, - HŠK Zrinjski Mostar (5.250) 2e de Bosnie-Herzégovine en 2018-2019 - NK Široki Brijeg (2.250) 3e de Bosnie-Herzégovine en 2018-2019 - FK Radnik Bijeljina (1.425) 5e de Bosnie-Herzégovine en 2018-2019,. - FK Ventspils (4.250) 2e de Lettonie en 2018 - Rīgas FS (1.125) 3e de Lettonie en 2018 - FK Liepāja (2.500) 4e de Lettonie en 2018 - FC Narva Trans (1.000) Vainqueur de la Coupe d'Estonie 2018-2019 - Levadia Tallinn (3.250) 2e d'Estonie en 2018 - Flora Tallinn (2.500) 3e d'Estonie en 2018 - Žalgiris Vilnius (6.000) Vainqueur de la Coupe de Lituanie 2018 - FK Riteriai (3.250) 3e de Lituanie en 2018 - FK Kauno Žalgiris (1.350) 5e de Lituanie en 2018 - FK Budućnost Podgorica (3.250) Vainqueur de la Coupe du Monténégro 2018-2019 - FK Zeta Golubovci (0.825) 3e du Monténégro en 2018-2019 - OFK Titograd (0.825) 4e du Monténégro en 2018-2019 - Torpedo Koutaïssi (2.750) Vainqueur de la Coupe de Géorgie 2018 - Dinamo Tbilissi (3.750) 2e de Géorgie en 2018 - Chikhura Sachkhere (3.000) 4e de Géorgie en 2018 - Alashkert FC (4.500) Vainqueur de la Coupe d'Arménie 2018-2019 - Pyunik Erevan (3.750) 2e d'Arménie en 2018-2019 - Banants Erevan (1.750) 3e d'Arménie en 2018-2019 - Balzan FC (2.250) Vainqueur de la Coupe de Malte 2018-2019 - Hibernians FC (2.500) 2e de Malte en 2018-2019 - Gżira United (1.025) 3e de Malte en 2018-2019 - CS Fola Esch (4.000) 2e du Luxembourg en 2018-2019 - La Jeunesse d'Esch (1.100) 3e du Luxembourg en 2018-2019 - Crusaders FC (4.250) Vainqueur de la Coupe d'Irlande du Nord 2018-2019 - Connah's Quay Nomads (1.750) 2e du pays de Galles en 2018-2019 - B36 Tórshavn (3.000) Vainqueur de la Coupe des îles Féroé 2018 | - Stjarnan (4.250) Vainqueur de la Coupe d'Islande 2018 - Breiðablik Kópavogur (1.450) 2e d'Islande en 2018 - KR Reykjavik (2.500) 3e d'Islande en 2018 - MOL Vidi FC (9.000) Vainqueur de la Coupe de Hongrie 2018-2019 - Debrecen VSC (3.000) 3e de Hongrie en 2018-2019 - Budapest Honvéd (2.500) 4e de Hongrie en 2018-2019 - FK Akademija Pandev (1.600) Vainqueur de la Coupe de Macédoine du Nord 2018-2019 - KF Shkupi (1.600) 4e de Championnat de Macédoine du Nord 2018-2019,. - FK Makedonija GP Skopje (1.600) 5e de Championnat de Macédoine du Nord 2018-2019 - Inter Turku (1.455) Vainqueur de la Coupe de Finlande 2017-2018 - RoPS Rovaniemi (1.455) 2e de Finlande en 2018 - KuPS Kuopio (1.455) 3e de Finlande en 2018 - Cork City FC (3.750) 2e d'Irlande en 2018 - Shamrock Rovers (2.250) 3e d'Irlande en 2018 - St. Patrick's Athletic FC (1.750) 5e d'Irlande en 2018, - HŠK Zrinjski Mostar (5.250) 2e de Bosnie-Herzégovine en 2018-2019 - NK Široki Brijeg (2.250) 3e de Bosnie-Herzégovine en 2018-2019 - FK Radnik Bijeljina (1.425) 5e de Bosnie-Herzégovine en 2018-2019,. - FK Ventspils (4.250) 2e de Lettonie en 2018 - Rīgas FS (1.125) 3e de Lettonie en 2018 - FK Liepāja (2.500) 4e de Lettonie en 2018 - FC Narva Trans (1.000) Vainqueur de la Coupe d'Estonie 2018-2019 - Levadia Tallinn (3.250) 2e d'Estonie en 2018 - Flora Tallinn (2.500) 3e d'Estonie en 2018 - Žalgiris Vilnius (6.000) Vainqueur de la Coupe de Lituanie 2018 - FK Riteriai (3.250) 3e de Lituanie en 2018 - FK Kauno Žalgiris (1.350) 5e de Lituanie en 2018 - FK Budućnost Podgorica (3.250) Vainqueur de la Coupe du Monténégro 2018-2019 - FK Zeta Golubovci (0.825) 3e du Monténégro en 2018-2019 - OFK Titograd (0.825) 4e du Monténégro en 2018-2019 - Torpedo Koutaïssi (2.750) Vainqueur de la Coupe de Géorgie 2018 - Dinamo Tbilissi (3.750) 2e de Géorgie en 2018 - Chikhura Sachkhere (3.000) 4e de Géorgie en 2018 - Alashkert FC (4.500) Vainqueur de la Coupe d'Arménie 2018-2019 - Pyunik Erevan (3.750) 2e d'Arménie en 2018-2019 - Banants Erevan (1.750) 3e d'Arménie en 2018-2019 - Balzan FC (2.250) Vainqueur de la Coupe de Malte 2018-2019 - Hibernians FC (2.500) 2e de Malte en 2018-2019 - Gżira United (1.025) 3e de Malte en 2018-2019 - CS Fola Esch (4.000) 2e du Luxembourg en 2018-2019 - La Jeunesse d'Esch (1.100) 3e du Luxembourg en 2018-2019 - Crusaders FC (4.250) Vainqueur de la Coupe d'Irlande du Nord 2018-2019 - Connah's Quay Nomads (1.750) 2e du pays de Galles en 2018-2019 - B36 Tórshavn (3.000) Vainqueur de la Coupe des îles Féroé 2018 | - Stjarnan (4.250) Vainqueur de la Coupe d'Islande 2018 - Breiðablik Kópavogur (1.450) 2e d'Islande en 2018 - KR Reykjavik (2.500) 3e d'Islande en 2018 - MOL Vidi FC (9.000) Vainqueur de la Coupe de Hongrie 2018-2019 - Debrecen VSC (3.000) 3e de Hongrie en 2018-2019 - Budapest Honvéd (2.500) 4e de Hongrie en 2018-2019 - FK Akademija Pandev (1.600) Vainqueur de la Coupe de Macédoine du Nord 2018-2019 - KF Shkupi (1.600) 4e de Championnat de Macédoine du Nord 2018-2019,. - FK Makedonija GP Skopje (1.600) 5e de Championnat de Macédoine du Nord 2018-2019 - Inter Turku (1.455) Vainqueur de la Coupe de Finlande 2017-2018 - RoPS Rovaniemi (1.455) 2e de Finlande en 2018 - KuPS Kuopio (1.455) 3e de Finlande en 2018 - Cork City FC (3.750) 2e d'Irlande en 2018 - Shamrock Rovers (2.250) 3e d'Irlande en 2018 - St. Patrick's Athletic FC (1.750) 5e d'Irlande en 2018, - HŠK Zrinjski Mostar (5.250) 2e de Bosnie-Herzégovine en 2018-2019 - NK Široki Brijeg (2.250) 3e de Bosnie-Herzégovine en 2018-2019 - FK Radnik Bijeljina (1.425) 5e de Bosnie-Herzégovine en 2018-2019,. - FK Ventspils (4.250) 2e de Lettonie en 2018 - Rīgas FS (1.125) 3e de Lettonie en 2018 - FK Liepāja (2.500) 4e de Lettonie en 2018 - FC Narva Trans (1.000) Vainqueur de la Coupe d'Estonie 2018-2019 - Levadia Tallinn (3.250) 2e d'Estonie en 2018 - Flora Tallinn (2.500) 3e d'Estonie en 2018 - Žalgiris Vilnius (6.000) Vainqueur de la Coupe de Lituanie 2018 - FK Riteriai (3.250) 3e de Lituanie en 2018 - FK Kauno Žalgiris (1.350) 5e de Lituanie en 2018 - FK Budućnost Podgorica (3.250) Vainqueur de la Coupe du Monténégro 2018-2019 - FK Zeta Golubovci (0.825) 3e du Monténégro en 2018-2019 - OFK Titograd (0.825) 4e du Monténégro en 2018-2019 - Torpedo Koutaïssi (2.750) Vainqueur de la Coupe de Géorgie 2018 - Dinamo Tbilissi (3.750) 2e de Géorgie en 2018 - Chikhura Sachkhere (3.000) 4e de Géorgie en 2018 - Alashkert FC (4.500) Vainqueur de la Coupe d'Arménie 2018-2019 - Pyunik Erevan (3.750) 2e d'Arménie en 2018-2019 - Banants Erevan (1.750) 3e d'Arménie en 2018-2019 - Balzan FC (2.250) Vainqueur de la Coupe de Malte 2018-2019 - Hibernians FC (2.500) 2e de Malte en 2018-2019 - Gżira United (1.025) 3e de Malte en 2018-2019 - CS Fola Esch (4.000) 2e du Luxembourg en 2018-2019 - La Jeunesse d'Esch (1.100) 3e du Luxembourg en 2018-2019 - Crusaders FC (4.250) Vainqueur de la Coupe d'Irlande du Nord 2018-2019 - Connah's Quay Nomads (1.750) 2e du pays de Galles en 2018-2019 - B36 Tórshavn (3.000) Vainqueur de la Coupe des îles Féroé 2018 | - Stjarnan (4.250) Vainqueur de la Coupe d'Islande 2018 - Breiðablik Kópavogur (1.450) 2e d'Islande en 2018 - KR Reykjavik (2.500) 3e d'Islande en 2018 - MOL Vidi FC (9.000) Vainqueur de la Coupe de Hongrie 2018-2019 - Debrecen VSC (3.000) 3e de Hongrie en 2018-2019 - Budapest Honvéd (2.500) 4e de Hongrie en 2018-2019 - FK Akademija Pandev (1.600) Vainqueur de la Coupe de Macédoine du Nord 2018-2019 - KF Shkupi (1.600) 4e de Championnat de Macédoine du Nord 2018-2019,. - FK Makedonija GP Skopje (1.600) 5e de Championnat de Macédoine du Nord 2018-2019 - Inter Turku (1.455) Vainqueur de la Coupe de Finlande 2017-2018 - RoPS Rovaniemi (1.455) 2e de Finlande en 2018 - KuPS Kuopio (1.455) 3e de Finlande en 2018 - Cork City FC (3.750) 2e d'Irlande en 2018 - Shamrock Rovers (2.250) 3e d'Irlande en 2018 - St. Patrick's Athletic FC (1.750) 5e d'Irlande en 2018, - HŠK Zrinjski Mostar (5.250) 2e de Bosnie-Herzégovine en 2018-2019 - NK Široki Brijeg (2.250) 3e de Bosnie-Herzégovine en 2018-2019 - FK Radnik Bijeljina (1.425) 5e de Bosnie-Herzégovine en 2018-2019,. - FK Ventspils (4.250) 2e de Lettonie en 2018 - Rīgas FS (1.125) 3e de Lettonie en 2018 - FK Liepāja (2.500) 4e de Lettonie en 2018 - FC Narva Trans (1.000) Vainqueur de la Coupe d'Estonie 2018-2019 - Levadia Tallinn (3.250) 2e d'Estonie en 2018 - Flora Tallinn (2.500) 3e d'Estonie en 2018 - Žalgiris Vilnius (6.000) Vainqueur de la Coupe de Lituanie 2018 - FK Riteriai (3.250) 3e de Lituanie en 2018 - FK Kauno Žalgiris (1.350) 5e de Lituanie en 2018 - FK Budućnost Podgorica (3.250) Vainqueur de la Coupe du Monténégro 2018-2019 - FK Zeta Golubovci (0.825) 3e du Monténégro en 2018-2019 - OFK Titograd (0.825) 4e du Monténégro en 2018-2019 - Torpedo Koutaïssi (2.750) Vainqueur de la Coupe de Géorgie 2018 - Dinamo Tbilissi (3.750) 2e de Géorgie en 2018 - Chikhura Sachkhere (3.000) 4e de Géorgie en 2018 - Alashkert FC (4.500) Vainqueur de la Coupe d'Arménie 2018-2019 - Pyunik Erevan (3.750) 2e d'Arménie en 2018-2019 - Banants Erevan (1.750) 3e d'Arménie en 2018-2019 - Balzan FC (2.250) Vainqueur de la Coupe de Malte 2018-2019 - Hibernians FC (2.500) 2e de Malte en 2018-2019 - Gżira United (1.025) 3e de Malte en 2018-2019 - CS Fola Esch (4.000) 2e du Luxembourg en 2018-2019 - La Jeunesse d'Esch (1.100) 3e du Luxembourg en 2018-2019 - Crusaders FC (4.250) Vainqueur de la Coupe d'Irlande du Nord 2018-2019 - Connah's Quay Nomads (1.750) 2e du pays de Galles en 2018-2019 - B36 Tórshavn (3.000) Vainqueur de la Coupe des îles Féroé 2018 | - Stjarnan (4.250) Vainqueur de la Coupe d'Islande 2018 - Breiðablik Kópavogur (1.450) 2e d'Islande en 2018 - KR Reykjavik (2.500) 3e d'Islande en 2018 - MOL Vidi FC (9.000) Vainqueur de la Coupe de Hongrie 2018-2019 - Debrecen VSC (3.000) 3e de Hongrie en 2018-2019 - Budapest Honvéd (2.500) 4e de Hongrie en 2018-2019 - FK Akademija Pandev (1.600) Vainqueur de la Coupe de Macédoine du Nord 2018-2019 - KF Shkupi (1.600) 4e de Championnat de Macédoine du Nord 2018-2019,. - FK Makedonija GP Skopje (1.600) 5e de Championnat de Macédoine du Nord 2018-2019 - Inter Turku (1.455) Vainqueur de la Coupe de Finlande 2017-2018 - RoPS Rovaniemi (1.455) 2e de Finlande en 2018 - KuPS Kuopio (1.455) 3e de Finlande en 2018 - Cork City FC (3.750) 2e d'Irlande en 2018 - Shamrock Rovers (2.250) 3e d'Irlande en 2018 - St. Patrick's Athletic FC (1.750) 5e d'Irlande en 2018, - HŠK Zrinjski Mostar (5.250) 2e de Bosnie-Herzégovine en 2018-2019 - NK Široki Brijeg (2.250) 3e de Bosnie-Herzégovine en 2018-2019 - FK Radnik Bijeljina (1.425) 5e de Bosnie-Herzégovine en 2018-2019,. - FK Ventspils (4.250) 2e de Lettonie en 2018 - Rīgas FS (1.125) 3e de Lettonie en 2018 - FK Liepāja (2.500) 4e de Lettonie en 2018 - FC Narva Trans (1.000) Vainqueur de la Coupe d'Estonie 2018-2019 - Levadia Tallinn (3.250) 2e d'Estonie en 2018 - Flora Tallinn (2.500) 3e d'Estonie en 2018 - Žalgiris Vilnius (6.000) Vainqueur de la Coupe de Lituanie 2018 - FK Riteriai (3.250) 3e de Lituanie en 2018 - FK Kauno Žalgiris (1.350) 5e de Lituanie en 2018 - FK Budućnost Podgorica (3.250) Vainqueur de la Coupe du Monténégro 2018-2019 - FK Zeta Golubovci (0.825) 3e du Monténégro en 2018-2019 - OFK Titograd (0.825) 4e du Monténégro en 2018-2019 - Torpedo Koutaïssi (2.750) Vainqueur de la Coupe de Géorgie 2018 - Dinamo Tbilissi (3.750) 2e de Géorgie en 2018 - Chikhura Sachkhere (3.000) 4e de Géorgie en 2018 - Alashkert FC (4.500) Vainqueur de la Coupe d'Arménie 2018-2019 - Pyunik Erevan (3.750) 2e d'Arménie en 2018-2019 - Banants Erevan (1.750) 3e d'Arménie en 2018-2019 - Balzan FC (2.250) Vainqueur de la Coupe de Malte 2018-2019 - Hibernians FC (2.500) 2e de Malte en 2018-2019 - Gżira United (1.025) 3e de Malte en 2018-2019 - CS Fola Esch (4.000) 2e du Luxembourg en 2018-2019 - La Jeunesse d'Esch (1.100) 3e du Luxembourg en 2018-2019 - Crusaders FC (4.250) Vainqueur de la Coupe d'Irlande du Nord 2018-2019 - Connah's Quay Nomads (1.750) 2e du pays de Galles en 2018-2019 - B36 Tórshavn (3.000) Vainqueur de la Coupe des îles Féroé 2018 | - Stjarnan (4.250) Vainqueur de la Coupe d'Islande 2018 - Breiðablik Kópavogur (1.450) 2e d'Islande en 2018 - KR Reykjavik (2.500) 3e d'Islande en 2018 - MOL Vidi FC (9.000) Vainqueur de la Coupe de Hongrie 2018-2019 - Debrecen VSC (3.000) 3e de Hongrie en 2018-2019 - Budapest Honvéd (2.500) 4e de Hongrie en 2018-2019 - FK Akademija Pandev (1.600) Vainqueur de la Coupe de Macédoine du Nord 2018-2019 - KF Shkupi (1.600) 4e de Championnat de Macédoine du Nord 2018-2019,. - FK Makedonija GP Skopje (1.600) 5e de Championnat de Macédoine du Nord 2018-2019 - Inter Turku (1.455) Vainqueur de la Coupe de Finlande 2017-2018 - RoPS Rovaniemi (1.455) 2e de Finlande en 2018 - KuPS Kuopio (1.455) 3e de Finlande en 2018 - Cork City FC (3.750) 2e d'Irlande en 2018 - Shamrock Rovers (2.250) 3e d'Irlande en 2018 - St. Patrick's Athletic FC (1.750) 5e d'Irlande en 2018, - HŠK Zrinjski Mostar (5.250) 2e de Bosnie-Herzégovine en 2018-2019 - NK Široki Brijeg (2.250) 3e de Bosnie-Herzégovine en 2018-2019 - FK Radnik Bijeljina (1.425) 5e de Bosnie-Herzégovine en 2018-2019,. - FK Ventspils (4.250) 2e de Lettonie en 2018 - Rīgas FS (1.125) 3e de Lettonie en 2018 - FK Liepāja (2.500) 4e de Lettonie en 2018 - FC Narva Trans (1.000) Vainqueur de la Coupe d'Estonie 2018-2019 - Levadia Tallinn (3.250) 2e d'Estonie en 2018 - Flora Tallinn (2.500) 3e d'Estonie en 2018 - Žalgiris Vilnius (6.000) Vainqueur de la Coupe de Lituanie 2018 - FK Riteriai (3.250) 3e de Lituanie en 2018 - FK Kauno Žalgiris (1.350) 5e de Lituanie en 2018 - FK Budućnost Podgorica (3.250) Vainqueur de la Coupe du Monténégro 2018-2019 - FK Zeta Golubovci (0.825) 3e du Monténégro en 2018-2019 - OFK Titograd (0.825) 4e du Monténégro en 2018-2019 - Torpedo Koutaïssi (2.750) Vainqueur de la Coupe de Géorgie 2018 - Dinamo Tbilissi (3.750) 2e de Géorgie en 2018 - Chikhura Sachkhere (3.000) 4e de Géorgie en 2018 - Alashkert FC (4.500) Vainqueur de la Coupe d'Arménie 2018-2019 - Pyunik Erevan (3.750) 2e d'Arménie en 2018-2019 - Banants Erevan (1.750) 3e d'Arménie en 2018-2019 - Balzan FC (2.250) Vainqueur de la Coupe de Malte 2018-2019 - Hibernians FC (2.500) 2e de Malte en 2018-2019 - Gżira United (1.025) 3e de Malte en 2018-2019 - CS Fola Esch (4.000) 2e du Luxembourg en 2018-2019 - La Jeunesse d'Esch (1.100) 3e du Luxembourg en 2018-2019 - Crusaders FC (4.250) Vainqueur de la Coupe d'Irlande du Nord 2018-2019 - Connah's Quay Nomads (1.750) 2e du pays de Galles en 2018-2019 - B36 Tórshavn (3.000) Vainqueur de la Coupe des îles Féroé 2018 | - Stjarnan (4.250) Vainqueur de la Coupe d'Islande 2018 - Breiðablik Kópavogur (1.450) 2e d'Islande en 2018 - KR Reykjavik (2.500) 3e d'Islande en 2018 - MOL Vidi FC (9.000) Vainqueur de la Coupe de Hongrie 2018-2019 - Debrecen VSC (3.000) 3e de Hongrie en 2018-2019 - Budapest Honvéd (2.500) 4e de Hongrie en 2018-2019 - FK Akademija Pandev (1.600) Vainqueur de la Coupe de Macédoine du Nord 2018-2019 - KF Shkupi (1.600) 4e de Championnat de Macédoine du Nord 2018-2019,. - FK Makedonija GP Skopje (1.600) 5e de Championnat de Macédoine du Nord 2018-2019 - Inter Turku (1.455) Vainqueur de la Coupe de Finlande 2017-2018 - RoPS Rovaniemi (1.455) 2e de Finlande en 2018 - KuPS Kuopio (1.455) 3e de Finlande en 2018 - Cork City FC (3.750) 2e d'Irlande en 2018 - Shamrock Rovers (2.250) 3e d'Irlande en 2018 - St. Patrick's Athletic FC (1.750) 5e d'Irlande en 2018, - HŠK Zrinjski Mostar (5.250) 2e de Bosnie-Herzégovine en 2018-2019 - NK Široki Brijeg (2.250) 3e de Bosnie-Herzégovine en 2018-2019 - FK Radnik Bijeljina (1.425) 5e de Bosnie-Herzégovine en 2018-2019,. - FK Ventspils (4.250) 2e de Lettonie en 2018 - Rīgas FS (1.125) 3e de Lettonie en 2018 - FK Liepāja (2.500) 4e de Lettonie en 2018 - FC Narva Trans (1.000) Vainqueur de la Coupe d'Estonie 2018-2019 - Levadia Tallinn (3.250) 2e d'Estonie en 2018 - Flora Tallinn (2.500) 3e d'Estonie en 2018 - Žalgiris Vilnius (6.000) Vainqueur de la Coupe de Lituanie 2018 - FK Riteriai (3.250) 3e de Lituanie en 2018 - FK Kauno Žalgiris (1.350) 5e de Lituanie en 2018 - FK Budućnost Podgorica (3.250) Vainqueur de la Coupe du Monténégro 2018-2019 - FK Zeta Golubovci (0.825) 3e du Monténégro en 2018-2019 - OFK Titograd (0.825) 4e du Monténégro en 2018-2019 - Torpedo Koutaïssi (2.750) Vainqueur de la Coupe de Géorgie 2018 - Dinamo Tbilissi (3.750) 2e de Géorgie en 2018 - Chikhura Sachkhere (3.000) 4e de Géorgie en 2018 - Alashkert FC (4.500) Vainqueur de la Coupe d'Arménie 2018-2019 - Pyunik Erevan (3.750) 2e d'Arménie en 2018-2019 - Banants Erevan (1.750) 3e d'Arménie en 2018-2019 - Balzan FC (2.250) Vainqueur de la Coupe de Malte 2018-2019 - Hibernians FC (2.500) 2e de Malte en 2018-2019 - Gżira United (1.025) 3e de Malte en 2018-2019 - CS Fola Esch (4.000) 2e du Luxembourg en 2018-2019 - La Jeunesse d'Esch (1.100) 3e du Luxembourg en 2018-2019 - Crusaders FC (4.250) Vainqueur de la Coupe d'Irlande du Nord 2018-2019 - Connah's Quay Nomads (1.750) 2e du pays de Galles en 2018-2019 - B36 Tórshavn (3.000) Vainqueur de la Coupe des îles Féroé 2018 |
| Tour préliminaire (Voie de la Ligue uniquement) | | | | | | | | | | | | | | | |
| - Progrès Niederkorn (2.750) 4e du Luxembourg en 2018-2019 - Ballymena United (0.775) 2e d'Irlande du Nord en 2018-2019 - Cliftonville FC (2.500) Vainqueur des barrages d'Irlande du Nord en 2018-2019 - Barry Town United (0.825) 3e du pays de Galles en 2018-2019 - Cardiff Metropolitan University (0.825) Vainqueur des barrages du pays de Galles en 2018-2019 - NSÍ Runavík (1.750) 2e des îles Féroé en 2018 - KÍ Klaksvík (1.250) 4e des îles Féroé en 2018 | - Progrès Niederkorn (2.750) 4e du Luxembourg en 2018-2019 - Ballymena United (0.775) 2e d'Irlande du Nord en 2018-2019 - Cliftonville FC (2.500) Vainqueur des barrages d'Irlande du Nord en 2018-2019 - Barry Town United (0.825) 3e du pays de Galles en 2018-2019 - Cardiff Metropolitan University (0.825) Vainqueur des barrages du pays de Galles en 2018-2019 - NSÍ Runavík (1.750) 2e des îles Féroé en 2018 - KÍ Klaksvík (1.250) 4e des îles Féroé en 2018 | - Progrès Niederkorn (2.750) 4e du Luxembourg en 2018-2019 - Ballymena United (0.775) 2e d'Irlande du Nord en 2018-2019 - Cliftonville FC (2.500) Vainqueur des barrages d'Irlande du Nord en 2018-2019 - Barry Town United (0.825) 3e du pays de Galles en 2018-2019 - Cardiff Metropolitan University (0.825) Vainqueur des barrages du pays de Galles en 2018-2019 - NSÍ Runavík (1.750) 2e des îles Féroé en 2018 - KÍ Klaksvík (1.250) 4e des îles Féroé en 2018 | - Progrès Niederkorn (2.750) 4e du Luxembourg en 2018-2019 - Ballymena United (0.775) 2e d'Irlande du Nord en 2018-2019 - Cliftonville FC (2.500) Vainqueur des barrages d'Irlande du Nord en 2018-2019 - Barry Town United (0.825) 3e du pays de Galles en 2018-2019 - Cardiff Metropolitan University (0.825) Vainqueur des barrages du pays de Galles en 2018-2019 - NSÍ Runavík (1.750) 2e des îles Féroé en 2018 - KÍ Klaksvík (1.250) 4e des îles Féroé en 2018 | - Progrès Niederkorn (2.750) 4e du Luxembourg en 2018-2019 - Ballymena United (0.775) 2e d'Irlande du Nord en 2018-2019 - Cliftonville FC (2.500) Vainqueur des barrages d'Irlande du Nord en 2018-2019 - Barry Town United (0.825) 3e du pays de Galles en 2018-2019 - Cardiff Metropolitan University (0.825) Vainqueur des barrages du pays de Galles en 2018-2019 - NSÍ Runavík (1.750) 2e des îles Féroé en 2018 - KÍ Klaksvík (1.250) 4e des îles Féroé en 2018 | - Progrès Niederkorn (2.750) 4e du Luxembourg en 2018-2019 - Ballymena United (0.775) 2e d'Irlande du Nord en 2018-2019 - Cliftonville FC (2.500) Vainqueur des barrages d'Irlande du Nord en 2018-2019 - Barry Town United (0.825) 3e du pays de Galles en 2018-2019 - Cardiff Metropolitan University (0.825) Vainqueur des barrages du pays de Galles en 2018-2019 - NSÍ Runavík (1.750) 2e des îles Féroé en 2018 - KÍ Klaksvík (1.250) 4e des îles Féroé en 2018 | - Progrès Niederkorn (2.750) 4e du Luxembourg en 2018-2019 - Ballymena United (0.775) 2e d'Irlande du Nord en 2018-2019 - Cliftonville FC (2.500) Vainqueur des barrages d'Irlande du Nord en 2018-2019 - Barry Town United (0.825) 3e du pays de Galles en 2018-2019 - Cardiff Metropolitan University (0.825) Vainqueur des barrages du pays de Galles en 2018-2019 - NSÍ Runavík (1.750) 2e des îles Féroé en 2018 - KÍ Klaksvík (1.250) 4e des îles Féroé en 2018 | - Progrès Niederkorn (2.750) 4e du Luxembourg en 2018-2019 - Ballymena United (0.775) 2e d'Irlande du Nord en 2018-2019 - Cliftonville FC (2.500) Vainqueur des barrages d'Irlande du Nord en 2018-2019 - Barry Town United (0.825) 3e du pays de Galles en 2018-2019 - Cardiff Metropolitan University (0.825) Vainqueur des barrages du pays de Galles en 2018-2019 - NSÍ Runavík (1.750) 2e des îles Féroé en 2018 - KÍ Klaksvík (1.250) 4e des îles Féroé en 2018 | - Europa FC (2.000) Vainqueur de la Coupe de Gibraltar 2018-2019 - Saint Joseph's FC (0.800) 3e de Gibraltar en 2018-2019 - UE Engordany (1.000) Vainqueur de la Coupe d'Andorre 2018-2019 - UE Sant Julià (1.250) 2e d'Andorre en 2018-2019 - SP Tre Fiori (1.000) Vainqueur de la Coupe de Saint-Marin 2018-2019 - SP La Fiorita (3.000) 2e de Saint-Marin en 2018-2019 - FC Pristina (1.250) 2e du Kosovo en 2018-2019 | - Europa FC (2.000) Vainqueur de la Coupe de Gibraltar 2018-2019 - Saint Joseph's FC (0.800) 3e de Gibraltar en 2018-2019 - UE Engordany (1.000) Vainqueur de la Coupe d'Andorre 2018-2019 - UE Sant Julià (1.250) 2e d'Andorre en 2018-2019 - SP Tre Fiori (1.000) Vainqueur de la Coupe de Saint-Marin 2018-2019 - SP La Fiorita (3.000) 2e de Saint-Marin en 2018-2019 - FC Pristina (1.250) 2e du Kosovo en 2018-2019 | - Europa FC (2.000) Vainqueur de la Coupe de Gibraltar 2018-2019 - Saint Joseph's FC (0.800) 3e de Gibraltar en 2018-2019 - UE Engordany (1.000) Vainqueur de la Coupe d'Andorre 2018-2019 - UE Sant Julià (1.250) 2e d'Andorre en 2018-2019 - SP Tre Fiori (1.000) Vainqueur de la Coupe de Saint-Marin 2018-2019 - SP La Fiorita (3.000) 2e de Saint-Marin en 2018-2019 - FC Pristina (1.250) 2e du Kosovo en 2018-2019 | - Europa FC (2.000) Vainqueur de la Coupe de Gibraltar 2018-2019 - Saint Joseph's FC (0.800) 3e de Gibraltar en 2018-2019 - UE Engordany (1.000) Vainqueur de la Coupe d'Andorre 2018-2019 - UE Sant Julià (1.250) 2e d'Andorre en 2018-2019 - SP Tre Fiori (1.000) Vainqueur de la Coupe de Saint-Marin 2018-2019 - SP La Fiorita (3.000) 2e de Saint-Marin en 2018-2019 - FC Pristina (1.250) 2e du Kosovo en 2018-2019 | - Europa FC (2.000) Vainqueur de la Coupe de Gibraltar 2018-2019 - Saint Joseph's FC (0.800) 3e de Gibraltar en 2018-2019 - UE Engordany (1.000) Vainqueur de la Coupe d'Andorre 2018-2019 - UE Sant Julià (1.250) 2e d'Andorre en 2018-2019 - SP Tre Fiori (1.000) Vainqueur de la Coupe de Saint-Marin 2018-2019 - SP La Fiorita (3.000) 2e de Saint-Marin en 2018-2019 - FC Pristina (1.250) 2e du Kosovo en 2018-2019 | - Europa FC (2.000) Vainqueur de la Coupe de Gibraltar 2018-2019 - Saint Joseph's FC (0.800) 3e de Gibraltar en 2018-2019 - UE Engordany (1.000) Vainqueur de la Coupe d'Andorre 2018-2019 - UE Sant Julià (1.250) 2e d'Andorre en 2018-2019 - SP Tre Fiori (1.000) Vainqueur de la Coupe de Saint-Marin 2018-2019 - SP La Fiorita (3.000) 2e de Saint-Marin en 2018-2019 - FC Pristina (1.250) 2e du Kosovo en 2018-2019 | - Europa FC (2.000) Vainqueur de la Coupe de Gibraltar 2018-2019 - Saint Joseph's FC (0.800) 3e de Gibraltar en 2018-2019 - UE Engordany (1.000) Vainqueur de la Coupe d'Andorre 2018-2019 - UE Sant Julià (1.250) 2e d'Andorre en 2018-2019 - SP Tre Fiori (1.000) Vainqueur de la Coupe de Saint-Marin 2018-2019 - SP La Fiorita (3.000) 2e de Saint-Marin en 2018-2019 - FC Pristina (1.250) 2e du Kosovo en 2018-2019 | - Europa FC (2.000) Vainqueur de la Coupe de Gibraltar 2018-2019 - Saint Joseph's FC (0.800) 3e de Gibraltar en 2018-2019 - UE Engordany (1.000) Vainqueur de la Coupe d'Andorre 2018-2019 - UE Sant Julià (1.250) 2e d'Andorre en 2018-2019 - SP Tre Fiori (1.000) Vainqueur de la Coupe de Saint-Marin 2018-2019 - SP La Fiorita (3.000) 2e de Saint-Marin en 2018-2019 - FC Pristina (1.250) 2e du Kosovo en 2018-2019 |

## Calendrier
| Nom                                                                    | Tirage au sort                                         | Date aller                        | Date retour                        | Équipes participantes |
| ---------------------------------------------------------------------- | ------------------------------------------------------ | --------------------------------- | ---------------------------------- | --------------------- |
| Tours de qualification (2019)                                          |                                                        |                                   |                                    |                       |
| Tour préliminaire                                                      | 11 juin                                                | 27 juin                           | 4 juillet                          | 14                    |
| Premier tour de qualification                                          | 18 juin                                                | 11 juillet                        | 18 juillet                         | 94 (7 + 87)           |
| Deuxième tour de qualification                                         | 18 juin (voie des champions) 19 juin (voie principale) | 25 juillet                        | 1er août                           | 94 (47 + 27 + 19)     |
| Troisième tour de qualification                                        | 22 juillet                                             | 8 août                            | 15 août                            | 72 (47 + 12 + 13)     |
| Tour de barrages                                                       | 5 août                                                 | 22 août                           | 29 août                            | 42 (36 + 6)           |
| Phase de groupes (2019)                                                |                                                        |                                   |                                    |                       |
| Journées 1 et 5 Journées 2 et 6 Journées 3 et 4                        | 30 août                                                | 19 septembre 3 octobre 24 octobre | 28 novembre 12 décembre 7 novembre | 48 (17 + 21 + 10)     |
| Phase finale (2020)                                                    |                                                        |                                   |                                    |                       |
| Seizièmes de finale                                                    | 16 décembre                                            | 20 février                        | 27 février                         | 32 (24 + 8)           |
| Huitièmes de finale                                                    | 28 février                                             | 12 mars et 5/6 août               | 5/6 août                           | 16                    |
| Quarts de finale                                                       | 10 juillet Nyon                                        | 10/11 août                        | 10/11 août                         | 8                     |
| Demi-finale                                                            | 10 juillet Nyon                                        | 16/17 août                        | 16/17 août                         | 4                     |
| Finale                                                                 | 21 août à Cologne                                      | 21 août à Cologne                 | 21 août à Cologne                  | 2                     |
| en italique : clubs repêchés de la Ligue des champions lors de ce tour |                                                        |                                   |                                    |                       |

## Phase qualificative
Les équipes marquées d'un astérisque sont têtes de série lors du tirage au sort et ne peuvent se rencontrer.

### Tour préliminaire
Le tirage au sort du premier tour de qualification a lieu le 11 juin 2019.
Les matchs aller ont lieu le 27 juin tandis que les matchs retour prennent place le 4 juillet sauf  Saint Joseph's FC opposé au  FC Pristina qui a lieu le 2 juillet.
| Têtes de série     | Têtes de série | Non têtes de série              | Non têtes de série |
| ------------------ | -------------- | ------------------------------- | ------------------ |
| SP La Fiorita      | 3.000          | UE Sant Julià                   | 1.250              |
| Progrès Niederkorn | 2.750          | UE Engordany                    | 1.000              |
| Cliftonville FC    | 2.500          | SP Tre Fiori                    | 1.000              |
| Europa FC          | 2.000          | Barry Town United               | 0.825              |
| NSÍ Runavík        | 1.750          | Cardiff Metropolitan University | 0.825              |
| KÍ Klaksvík        | 1.250          | Saint Joseph's FC               | 0.800              |
| FC Pristina        | 1.250          | Ballymena United                | 0.775              |

| Équipe             | Aller | Total  | Retour | Équipe            |
| ------------------ | ----- | ------ | ------ | ----------------- |
| Progrès Niederkorn | 1 - 0 | 2E - 2 | 1 - 2  | Cardiff MU        |
| SP La Fiorita      | 0 - 1 | 1 - 3  | 1 - 2  | UE Engordany      |
| UE Sant Julià      | 3 - 2 | 3 - 6  | 0 - 4  | Europa FC         |
| Ballymena United   | 2 - 0 | 2 - 0  | 0 - 0  | NSÍ Runavík       |
| FC Pristina        | 1 - 1 | 1 - 3  | 0 - 2  | Saint Joseph's FC |
| KÍ Klaksvík        | 5 - 1 | 9 - 1  | 4 - 0  | SP Tre Fiori      |
| Barry Town United  | 0 - 0 | 0 - 4  | 0 - 4  | Cliftonville FC   |

### Premier tour de qualification
Le tirage au sort du premier tour de qualification a lieu le 18 juin 2019.
Les matchs aller ont lieu le 11 juillet tandis que les matchs retour prennent place le 18 juillet.
Lors du tirage au sort, les équipes sont séparées en 9 groupes. Les têtes de série sont déterminées suivant le coefficient UEFA des équipes. Dans chaque groupe, les équipes sont numérotées afin de rendre le tirage plus rapide.
| Groupe 1       | Groupe 1               | Groupe 1       | Groupe 1           | Groupe 1              | Groupe 1           | Groupe 2       | Groupe 2           | Groupe 2       | Groupe 2           | Groupe 2                  | Groupe 2           |
| Têtes de série | Têtes de série         | Têtes de série | Non têtes de série | Non têtes de série    | Non têtes de série | Têtes de série | Têtes de série     | Têtes de série | Non têtes de série | Non têtes de série        | Non têtes de série |
| -------------- | ---------------------- | -------------- | ------------------ | --------------------- | ------------------ | -------------- | ------------------ | -------------- | ------------------ | ------------------------- | ------------------ |
| 1              | FC Vaduz               | 4.000          | 6                  | Shamrock Rovers       | 2.250              | 1              | Hajduk Split       | 8.000          | 6                  | Flora Tallinn             | 2.500              |
| 2              | Kilmarnock FC          | 4.425          | 7                  | Ballymena United †    | 1.750              | 2              | Legia Varsovie     | 24.500         | 7                  | Torpedo Koutaïssi         | 2.750              |
| 3              | SK Brann               | 4.040          | 8                  | Connah's Quay Nomads  | 1.750              | 3              | Radnički Niš       | 4.450          | 8                  | Europa FC †               | 2.000              |
| 4              | FK Vitebsk             | 4.375          | 9                  | KuPS Kuopio           | 1.455              | 4              | CSKA Sofia         | 3.500          | 9                  | OFK Titograd              | 0.825              |
| 5              | Malmö FF               | 20.000         | 10                 | Breiðablik Kópavogur  | 1.450              | 5              | Ordabasy Chimkent  | 3.850          | 10                 | Gżira United              | 1.025              |
| Groupe 3       | Groupe 3               | Groupe 3       | Groupe 3           | Groupe 3              | Groupe 3           | Groupe 4       | Groupe 4           | Groupe 4       | Groupe 4           | Groupe 4                  | Groupe 4           |
| Têtes de série | Têtes de série         | Têtes de série | Non têtes de série | Non têtes de série    | Non têtes de série | Têtes de série | Têtes de série     | Têtes de série | Non têtes de série | Non têtes de série        | Non têtes de série |
| 1              | Tobol Kostanaï         | 3.850          | 6                  | Milsami Orhei         | 2.750              | 1              | Rangers FC         | 5.250          | 6                  | Progrès Niederkorn †      | 2.750              |
| 2              | FK Kukës               | 4.750          | 7                  | NŠ Mura               | 3.000              | 2              | Brondby IF         | 7.500          | 7                  | B36 Tórshavn              | 3.000              |
| 3              | Steaua Bucarest        | 23.000         | 8                  | Debrecen VSC          | 3.000              | 3              | Cork City FC       | 3.750          | 8                  | Inter Turku               | 1.455              |
| 4              | FK Čukarički           | 4.450          | 9                  | Banants Erevan        | 1.750              | 4              | Molde FK           | 13.500         | 9                  | KR Reykjavik              | 2.500              |
| 5              | Maccabi Haïfa          | 3.725          | 10                 | La Jeunesse d'Esch    | 1.100              | 5              | Crusaders FC       | 4.250          | 10                 | Saint Joseph's FC †       | 1.250              |
| Groupe 5       | Groupe 5               | Groupe 5       | Groupe 5           | Groupe 5              | Groupe 5           | Groupe 6       | Groupe 6           | Groupe 6       | Groupe 6           | Groupe 6                  | Groupe 6           |
| Têtes de série | Têtes de série         | Têtes de série | Non têtes de série | Non têtes de série    | Non têtes de série | Têtes de série | Têtes de série     | Têtes de série | Non têtes de série | Non têtes de série        | Non têtes de série |
| 1              | MOL Vidi FC            | 9.000          | 6                  | Hibernians FC         | 2.500              | 1              | Spartak Trnava     | 8.500          | 6                  | Chikhura Sachkhere        | 3.000              |
| 2              | HŠK Zrinjski Mostar    | 5.250          | 7                  | MFK Ružomberok        | 3.125              | 2              | Žalgiris Vilnius   | 6.000          | 7                  | Rīgas FS                  | 1.125              |
| 3              | Chakhtior Salihorsk    | 4.375          | 8                  | FK Akademija Pandev   | 1.600              | 3              | CS Fola Esch       | 4.000          | 8                  | Budapest Honvéd           | 2.500              |
| 4              | FK Neftchi Bakou       | 3.800          | 9                  | Speranța Nisporeni    | 1.550              | 4              | Alashkert FC       | 4.500          | 9                  | FK Makedonija GP Skopje   | 1.600              |
| 5              | Levski Sofia           | 3.500          | 10                 | FK Zeta Golubovci     | 0.825              | 5              | Olimpija Ljubljana | 3.750          | 10                 | FK Radnik Bijeljina       | 1.425              |
| Groupe 7       | Groupe 7               | Groupe 7       | Groupe 7           | Groupe 7              | Groupe 7           | Groupe 8       | Groupe 8           | Groupe 8       | Groupe 8           | Groupe 8                  | Groupe 8           |
| Têtes de série | Têtes de série         | Têtes de série | Non têtes de série | Non têtes de série    | Non têtes de série | Têtes de série | Têtes de série     | Têtes de série | Non têtes de série | Non têtes de série        | Non têtes de série |
| 1              | Apollon Limassol       | 12.000         | 6                  | KF Teuta Durrës       | 1.500              | 1              | FK Haugesund       | 4.040          | 7                  | FK Liepāja                | 2.500              |
| 2              | Kaïrat Almaty          | 5.000          | 7                  | UE Engordany †        | 3.000              | 2              | Aberdeen FC        | 5.500          | 8                  | Levadia Tallinn           | 3.250              |
| 3              | FK Ventspils           | 4.250          | 8                  | NK Široki Brijeg      | 2.250              | 3              | Stjarnan           | 4.250          | 9                  | Cliftonville FC †         | 2.500              |
| 4              | Cracovia               | 3.850          | 9                  | Dunajská Streda       | 3.125              | 4              | IFK Norrköping     | 4.180          | 10                 | St. Patrick's Athletic FC | 1.750              |
| 5              | Dinamo Tbilissi        | 3.750          | 10                 | FC Stumbras           | 1.350              | 5              | Dinamo Minsk       | 9.000          | 11                 | RoPS Rovaniemi            | 1.455              |
| 5              | Dinamo Tbilissi        | 3.750          | 10                 | FC Stumbras           | 1.350              | 6              | FK Riteriai        | 3.250          | 12                 | KÍ Klaksvík †             | 1.250              |
| Groupe 9       |                        |                |                    |                       |                    |                |                    |                |                    |                           |                    |
| Têtes de série | Têtes de série         | Têtes de série | Non têtes de série | Non têtes de série    | Non têtes de série |                |                    |                |                    |                           |                    |
| 1              | Hapoël Beer-Sheva      | 12.000         | 7                  | Universitatea Craiova | 3.190              |                |                    |                |                    |                           |                    |
| 2              | AEK Larnaca            | 8.000          | 8                  | Balzan FC             | 2.250              |                |                    |                |                    |                           |                    |
| 3              | NK Domžale             | 4.250          | 9                  | KF Laç                | 2.250              |                |                    |                |                    |                           |                    |
| 4              | Pyunik Erevan          | 3.750          | 10                 | KF Shkupi             | 1.600              |                |                    |                |                    |                           |                    |
| 5              | Sabail FK              | 3.800          | 11                 | Petrocub Hîncești     | 1.550              |                |                    |                |                    |                           |                    |
| 6              | FK Budućnost Podgorica | 3.250          | 12                 | FC Narva Trans        | 1.000              |                |                    |                |                    |                           |                    |

† : Équipes provenant du tour préliminaire. Les équipes en italique ont éliminé une équipe avec un coefficient plus important au tour précédent et bénéficient de son coefficient UEFA au moment du tirage.
| Équipe                 | Aller | Total           | Retour | Équipe                  |
| ---------------------- | ----- | --------------- | ------ | ----------------------- |
| *Malmö FF              | 7 - 0 | 11 - 0          | 4 - 0  | Ballymena United        |
| Connah's Quay Nomads   | 1 - 2 | 3 - 2           | 2 - 0  | Kilmarnock FC*          |
| Breiðablik Kópavogur   | 0 - 0 | 1 - 2           | 1 - 2  | FC Vaduz*               |
| *SK Brann              | 2 - 2 | 3 - 4           | 1 - 2  | Shamrock Rovers         |
| KuPS Kuopio            | 2 - 0 | 3 - 1           | 1 - 1  | FK Vitebsk*             |
| *Ordabasy Chimkent     | 1 - 0 | 3 - 0           | 2 - 0  | Torpedo Koutaïssi       |
| Europa FC              | 0 - 0 | 0 - 3           | 0 - 3  | Legia Varsovie*         |
| Gżira United           | 0 - 2 | 3E - 3          | 3 - 1  | Hajduk Split*           |
| Flora Tallinn          | 2 - 0 | 4 - 2           | 2 - 2  | Radnički Niš*           |
| *CSKA Sofia            | 4 - 0 | 4 - 0           | 0 - 0  | OFK Titograd            |
| *Maccabi Haïfa         | 2 - 0 | 5 - 2           | 3 - 2  | NŠ Mura                 |
| Debrecen VSC           | 3 - 0 | 4 - 1           | 1 - 1  | FK Kukës*               |
| La Jeunesse d'Esch     | 0 - 0 | 1E - 1          | 1 - 1  | Tobol Kostanaï*         |
| *Steaua Bucarest       | 2 - 0 | 4 - 1           | 2 - 1  | Milsami Orhei           |
| *FK Čukarički          | 3 - 0 | 8 - 0           | 5 - 0  | Banants Erevan          |
| *Crusaders FC          | 2 - 0 | 5 - 2           | 3 - 2  | B36 Tórshavn            |
| *Brøndby IF            | 4 - 1 | 4 - 3           | 0 - 2  | International Turku     |
| Saint Joseph's FC      | 0 - 4 | 0 - 10          | 0 - 6  | Rangers FC*             |
| *Cork City             | 0 - 2 | 2 - 3           | 2 - 1  | Progrès Niederkorn      |
| *Molde FK              | 7 - 1 | 7 - 1           | 0 - 0  | KR Reykjavik            |
| MFK Ružomberok         | 0 - 2 | 0 - 4           | 0 - 2  | Levski Sofia*           |
| Akademija Pandev       | 0 - 3 | 0 - 6           | 0 - 3  | Zrinjski Mostar*        |
| FK Zeta Golubovci      | 1 - 5 | 1 - 5           | 0 - 0  | MOL Vidi FC*            |
| *Chakhtior Salihorsk   | 1 - 0 | 2 - 0           | 1 - 0  | Hibernians FC           |
| Speranța Nisporeni     | 0 - 3 | 0 - 9           | 0 - 6  | FK Neftchi Bakou*       |
| *Olimpija Ljubljana    | 2 - 3 | 4 - 3           | 2 - 0  | Rīgas FS                |
| Budapest Honvéd        | 3 - 1 | 4 - 2           | 1 - 1  | Žalgiris Vilnius*       |
| FK Radnik Bijeljina    | 2 - 0 | 2 - 2 2 - 3 tab | 0 - 2  | Spartak Trnava*         |
| *CS Fola Esch          | 1 - 2 | 2 - 4           | 1 - 2  | Chikhura Satchkhere     |
| *Alashkert FC          | 3 - 1 | 6 - 1           | 3 - 0  | Makedonija GP Skopje    |
| *Dinamo Tbilissi       | 6 - 0 | 7 - 0           | 1 - 0  | UE Engordany            |
| Široki Brijeg          | 1 - 2 | 2 - 4           | 1 - 2  | Kaïrat Almaty*          |
| Kauno Žalgiris         | 0 - 2 | 0 - 6           | 0 - 4  | Apollon Limassol*       |
| *FK Ventspils          | 3 - 0 | 3 - 1           | 0 - 1  | KF Teuta Durrës         |
| Dunajská Streda        | 1 - 1 | 3E - 3          | 2 - 2  | Cracovia*               |
| *Stjarnan              | 2 - 1 | 4 - 4E          | 2 - 3  | Levadia Tallinn         |
| Cliftonville FC        | 0 - 1 | 1 - 6           | 1 - 5  | FK Haugesund*           |
| *FK Riteriai           | 1 - 1 | 1 - 1E          | 0 - 0  | KÍ Klaksvík             |
| FK Liepāja             | 1 - 1 | 3 - 2           | 2 - 1  | Dinamo Minsk*           |
| St. Patrick's Athletic | 0 - 2 | 1 - 4           | 1 - 2  | IFK Norrköping*         |
| *Aberdeen FC           | 2 - 1 | 4 - 2           | 2 - 1  | RoPS Rovaniemi          |
| Balzan FC              | 3 - 4 | 3 - 5           | 0 - 1  | NK Domžale*             |
| KF Laç                 | 1 - 1 | 1 - 2           | 0 - 1  | Hapoël Beer-Sheva*      |
| FC Narva Trans         | 0 - 2 | 1 - 6           | 1 - 4  | FK Budućnost Podgorica* |
| *Sabail FK             | 2 - 3 | 4 - 6           | 2 - 3  | Universitatea Craiova   |
| *Pyunik Erevan         | 3 - 3 | 5 - 4           | 2 - 1  | KF Shkupi               |
| *AEK Larnaca           | 1 - 0 | 2 - 0           | 1 - 0  | Petrocub Hîncești       |

### Deuxième tour de qualification
Le tirage au sort du deuxième tour de qualification a lieu le 19 juin 2019.
Les matchs aller ont lieu le 25 juillet tandis que les matchs retour prennent place le 1er août.
Parmi les 93 équipes présentes lors de ce deuxième tour, 74 sont dans la Voie principale. Les 19 autres, dans la Voie des champions, ont été éliminées lors du tour préliminaire ou le premier tour de Ligue des champions.
Dans la Voie principale, les équipes sont séparées en 7 groupes. Les 37 meilleures équipes au coefficient UEFA sont désignées comme têtes de série. Les 37 autres sont non têtes de série. Dans chaque groupe, les équipes sont numérotées afin de rendre le tirage plus rapide.
Dans la Voie des champions, les 16 équipes éliminées au premier tour de qualification de la Ligue des champions sont têtes de série. Les 3 équipes éliminées au tour préliminaire de la Ligue des champions sont non têtes de série. Parmi les 16 équipes têtes de série, une équipe est tirée au sort et est exemptée de ce second tour de qualification.
| Voie principale     | Voie principale         | Voie principale | Voie principale      | Voie principale         | Voie principale    | Voie principale     | Voie principale     | Voie principale | Voie principale    | Voie principale          | Voie principale    |
| Groupe 1            | Groupe 1                | Groupe 1        | Groupe 1             | Groupe 1                | Groupe 1           | Groupe 2            | Groupe 2            | Groupe 2        | Groupe 2           | Groupe 2                 | Groupe 2           |
| Têtes de série      | Têtes de série          | Têtes de série  | Non têtes de série   | Non têtes de série      | Non têtes de série | Têtes de série      | Têtes de série      | Têtes de série  | Non têtes de série | Non têtes de série       | Non têtes de série |
| ------------------- | ----------------------- | --------------- | -------------------- | ----------------------- | ------------------ | ------------------- | ------------------- | --------------- | ------------------ | ------------------------ | ------------------ |
| 1                   | FK Liepāja †            | 9.000           | 6                    | IFK Norrköping †        | 4.180              | 1                   | Sturm Graz          | 6.250           | 6                  | FK Haugesund †           | 4.040              |
| 2                   | Espanyol de Barcelone   | 20.713          | 7                    | FK Neftchi Bakou †      | 3.800              | 2                   | FC Utrecht          | 6.486           | 7                  | KuPS Kuopio †            | 4.375              |
| 3                   | Hapoël Beer-Sheva †     | 12.000          | 8                    | Stjarnan †              | 4.250              | 3                   | AEK Larnaca †       | 8.000           | 8                  | HŠK Zrinjski Mostar †    | 5.250              |
| 4                   | Atromitos FC            | 5.520           | 9                    | Kaïrat Almaty †         | 5.000              | 4                   | FK Jablonec         | 5.735           | 9                  | Levski Sofia †           | 3.500              |
| 5                   | Arsenal Toula           | 10.109          | 10                   | Dunajská Streda †       | 3.850              | 5                   | Legia Varsovie †    | 24.500          | 10                 | Alashkert FC †           | 4.500              |
| Groupe 3            | Groupe 3                | Groupe 3        | Groupe 3             | Groupe 3                | Groupe 3           | Groupe 4            | Groupe 4            | Groupe 4        | Groupe 4           | Groupe 4                 | Groupe 4           |
| Têtes de série      | Têtes de série          | Têtes de série  | Non têtes de série   | Non têtes de série      | Non têtes de série | Têtes de série      | Têtes de série      | Têtes de série  | Non têtes de série | Non têtes de série       | Non têtes de série |
| 1                   | Brøndby IF †            | 7.500           | 6                    | Lechia Gdańsk           | 3.850              | 1                   | La Gantoise         | 29.500          | 6                  | NK Domžale †             | 4.250              |
| 2                   | Yeni Malatyaspor        | 6.920           | 7                    | Dinamo Tbilissi †       | 3.750              | 2                   | Malmö FF †          | 20.000          | 7                  | Chikhura Satchkhere †    | 4.000              |
| 3                   | MOL Vidi FC †           | 9.000           | 8                    | Olimpija Ljubljana †    | 3.750              | 3                   | Molde FK †          | 13.500          | 8                  | Viitorul Constanța       | 4.000              |
| 4                   | Eintracht Francfort     | 24.000          | 9                    | FC Vaduz †              | 4.000              | 4                   | Zorya Louhansk      | 11.500          | 9                  | FK Čukarički †           | 4.450              |
| 5                   | FK Qabala               | 6.250           | 10                   | Flora Tallinn †         | 4.450              | 5                   | Aberdeen FC †       | 5.500           | 10                 | FK Budućnost Podgorica † | 3.250              |
| Groupe 5            | Groupe 5                | Groupe 5        | Groupe 5             | Groupe 5                | Groupe 5           | Groupe 6            | Groupe 6            | Groupe 6        | Groupe 6           | Groupe 6                 | Groupe 6           |
| Têtes de série      | Têtes de série          | Têtes de série  | Non têtes de série   | Non têtes de série      | Non têtes de série | Têtes de série      | Têtes de série      | Têtes de série  | Non têtes de série | Non têtes de série       | Non têtes de série |
| 1                   | NK Osijek               | 5.475           | 6                    | CSKA Sofia †            | 3.500              | 1                   | FK Mladá Boleslav   | 5.735           | 7                  | Ordabasy Chimkent †      | 3.850              |
| 2                   | Rangers FC †            | 5.250           | 7                    | KÍ Klaksvík †           | 3.250              | 2                   | Steaua Bucarest †   | 23.000          | 8                  | BK Häcken                | 4.180              |
| 3                   | Torino FC               | 14.945          | 8                    | Progrès Niederkorn †    | 3.750              | 3                   | Apollon Limassol †  | 12.000          | 9                  | Pyunik Erevan †          | 1.600              |
| 4                   | Gżira United †          | 8.000           | 9                    | Debrecen VSC †          | 4.750              | 4                   | RC Strasbourg       | 11.699          | 10                 | Lokomotiv Plovdiv        | 3.500              |
| 5                   | FC Lucerne              | 5.380           | 10                   | FK Ventspils †          | 4.250              | 5                   | AZ Alkmaar          | 10.500          | 11                 | Maccabi Haïfa †          | 3.725              |
| 5                   | FC Lucerne              | 5.380           | 10                   | FK Ventspils †          | 4.250              | 6                   | Spartak Trnava †    | 3.750           | 12                 | Shamrock Rovers †        | 4.040              |
| Groupe 7            |                         |                 |                      |                         |                    |                     |                     |                 |                    |                          |                    |
| Têtes de série      | Têtes de série          | Têtes de série  | Non têtes de série   | Non têtes de série      | Non têtes de série |                     |                     |                 |                    |                          |                    |
| 1                   | Aris Salonique          | 5.520           | 7                    | AEL Limassol            | 4.985              |                     |                     |                 |                    |                          |                    |
| 2                   | Esbjerg fB              | 5.405           | 8                    | Universitatea Craiova † | 3.800              |                     |                     |                 |                    |                          |                    |
| 3                   | Vitória Guimarães       | 9.646           | 9                    | Chakhtior Salihorsk †   | 4.375              |                     |                     |                 |                    |                          |                    |
| 4                   | Wolverhampton Wanderers | 17.092          | 10                   | Connah's Quay Nomads †  | 4.425              |                     |                     |                 |                    |                          |                    |
| 5                   | Budapest Honvéd †       | 6.000           | 11                   | Crusaders FC †          | 4.250              |                     |                     |                 |                    |                          |                    |
| 6                   | Partizan Belgrade       | 18.000          | 12                   | La Jeunesse d'Esch †    | 3.850              |                     |                     |                 |                    |                          |                    |
| Voie des champions  |                         |                 |                      |                         |                    |                     |                     |                 |                    |                          |                    |
| Groupe 1            |                         |                 |                      |                         |                    |                     |                     |                 |                    |                          |                    |
| Têtes de série      | Têtes de série          | Têtes de série  | Têtes de série       | Têtes de série          | Têtes de série     | Têtes de série      | Têtes de série      | Têtes de série  | Non têtes de série | Non têtes de série       | Non têtes de série |
| Piast Gliwice*      | Piast Gliwice*          | 3.850           | FK Partizani Tirana* | FK Partizani Tirana*    | 3.000              | Sūduva Marijampolė* | Sūduva Marijampolė* | 4.250           | SP Tre Penne**     | SP Tre Penne**           | 0.750              |
| Sheriff Tiraspol*   | Sheriff Tiraspol*       | 12.250          | Riga FC*             | Riga FC*                | 1.125              |                     |                     |                 |                    |                          |                    |
| Groupe 2            |                         |                 |                      |                         |                    |                     |                     |                 |                    |                          |                    |
| Têtes de série      | Têtes de série          | Têtes de série  | Têtes de série       | Têtes de série          | Têtes de série     | Têtes de série      | Têtes de série      | Têtes de série  | Non têtes de série | Non têtes de série       | Non têtes de série |
| Ludogorets Razgrad* | Ludogorets Razgrad*     | 27.000          | Valur Reykjavik*     | Valur Reykjavik*        | 2.750              | KF Feronikeli**     | KF Feronikeli**     | 0.500           | Lincoln Red Imps** | Lincoln Red Imps**       | 4.250              |
| Slovan Bratislava*  | Slovan Bratislava*      | 6.000           | FC Ararat-Armenia*   | FC Ararat-Armenia*      | 0.750              |                     |                     |                 |                    |                          |                    |
| Groupe 3            |                         |                 |                      |                         |                    |                     |                     |                 |                    |                          |                    |
| Têtes de série      | Têtes de série          | Têtes de série  | Têtes de série       | Têtes de série          | Têtes de série     | Têtes de série      | Têtes de série      | Têtes de série  | Non têtes de série | Non têtes de série       | Non têtes de série |
| FK Astana*          | FK Astana*              | 27.500          | Linfield FC*         | Linfield FC*            | 2.250              | HB Tórshavn*        | HB Tórshavn*        | 1.500           | FC Santa Coloma**  | FC Santa Coloma**        | 4.000              |
| F91 Dudelange*      | F91 Dudelange*          | 6.250           | KF Shkëndija*        | KF Shkëndija*           | 6.000              |                     |                     |                 |                    |                          |                    |
| Exempt              |                         |                 |                      |                         |                    |                     |                     |                 |                    |                          |                    |
| FK Sarajevo*        | FK Sarajevo*            | 4.250           |                      |                         |                    |                     |                     |                 |                    |                          |                    |

† : Équipes provenant du premier tour. Dans la voie principale, les équipes en italique ont éliminé une équipe avec un coefficient plus important au tour précédent et bénéficient de son coefficient UEFA au moment du tirage.
* : Équipes provenant du premier tour de Ligue des champions.
** : Équipes provenant du tour préliminaire de Ligue des champions.
L'AS Rome est remplacée après le tirage par le Torino FC après décision du TAS d'exclure l'AC Milan de toute compétition européenne pour la saison 2019-2020. Le 18 juillet 2019, l'UEFA suit les recommandations de la Cour Belge d'Arbitrage pour le Sport (CBAS), et exclut le KV Malines, qualifié pour les poules, de toute compétition européenne pour la saison 2019-2020. Le Standard de Liège le remplace en poules, l'Antwerp FC prend la place du Standard au troisième tour, et La Gantoise est repêchée pour le deuxième tour.
| Équipe                   | Aller           | Total           | Retour          | Équipe                |
| Voie principale          | Voie principale | Voie principale | Voie principale | Voie principale       |
| ------------------------ | --------------- | --------------- | --------------- | --------------------- |
| IFK Norrköping           | 2 - 0           | 3 - 0           | 1 - 0           | FK Liepāja*           |
| *Espanyol de Barcelone   | 4 - 0           | 7 - 1           | 3 - 1           | Stjarnan              |
| *Hapoël Beer-Sheva       | 2 - 0           | 3 - 1           | 1 - 1           | Kaïrat Almaty         |
| Dunajská Streda          | 1 - 2           | 3 - 5           | 2 - 3           | Atromitos FC*         |
| *Arsenal Toula           | 0 - 1           | 0 - 4           | 0 - 3           | Neftchi Bakou         |
| FK Haugesund             | 2 - 0           | 3 - 2           | 1 - 2           | Sturm Graz*           |
| *FC Utrecht              | 1 - 1           | 2 - 3           | 1 - 2ap         | HŠK Zrinjski Mostar   |
| *AEK Larnaca             | 3 - 0           | 7 - 0           | 4 - 0           | Levski Sofia          |
| Pyunik Erevan            | 2 - 1           | 2 - 1           | 0 - 0           | FK Jablonec*          |
| Legia Varsovie           | 1 - 0           | 1 - 0           | 0 - 0           | KuPS Kuopio           |
| Lechia Gdańsk            | 2 - 1           | 3 - 5           | 1 - 4ap         | Brøndby IF*           |
| *Yeni Malatyaspor        | 2 - 2           | 3 - 2           | 1 - 0           | Olimpija Ljubljana    |
| MOL Vidi FC              | 1 - 0           | 1 - 2           | 0 - 2ap         | FC Vaduz              |
| Flora Tallinn            | 1 - 2           | 2 - 4           | 1 - 2           | Eintracht Francfort*  |
| *FK Qabala               | 0 - 2           | 0 - 5           | 0 - 3           | Dinamo Tbilissi       |
| NK Domžale               | 2 - 2           | 4 - 5           | 2 - 3           | Malmö FF              |
| *La Gantoise             | 6 - 3           | 7 - 5           | 1 - 2           | Viitorul Constanța    |
| *Molde FK                | 0 - 0           | 3 - 1           | 3 - 1           | FK Čukarički          |
| FK Budućnost Podgorica   | 1 - 3           | 1 - 4           | 0 - 1           | Zorya Louhansk*       |
| Chikhura Satchkhere      | 1 - 1           | 1 - 6           | 0 - 5           | Aberdeen FC*          |
| CSKA Sofia               | 1 - 0           | 1 - 1 4 - 3 tab | 0 - 1ap         | NK Osijek             |
| Rangers FC               | 2 - 0           | 2 - 0           | 0 - 0           | Progrès Niederkorn    |
| *Torino FC               | 3 - 0           | 7 - 1           | 4 - 1           | Debrecen VSC          |
| FK Ventspils             | 4 - 0           | 6 - 2           | 2 - 2           | Gżira United          |
| *FC Lucerne              | 1 - 0           | 2 - 0           | 1 - 0           | KÍ Klaksvík           |
| *FK Mladá Boleslav       | 1 - 1           | 4 - 3           | 3 - 2           | Ordabasy Chimkent     |
| Alashkert FC             | 0 - 3           | 3 - 5           | 3- 2            | Steaua Bucarest       |
| Shamrock Rovers          | 2 - 1           | 3 - 4           | 1 - 3ap         | Apollon Limassol*     |
| RC Strasbourg            | 3 - 1           | 4 - 3           | 1 - 2           | Maccabi Haïfa         |
| *AZ Alkmaar              | 0 - 0           | 3 - 0           | 3 - 0           | BK Häcken             |
| Lokomotiv Plovdiv        | 2 - 0           | 3 - 3           | 1 - 3           | Spartak Trnava*       |
| *Aris Salonique          | 0 - 0           | 1 - 0           | 1 - 0           | AEL Limassol          |
| Chakhtior Salihorsk      | 2 - 0           | 2 - 0           | 0 - 0           | Esbjerg fB*           |
| La Jeunesse d'Esch       | 0 - 1           | 0 - 5           | 0 - 4           | Vitória Guimarães*    |
| *Wolverhampton Wanderers | 2 - 0           | 6 - 1           | 4 - 1           | Crusaders FC          |
| *Budapest Honvéd         | 0 - 0           | 0 - 0 1 - 3 tab | 0 - 0ap         | Universitatea Craiova |
| Connah's Quay Nomads     | 0 - 1           | 0 - 4           | 0 - 3           | Partizan Belgrade*    |
| Voie des champions       |                 |                 |                 |                       |
| SP Tre Penne             | 0 - 5           | 0 - 10          | 0 - 5           | Sūduva Marijampolė    |
| Piast Gliwice            | 3 - 2           | 4 - 4E          | 1 - 2           | Riga FC               |
| FK Partizani Tirana      | 0 - 1           | 1 - 2           | 1 - 1           | Sheriff Tiraspol      |
| FC Ararat-Armenia        | 2 - 0           | 4 - 1           | 2 - 1           | Lincoln Red Imps      |
| Valur Reykjavik          | 1 - 1           | 1 - 5           | 0 - 4           | Ludogorets Razgrad    |
| Slovan Bratislava        | 2 - 1           | 4 - 1           | 2 - 0           | KF Feronikeli         |
| FC Santa Coloma          | 0 - 0           | 1 - 4           | 1 - 4           | FK Astana             |
| HB Tórshavn              | 2 - 2           | 2 - 3           | 0 - 1           | Linfield FC           |
| KF Shkëndija             | 1 - 2           | 2 - 3           | 1 - 1           | F91 Dudelange         |

### Troisième tour de qualification
Le tirage au sort du troisième tour de qualification a lieu le 22 juillet 2019.
Les matchs aller ont lieu le 8 août tandis que les matchs retour prennent place le 15 août.
Parmi les 72 équipes présentes lors de ce troisième tour, 52 sont dans la Voie principale. Les 20 autres, dans la Voie des champions, ont été préalablement en Ligue des champions dans la Voie des champions.
Dans la Voie principale, les 26 meilleures équipes au coefficient UEFA sont désignées comme têtes de série. Les 26 autres sont non têtes de série.
Dans la Voie des champions, les 10 équipes éliminées au deuxième tour de qualification de la Ligue des champions sont têtes de série. Les 10 équipes qualifiées au deuxième tour de qualification de la Ligue Europa sont non têtes de série.
| Voie principale    | Voie principale         | Voie principale | Voie principale    | Voie principale       | Voie principale    | Voie principale | Voie principale     | Voie principale | Voie principale    | Voie principale    | Voie principale    |
| Groupe 1           | Groupe 1                | Groupe 1        | Groupe 1           | Groupe 1              | Groupe 1           | Groupe 2        | Groupe 2            | Groupe 2        | Groupe 2           | Groupe 2           | Groupe 2           |
| Têtes de série     | Têtes de série          | Têtes de série  | Non têtes de série | Non têtes de série    | Non têtes de série | Têtes de série  | Têtes de série      | Têtes de série  | Non têtes de série | Non têtes de série | Non têtes de série |
| ------------------ | ----------------------- | --------------- | ------------------ | --------------------- | ------------------ | --------------- | ------------------- | --------------- | ------------------ | ------------------ | ------------------ |
| 1                  | Hapoël Beer-Sheva       | 12.000          | 6                  | Austria Vienne        | 8.000              | 1               | SC Braga            | 31.000          | 6                  | FC Thoune          | 5.380              |
| 2                  | Feyenoord Rotterdam     | 22.000          | 7                  | IFK Norrköping        | 4.180              | 2               | Steaua Bucarest     | 23.000          | 7                  | Brøndby IF         | 7.500              |
| 3                  | Apollon Limassol        | 12.000          | 8                  | Dinamo Tbilissi       | 6.250              | 3               | Spartak Moscou      | 16.000          | 8                  | FK Mladá Boleslav  | 5.735              |
| 4                  | Torino FC               | 14.945          | 9                  | Chakhtior Salihorsk   | 5.405              | 4               | Molde FK            | 13.500          | 9                  | Aris Salonique     | 5.520              |
| 5                  | Viktoria Plzeň          | 44.000          | 10                 | Antwerp               | 7.980              | 5               | RC Strasbourg       | 11.699          | 10                 | Lokomotiv Plovdiv  | 8.500              |
| Groupe 3           | Groupe 3                | Groupe 3        | Groupe 3           | Groupe 3              | Groupe 3           | Groupe 4        | Groupe 4            | Groupe 4        | Groupe 4           | Groupe 4           | Groupe 4           |
| Têtes de série     | Têtes de série          | Têtes de série  | Non têtes de série | Non têtes de série    | Non têtes de série | Têtes de série  | Têtes de série      | Têtes de série  | Non têtes de série | Non têtes de série | Non têtes de série |
| 1                  | Wolverhampton Wanderers | 17.092          | 6                  | AEK Larnaca           | 8.000              | 1               | PSV Eindhoven       | 37.000          | 6                  | FC Vaduz           | 9.000              |
| 2                  | Legia Varsovie          | 24.500          | 7                  | Pyunik Erevan         | 5.735              | 2               | Partizan Belgrade   | 18.000          | 7                  | FK Haugesund       | 6.250              |
| 3                  | La Gantoise             | 29.500          | 8                  | Atromitos FC          | 5.520              | 3               | Eintracht Francfort | 24.000          | 8                  | Yeni Malatyaspor   | 6.920              |
| 4                  | FC Midtjylland          | 14.000          | 9                  | Rangers FC            | 5.250              | 4               | HNK Rijeka          | 13.500          | 9                  | Aberdeen FC        | 5.500              |
| 5                  | AZ Alkmaar              | 10.500          | 10                 | FK Marioupol          | 7.780              | 5               | Vitória Guimarães   | 9.646           | 10                 | FK Ventspils       | 4.250              |
| Groupe 5           |                         |                 |                    |                       |                    |                 |                     |                 |                    |                    |                    |
| Têtes de série     | Têtes de série          | Têtes de série  | Non têtes de série | Non têtes de série    | Non têtes de série |                 |                     |                 |                    |                    |                    |
| 1                  | Sparta Prague           | 35.500          | 7                  | Trabzonspor           | 8.000              |                 |                     |                 |                    |                    |                    |
| 2                  | Espanyol de Barcelone   | 20.713          | 8                  | HŠK Zrinjski Mostar   | 6.486              |                 |                     |                 |                    |                    |                    |
| 3                  | Malmö FF                | 20.000          | 9                  | CSKA Sofia            | 5.475              |                 |                     |                 |                    |                    |                    |
| 4                  | AEK Athènes             | 14.000          | 10                 | FC Lucerne            | 5.380              |                 |                     |                 |                    |                    |                    |
| 5                  | Zorya Louhansk          | 11.500          | 11                 | Bnei Yehoudah         | 3.725              |                 |                     |                 |                    |                    |                    |
| 6                  | Neftchi Bakou           | 10.109          | 12                 | Universitatea Craiova | 3.190              |                 |                     |                 |                    |                    |                    |
| Voie des champions |                         |                 |                    |                       |                    |                 |                     |                 |                    |                    |                    |
| Groupe 1           | Groupe 1                | Groupe 1        | Groupe 1           | Groupe 1              | Groupe 1           | Groupe 2        | Groupe 2            | Groupe 2        | Groupe 2           | Groupe 2           | Groupe 2           |
| Têtes de série     | Têtes de série          | Têtes de série  | Non têtes de série | Non têtes de série    | Non têtes de série | Têtes de série  | Têtes de série      | Têtes de série  | Non têtes de série | Non têtes de série | Non têtes de série |
| 1                  | The New Saints FC       | 6.000           | 6                  | Sūduva Marijampolė    | 4.250              | 1               | Nõmme Kalju         | 6.000           | 6                  | FK Sarajevo        | 4.250              |
| 2                  | Saburtalo Tbilissi      | 12.250          | 7                  | Riga FC               | 1.125              | 2               | BATE Borisov        | 27.500          | 7                  | Sheriff Tiraspol   | 12.250             |
| 3                  | Sutjeska Nikšić         | 6.000           | 8                  | FC Ararat-Armenia     | 0.750              | 3               | Dundalk FC          | 7.000           | 8                  | Slovan Bratislava  | 6.000              |
| 4                  | HJK Helsinki            | 9.000           | 9                  | Ludogorets Razgrad    | 27.000             | 4               | AIK Solna           | 5.500           | 9                  | FK Astana          | 27.500             |
| 5                  | Maccabi Tel-Aviv        | 16.000          | 10                 | Linfield FC           | 1.500              | 5               | Valletta FC         | 6.250           | 10                 | F91 Dudelange      | 6.250              |

† : Équipes provenant du deuxième tour. Dans la voie principale, les équipes en italique ont éliminé une équipe avec un coefficient plus important au tour précédent et bénéficient de son coefficient UEFA au moment du tirage.
* : Équipes provenant du deuxième tour de Ligue des champions. Dans la voie principale, les équipes en italique ont été éliminées de Ligue des champions face à une équipe avec un coefficient plus important au tour précédent et bénéficient de son coefficient UEFA au moment du tirage.
| Équipe                | Aller           | Total           | Retour          | Équipe                  |
| Voie principale       | Voie principale | Voie principale | Voie principale | Voie principale         |
| --------------------- | --------------- | --------------- | --------------- | ----------------------- |
| IFK Norrköping        | 1 - 1           | 2 - 4           | 1 - 3           | Hapoël Beer-Sheva       |
| Torino FC             | 5 - 0           | 6 - 1           | 1 - 1           | Chakhtior Salihorsk     |
| Antwerp               | 1 - 0           | 2E - 2          | 1 - 2           | Viktoria Plzeň          |
| Austria Vienne        | 1 - 2           | 2 - 5           | 1 - 3           | Apollon Limassol        |
| Feyenoord Rotterdam   | 4 - 0           | 5 - 1           | 1 - 1           | Dinamo Tbilissi         |
| Brøndby IF            | 2 - 4           | 3 - 7           | 1 - 3           | SC Braga                |
| Molde FK              | 3 - 0           | 4 - 3           | 1 - 3ap         | Aris Salonique          |
| Lokomotiv Plovdiv     | 0 - 1           | 0 - 2           | 0 - 1           | RC Strasbourg           |
| FC Thoune             | 2 - 3           | 3 - 5           | 1 - 2           | Spartak Moscou          |
| Steaua Bucarest       | 0 - 0           | 1 - 0           | 1 - 0           | FK Mladá Boleslav       |
| Pyunik Erevan         | 0 - 4           | 0 - 8           | 0 - 4           | Wolverhampton Wanderers |
| FC Midtjylland        | 2 - 4           | 3 - 7           | 1 - 3           | Rangers FC              |
| FK Marioupol          | 0 - 0           | 0 - 4           | 0 - 4           | AZ Alkmaar              |
| AEK Larnaca           | 1 - 1           | 1 - 4           | 0 - 3           | La Gantoise             |
| Legia Varsovie        | 0 - 0           | 2 - 0           | 2 - 0           | Atromitos FC            |
| FK Haugesund          | 0 - 1           | 0 - 1           | 0 - 0           | PSV Eindhoven           |
| HNK Rijeka            | 2 - 0           | 4 - 0           | 2 - 0           | Aberdeen FC             |
| FK Ventspils          | 0 - 3           | 0 - 9           | 0 - 6           | Vitória Guimarães       |
| FC Vaduz              | 0 - 5           | 0 - 6           | 0 - 1           | Eintracht Francfort     |
| Partizan Belgrade     | 3 - 1           | 3 - 2           | 0 - 1           | Yeni Malatyaspor        |
| Malmö FF              | 3 - 0           | 3 - 1           | 0 - 1           | HŠK Zrinjski Mostar     |
| CSKA Sofia            | 1 - 1           | 1 - 2           | 0 - 1           | Zorya Louhansk          |
| Neftchi Bakou         | 2 - 2           | 3 - 4           | 1 - 2           | Bnei Yehoudah           |
| FC Lucerne            | 0 - 3           | 0 - 6           | 0 - 3           | Espanyol de Barcelone   |
| Sparta Prague         | 2 - 2           | 3 - 4           | 1 - 2           | Trabzonspor             |
| Universitatea Craiova | 0 - 2           | 1 - 3           | 1 - 1           | AEK Athènes             |
| Voie des champions    |                 |                 |                 |                         |
| Sutjeska Nikšić       | 1 - 2           | 3 - 5           | 2 - 3           | Linfield FC             |
| Maccabi Tel-Aviv      | 1 - 2           | 2 - 4           | 1 - 2           | Sūduva Marijampolė      |
| FC Ararat-Armenia     | 1 - 2           | 3 - 2           | 2 - 0           | Saburtalo Tbilissi      |
| Riga FC               | 1 - 1           | 3E - 3          | 2 - 2           | HJK Helsinki            |
| Ludogorets Razgrad    | 5 - 0           | 9 - 0           | 4 - 0           | The New Saints FC       |
| FK Sarajevo           | 1 - 2           | 1 - 2           | 0 - 0           | BATE Borisov            |
| F91 Dudelange         | 3 - 1           | 4 - 1           | 1 - 0           | Nõmme Kalju             |
| FK Astana             | 5 - 1           | 9 - 1           | 4 - 0           | Valletta FC             |
| Sheriff Tiraspol      | 1 - 2           | 2 - 3           | 1 - 1           | AIK Solna               |
| Slovan Bratislava     | 1 - 0           | 4 - 1           | 3 - 1           | Dundalk FC              |

### Barrages
Le tirage au sort des barrages a eu lieu le 5 août 2019.
Les matchs aller auront lieu le 22 août tandis que les matchs retour prendront place le 29 août.
Quarante-deux équipes prennent part à ces barrages, vingt-six d'entre elles étant dans la Voie principale et constituant les vainqueurs des confrontations de cette même voie lors du tour précédent, tandis que les seize autres sont placés dans la Voie des champions : dix d'entre elles étant les vainqueurs des confrontations de cette même voie lors du tour précédent tandis que les six autres sont repêchés de la voie des champions du troisième tour de qualification de la Ligue des champions.
Dans la Voie principale, les 13 meilleures équipes au coefficient UEFA sont désignées comme tête de série. Les 13 autres sont non tête de série. Les Rangers, Trabzonspor, Antwerp et  Bnei Yehuda ont vaincu une équipe avec un coefficient plus élevé, récupérant ainsi le coefficient de leur adversaire au tirage. Les numéros ont été pré-assignés pour chaque équipe par l'UEFA. 
Dans la Voie des champions, les 6 équipes éliminées au troisième tour de qualification de la Ligue des champions sont tête de série. Les 10 équipes qualifiées au troisième tour de qualification de la Ligue Europa sont non tête de série.
| Voie principale    | Voie principale         | Voie principale | Voie principale    | Voie principale    | Voie principale    |
| Groupe 1           | Groupe 1                | Groupe 1        | Groupe 1           | Groupe 1           | Groupe 1           |
| Têtes de série     | Têtes de série          | Têtes de série  | Non têtes de série | Non têtes de série | Non têtes de série |
| ------------------ | ----------------------- | --------------- | ------------------ | ------------------ | ------------------ |
| 1                  | Wolverhampton Wanderers | 17.092          | 5                  | Torino FC          | 14.945             |
| 2                  | Legia Varsovie          | 24.500          | 6                  | Vitória Guimarães  | 9.646              |
| 3                  | Steaua Bucarest         | 23.000          | 7                  | Apollon Limassol   | 12.000             |
| 4                  | PSV Eindhoven           | 37.000          | 8                  | Rangers FC         | 5.250              |
| Groupe 2           |                         |                 |                    |                    |                    |
| Têtes de série     | Têtes de série          | Têtes de série  | Non têtes de série | Non têtes de série | Non têtes de série |
| 1                  | Trabzonspor             | 8.000           | 5                  | AEK Athènes        | 14.000             |
| 2                  | Feyenoord Rotterdam     | 22.000          | 6                  | HNK Rijeka         | 13.500             |
| 3                  | La Gantoise             | 29.500          | 7                  | Zorya Louhansk     | 11.500             |
| 4                  | Espanyol de Barcelone   | 20.713          | 8                  | Hapoël Beer-Sheva  | 12.000             |
| Groupe 3           |                         |                 |                    |                    |                    |
| Têtes de série     | Têtes de série          | Têtes de série  | Non têtes de série | Non têtes de série | Non têtes de série |
| 1                  | Antwerp                 | 7.980           | 6                  | Spartak Moscou     | 16.000             |
| 2                  | SC Braga                | 31.000          | 7                  | Molde FK           | 13.500             |
| 3                  | Eintracht Francfort     | 24.000          | 8                  | RC Strasbourg      | 11.699             |
| 4                  | Malmö FF                | 20.000          | 9                  | AZ Alkmaar         | 10.500             |
| 5                  | Partizan Belgrade       | 18.000          | 10                 | Bnei Yehoudah      | 3.725              |
| Voie des champions |                         |                 |                    |                    |                    |
| Groupe 1           |                         |                 |                    |                    |                    |
| Têtes de série     | Têtes de série          | Têtes de série  | Non têtes de série | Non têtes de série | Non têtes de série |
| 1                  | Celtic FC               | 31.000          | 1                  | Sūduva Marijampolė | 4.250              |
| 2                  | Ferencvárosi TC         | 3.500           | 2                  | FC Ararat-Armenia  | 0.750              |
| 3                  | FC Copenhague           | 31.000          | 3                  | Riga FC            | 1.125              |
|                    |                         |                 | 4                  | F91 Dudelange      | 6.250              |
| 5                  | AIK Solna               | 5.500           |                    |                    |                    |
| Groupe 2           |                         |                 |                    |                    |                    |
| Têtes de série     | Têtes de série          | Têtes de série  | Non têtes de série | Non têtes de série | Non têtes de série |
| 4                  | Qarabağ FK              | 22.000          | 6                  | Linfield FC        | 1.500              |
| 5                  | PAOK Salonique          | 23.500          | 7                  | Ludogorets Razgrad | 27.000             |
| 6                  | NK Maribor              | 18.500          | 8                  | BATE Borisov       | 27.500             |
|                    |                         |                 | 9                  | FK Astana          | 27.500             |
| 10                 | Slovan Bratislava       | 6.000           |                    |                    |                    |

† : Équipes du troisième tour dont l'identité est utilisée au moment du tirage au sort. Ces équipes ne sont donc pas qualifiées pour le barrage au moment du tirage et peuvent se faire éliminer lors du troisième tour.
* : Équipes provenant du troisième tour de Ligue des champions dont l'identité est utilisée au moment du tirage au sort. Ces équipes peuvent donc se qualifier pour le tour de barrage de la Ligue des champions et ne pas être reversées en Ligue Europa.
| Équipe                | Aller           | Total           | Retour          | Équipe                  |
| Voie principale       | Voie principale | Voie principale | Voie principale | Voie principale         |
| --------------------- | --------------- | --------------- | --------------- | ----------------------- |
| Torino FC             | 2 - 3           | 3 - 5           | 1 - 2           | Wolverhampton Wanderers |
| AEK Athènes           | 1 - 3           | 3 - 3E          | 2 - 0           | Trabzonspor             |
| Legia Varsovie        | 0 - 0           | 0 - 1           | 0 - 1           | Rangers FC              |
| Feyenoord Rotterdam   | 3 - 0           | 6 - 0           | 3 - 0           | Hapoël Beer-Sheva       |
| Steaua Bucarest       | 0 - 0           | 0 - 1           | 0 - 1           | Vitória Guimarães       |
| La Gantoise           | 2 - 1           | 3 - 2           | 1 - 1           | HNK Rijeka              |
| PSV Eindhoven         | 3 - 0           | 7 - 0           | 4 - 0           | Apollon Limassol        |
| Espanyol de Barcelone | 3 - 1           | 5 - 3           | 2 - 2           | Zorya Louhansk          |
| Partizan Belgrade     | 2 - 1           | 3 - 2           | 1 - 1           | Molde FK                |
| SC Braga              | 1 - 0           | 3 - 1           | 2 - 1           | Spartak Moscou          |
| Malmö FF              | 3 - 0           | 4 - 0           | 1 - 0           | Bnei Yehoudah           |
| RC Strasbourg         | 1 - 0           | 1 - 3           | 0 - 3           | Eintracht Francfort     |
| AZ Alkmaar            | 1 - 1           | 5 - 2           | 4ap - 1         | Antwerp                 |
| Voie des champions    |                 |                 |                 |                         |
| Sūduva Marijampolė    | 0 - 0           | 2 - 4           | 2 - 4           | Ferencvárosi TC         |
| FC Copenhague         | 3 - 1           | 3 - 2           | 0 - 1           | Riga FC                 |
| Celtic FC             | 2 - 0           | 6 - 1           | 4 - 1           | AIK Solna               |
| FC Ararat-Armenia     | 2 - 1           | 3 - 3 4 - 5 tab | 1 - 2ap         | F91 Dudelange           |
| Ludogorets Razgrad    | 0 - 0           | 2E - 2          | 2 - 2           | NK Maribor              |
| Linfield FC           | 3 - 2           | 4 - 4E          | 1 - 2           | Qarabağ FK              |
| Slovan Bratislava     | 1 - 0           | 3E - 3          | 2 - 3           | PAOK Salonique          |
| FK Astana             | 3 - 0           | 3 - 2           | 0 - 2           | BATE Borisov            |

## Phase de groupes
AS Rome
Lazio
Beşiktaş
Istanbul Başakşehir
Celtic FC
Rangers FC

### Format et tirage au sort
Le tirage au sort de la phase de groupes a eu lieu le 30 août 2019 au Forum Grimaldi de Monaco. Les quarante-huit équipes participantes sont divisées en quatre chapeaux de douze équipes réparties en fonction de leur coefficient UEFA en 2019.
Celles-ci seront réparties en douze groupes de quatre équipes, avec comme restriction l'impossibilité pour deux équipes d'une même association de se rencontrer dans un groupe, ainsi que l'impossibilité pour les équipes russes et ukrainiennes d'être tirées dans un même groupe en raison de la situation politique entre les deux pays. 
| Chapeau 1         | Chapeau 1 | Chapeau 2                | Chapeau 2 | Chapeau 3               | Chapeau 3 | Chapeau 4            | Chapeau 4 |
| ----------------- | --------- | ------------------------ | --------- | ----------------------- | --------- | -------------------- | --------- |
| Séville FC        | 104.000   | PSV Eindhoven            | 37.000    | AS Saint-Étienne        | 23.000    | AZ Alkmaar           | 10.500    |
| Arsenal FC        | 101.000   | FK Krasnodar             | 34.500    | Qarabağ FK Ch           | 22.000    | Vitória Guimarães    | 9.646     |
| FC Porto          | 93.000    | Celtic FC Ch C           | 31.000    | Feyenoord Rotterdam     | 22.000    | Trabzonspor          | 8.000     |
| AS Rome           | 81.000    | FC Copenhague Ch         | 31.000    | Getafe CF               | 20.713    | FK Oleksandriïa      | 7.780     |
| Manchester United | 78.000    | SC Braga                 | 31.000    | Espanyol de Barcelone   | 20.713    | F91 Dudelange Ch C   | 6.250     |
| Dynamo Kiev       | 65.000    | La Gantoise              | 29.500    | Malmö FF                | 20.000    | LASK                 | 6.250     |
| Beşiktaş JK       | 62.000    | Borussia Mönchengladbach | 29.000    | Partizan Belgrade       | 18.000    | Wolfsberger AC       | 6.250     |
| FC Bâle C         | 54.500    | BSC Young Boys Ch        | 27.500    | Standard de Liège       | 17.500    | FC Lugano            | 6.000     |
| Sporting CP C     | 50.000    | FK Astana Ch             | 27.500    | Wolverhampton Wanderers | 17.092    | Slovan Bratislava Ch | 6.000     |
| CSKA Moscou       | 48.000    | Ludogorets Razgrad Ch    | 27.000    | Stade rennais FC C      | 11.699    | Rangers FC           | 5.250     |
| VfL Wolfsburg     | 40.000    | APOEL Nicosie Ch         | 25.500    | Rosenborg BK Ch C       | 11.500    | Ferencváros TC Ch    | 4.250     |
| Lazio Rome C      | 37.000    | Eintracht Francfort      | 24.000    | Istanbul Başakşehir     | 10.500    | CFR Cluj Ch          | 3.500     |

C : Vainqueur de la coupe nationale
 Ch : Champion national
- Qualifié en seizièmes de finale de la Ligue Europa

### Matchs et classements
Légende des classements
- Qualifié pour les seizièmes de finale

Légende des résultats
- Victoire à domicile
- Match nul
- Victoire à l'extérieur

Les jours de match sont le 19 septembre, le 3 octobre, le 24 octobre, le 7 novembre, le 28 novembre et le 12 décembre 2019.

#### Groupe A
| Rang | Équipe        | Pts | J | G | N | P | Bp | Bc | Diff |  | Résultats (▼ dom., ► ext.) |     |     |     |     |
| ---- | ------------- | --- | - | - | - | - | -- | -- | ---- |  | -------------------------- | --- | --- | --- | --- |
| 1    | Séville FC    | 15  | 6 | 5 | 0 | 1 | 14 | 3  | +11  |  | Séville FC                 |     | 1-0 | 2-0 | 3-0 |
| 2    | APOEL Nicosie | 10  | 6 | 3 | 1 | 2 | 10 | 8  | +2   |  | APOEL Nicosie              | 1-0 |     | 2-1 | 3-4 |
| 3    | Qarabağ FK    | 5   | 6 | 1 | 2 | 3 | 8  | 11 | -3   |  | Qarabağ FK                 | 0-3 | 2-2 |     | 1-1 |
| 4    | F91 Dudelange | 4   | 6 | 1 | 1 | 4 | 8  | 18 | -10  |  | F91 Dudelange              | 2-5 | 0-2 | 1-4 |     |

#### Groupe B
| Rang | Équipe        | Pts | J | G | N | P | Bp | Bc | Diff |  | Résultats (▼ dom., ► ext.) |     |     |     |     |
| ---- | ------------- | --- | - | - | - | - | -- | -- | ---- |  | -------------------------- | --- | --- | --- | --- |
| 1    | Malmö FF      | 11  | 6 | 3 | 2 | 1 | 8  | 6  | +2   |  | Malmö FF                   |     | 1-1 | 4-3 | 2-1 |
| 2    | FC Copenhague | 9   | 6 | 2 | 3 | 1 | 5  | 4  | +1   |  | FC Copenhague              | 0-1 |     | 1-1 | 1-0 |
| 3    | Dynamo Kiev   | 7   | 6 | 1 | 4 | 1 | 7  | 7  | 0    |  | Dynamo Kiev                | 1-0 | 1-1 |     | 1-1 |
| 4    | FC Lugano     | 3   | 6 | 0 | 3 | 3 | 2  | 5  | -3   |  | FC Lugano                  | 0-0 | 0-1 | 0-0 |     |

#### Groupe C
| Rang | Équipe       | Pts | J | G | N | P | Bp | Bc | Diff |  | Résultats (▼ dom., ► ext.) |     |     |     |     |
| ---- | ------------ | --- | - | - | - | - | -- | -- | ---- |  | -------------------------- | --- | --- | --- | --- |
| 1    | FC Bâle      | 13  | 6 | 4 | 1 | 1 | 12 | 4  | +8   |  | FC Bâle                    |     | 2-1 | 5-0 | 2-0 |
| 2    | Getafe CF    | 12  | 6 | 4 | 0 | 2 | 8  | 4  | +4   |  | Getafe CF                  | 0-1 |     | 3-0 | 1-0 |
| 3    | FK Krasnodar | 9   | 6 | 3 | 0 | 3 | 7  | 11 | -4   |  | FK Krasnodar               | 1-0 | 1-2 |     | 3-1 |
| 4    | Trabzonspor  | 1   | 6 | 0 | 1 | 5 | 3  | 11 | -8   |  | Trabzonspor                | 2-2 | 0-1 | 0-2 |     |

#### Groupe D
| Rang | Équipe        | Pts | J | G | N | P | Bp | Bc | Diff |  | Résultats (▼ dom., ► ext.) |     |     |     |     |
| ---- | ------------- | --- | - | - | - | - | -- | -- | ---- |  | -------------------------- | --- | --- | --- | --- |
| 1    | LASK          | 13  | 6 | 4 | 1 | 1 | 11 | 4  | +7   |  | LASK                       |     | 3-0 | 4-1 | 1-0 |
| 2    | Sporting CP   | 12  | 6 | 4 | 0 | 2 | 11 | 7  | +4   |  | Sporting CP                | 2-1 |     | 4-0 | 1-0 |
| 3    | PSV Eindhoven | 8   | 6 | 2 | 2 | 2 | 9  | 12 | -3   |  | PSV Eindhoven              | 0-0 | 3-2 |     | 1-1 |
| 4    | Rosenborg BK  | 1   | 6 | 0 | 1 | 5 | 3  | 11 | -8   |  | Rosenborg BK               | 1-2 | 0-2 | 1-4 |     |

#### Groupe E
| Rang | Équipe           | Pts | J | G | N | P | Bp | Bc | Diff |  | Résultats (▼ dom., ► ext.) |     |     |     |     |
| ---- | ---------------- | --- | - | - | - | - | -- | -- | ---- |  | -------------------------- | --- | --- | --- | --- |
| 1    | Celtic FC        | 13  | 6 | 4 | 1 | 1 | 10 | 6  | +4   |  | Celtic FC                  |     | 2-0 | 2-1 | 3-1 |
| 2    | CFR Cluj         | 12  | 6 | 4 | 0 | 2 | 6  | 4  | +2   |  | CFR Cluj                   | 2-0 |     | 2-1 | 1-0 |
| 3    | Lazio Rome       | 6   | 6 | 2 | 0 | 4 | 6  | 9  | -3   |  | Lazio Rome                 | 1-2 | 1-0 |     | 2-1 |
| 4    | Stade rennais FC | 4   | 6 | 1 | 1 | 4 | 5  | 8  | -3   |  | Stade rennais FC           | 1-1 | 0-1 | 2-0 |     |

#### Groupe F
| Rang | Équipe              | Pts | J | G | N | P | Bp | Bc | Diff |  | Résultats (▼ dom., ► ext.) |     |     |     |     |
| ---- | ------------------- | --- | - | - | - | - | -- | -- | ---- |  | -------------------------- | --- | --- | --- | --- |
| 1    | Arsenal FC          | 11  | 6 | 3 | 2 | 1 | 14 | 7  | +7   |  | Arsenal FC                 |     | 1-2 | 4-0 | 3-2 |
| 2    | Eintracht Francfort | 9   | 6 | 3 | 0 | 3 | 8  | 10 | -2   |  | Eintracht Francfort        | 0-3 |     | 2-1 | 2-3 |
| 3    | Standard de Liège   | 8   | 6 | 2 | 2 | 2 | 8  | 10 | -2   |  | Standard de Liège          | 2-2 | 2-1 |     | 2-0 |
| 4    | Vitória Guimarães   | 5   | 6 | 1 | 2 | 3 | 7  | 10 | -3   |  | Vitória Guimarães          | 1-1 | 0-1 | 1-1 |     |

#### Groupe G
| Rang | Équipe              | Pts | J | G | N | P | Bp | Bc | Diff |  | Résultats (▼ dom., ► ext.) |     |     |     |     |
| ---- | ------------------- | --- | - | - | - | - | -- | -- | ---- |  | -------------------------- | --- | --- | --- | --- |
| 1    | FC Porto            | 10  | 6 | 3 | 1 | 2 | 8  | 9  | -1   |  | FC Porto                   |     | 1-1 | 2-1 | 3-2 |
| 2    | Rangers FC          | 9   | 6 | 2 | 3 | 1 | 8  | 6  | +2   |  | Rangers FC                 | 2-0 |     | 1-1 | 1-0 |
| 3    | BSC Young Boys      | 8   | 6 | 2 | 2 | 2 | 8  | 7  | +1   |  | BSC Young Boys             | 1-2 | 2-1 |     | 2-0 |
| 4    | Feyenoord Rotterdam | 5   | 6 | 1 | 2 | 3 | 7  | 9  | -2   |  | Feyenoord Rotterdam        | 2-0 | 2-2 | 1-1 |     |

#### Groupe H
| Rang | Équipe                | Pts | J | G | N | P | Bp | Bc | Diff |  | Résultats (▼ dom., ► ext.) |     |     |     |     |
| ---- | --------------------- | --- | - | - | - | - | -- | -- | ---- |  | -------------------------- | --- | --- | --- | --- |
| 1    | Espanyol de Barcelone | 11  | 6 | 3 | 2 | 1 | 12 | 4  | +8   |  | Espanyol de Barcelone      |     | 6-0 | 1-1 | 0-1 |
| 2    | Ludogorets Razgrad    | 8   | 6 | 2 | 2 | 2 | 10 | 10 | 0    |  | Ludogorets Razgrad         | 0-1 |     | 1-1 | 5-1 |
| 3    | Ferencváros TC        | 7   | 6 | 1 | 4 | 1 | 5  | 7  | -2   |  | Ferencváros TC             | 2-2 | 0-3 |     | 0-0 |
| 4    | CSKA Moscou           | 5   | 6 | 1 | 2 | 3 | 3  | 9  | -6   |  | CSKA Moscou                | 0-2 | 1-1 | 0-1 |     |

#### Groupe I
| Rang | Équipe           | Pts | J | G | N | P | Bp | Bc | Diff |  | Résultats (▼ dom., ► ext.) |     |     |     |     |
| ---- | ---------------- | --- | - | - | - | - | -- | -- | ---- |  | -------------------------- | --- | --- | --- | --- |
| 1    | La Gantoise      | 12  | 6 | 3 | 3 | 0 | 11 | 7  | +4   |  | La Gantoise                |     | 2-2 | 3-2 | 2-1 |
| 2    | VfL Wolfsburg    | 11  | 6 | 3 | 2 | 1 | 9  | 7  | +2   |  | VfL Wolfsburg              | 1-3 |     | 1-0 | 3-1 |
| 3    | AS Saint-Étienne | 4   | 6 | 0 | 4 | 2 | 6  | 8  | -2   |  | AS Saint-Étienne           | 0-0 | 1-1 |     | 1-1 |
| 4    | FK Oleksandriïa  | 3   | 6 | 0 | 3 | 3 | 6  | 10 | -4   |  | FK Oleksandriïa            | 1-1 | 0-1 | 2-2 |     |

#### Groupe J
| Rang | Équipe                   | Pts | J | G | N | P | Bp | Bc | Diff |  | Résultats (▼ dom., ► ext.) |     |     |     |     |
| ---- | ------------------------ | --- | - | - | - | - | -- | -- | ---- |  | -------------------------- | --- | --- | --- | --- |
| 1    | Istanbul Başakşehir      | 10  | 6 | 3 | 1 | 2 | 7  | 9  | -2   |  | Istanbul Başakşehir        |     | 0-3 | 1-1 | 1-0 |
| 2    | AS Rome                  | 9   | 6 | 2 | 3 | 1 | 12 | 6  | +6   |  | AS Rome                    | 4-0 |     | 1-1 | 2-2 |
| 3    | Borussia Mönchengladbach | 8   | 6 | 2 | 2 | 2 | 6  | 9  | -3   |  | Borussia Mönchengladbach   | 1-2 | 2-1 |     | 0-4 |
| 4    | Wolfsberger AC           | 5   | 6 | 1 | 2 | 3 | 7  | 8  | -1   |  | Wolfsberger AC             | 0-3 | 1-1 | 0-1 |     |

#### Groupe K
| Rang | Équipe                  | Pts | J | G | N | P | Bp | Bc | Diff |  | Résultats (▼ dom., ► ext.) |     |     |     |     |
| ---- | ----------------------- | --- | - | - | - | - | -- | -- | ---- |  | -------------------------- | --- | --- | --- | --- |
| 1    | SC Braga                | 14  | 6 | 4 | 2 | 0 | 15 | 9  | +6   |  | SC Braga                   |     | 3-3 | 2-2 | 3-1 |
| 2    | Wolverhampton Wanderers | 13  | 6 | 4 | 1 | 1 | 11 | 5  | +6   |  | Wolverhampton Wanderers    | 0-1 |     | 1-0 | 4-0 |
| 3    | Slovan Bratislava       | 4   | 6 | 1 | 1 | 4 | 10 | 13 | -3   |  | Slovan Bratislava          | 2-4 | 1-2 |     | 4-2 |
| 4    | Beşiktaş JK             | 3   | 6 | 1 | 0 | 5 | 6  | 15 | -9   |  | Beşiktaş JK                | 1-2 | 0-1 | 2-1 |     |

#### Groupe L
| Rang | Équipe            | Pts | J | G | N | P | Bp | Bc | Diff |  | Résultats (▼ dom., ► ext.) |     |     |     |     |
| ---- | ----------------- | --- | - | - | - | - | -- | -- | ---- |  | -------------------------- | --- | --- | --- | --- |
| 1    | Manchester United | 13  | 6 | 4 | 1 | 1 | 10 | 2  | +8   |  | Manchester United          |     | 4-0 | 3-0 | 1-0 |
| 2    | AZ Alkmaar        | 9   | 6 | 2 | 3 | 1 | 15 | 8  | +7   |  | AZ Alkmaar                 | 0-0 |     | 2-2 | 6-0 |
| 3    | Partizan Belgrade | 8   | 6 | 2 | 2 | 2 | 10 | 10 | 0    |  | Partizan Belgrade          | 0-1 | 2-2 |     | 4-1 |
| 4    | FK Astana         | 3   | 6 | 1 | 0 | 5 | 4  | 19 | -15  |  | FK Astana                  | 2-1 | 0-5 | 1-2 |     |

## Phase finale

### Qualification et tirage au sort
Les douze premiers et deuxièmes de la phase de groupes de la Ligue Europa, rejoints par les huit équipes ayant terminé troisièmes de leur groupe en Ligue des champions, participent à la phase finale de la Ligue Europa qui débute par des seizièmes de finale.
Le tirage au sort des seizièmes de finale est organisé de telle sorte que :
- les clubs d'une même association ne peuvent se rencontrer ;
- les membres d'un même groupe ne peuvent se rencontrer ;
- une tête de série est toujours opposée à une non-tête de série ;
- le match retour a lieu au domicile du club tête de série.

Les tirages au sort des tours suivants n'ont aucune restriction.
| Groupe | 1er de groupe - Tête de série | 2e de groupe - Non-tête de série |
| ------ | ----------------------------- | -------------------------------- |
| A      | Séville FC                    | APOEL Nicosie                    |
| B      | Malmö FF                      | FC Copenhague                    |
| C      | FC Bâle                       | Getafe CF                        |
| D      | LASK                          | Sporting CP                      |
| E      | Celtic FC                     | CFR Cluj                         |
| F      | Arsenal FC                    | Eintracht Francfort              |
| G      | FC Porto                      | Rangers FC                       |
| H      | Espanyol de Barcelone         | Ludogorets Razgrad               |
| I      | La Gantoise                   | VfL Wolfsburg                    |
| J      | İstanbul Başakşehir           | AS Rome                          |
| K      | SC Braga                      | Wolverhampton Wanderers          |
| L      | Manchester United             | AZ Alkmaar                       |

Classement des troisièmes de poules en Ligue des champions.
 
Les quatre meilleurs repêchés de Ligue des champions sont têtes de série (en jaune foncé).
| Rang | Équipe                      | Pts | J | G | N | P | Bp | Bc | Diff |
| ---- | --------------------------- | --- | - | - | - | - | -- | -- | ---- |
| 1    | Ajax Amsterdam (Grp. H)     | 10  | 6 | 3 | 1 | 2 | 12 | 6  | +6   |
| 2    | Red Bull Salzbourg (Grp. E) | 7   | 6 | 2 | 1 | 3 | 16 | 13 | +3   |
| 3    | Inter Milan (Grp. F)        | 7   | 6 | 2 | 1 | 3 | 10 | 9  | +1   |
| 4    | Benfica Lisbonne (Grp. G)   | 7   | 6 | 2 | 1 | 3 | 10 | 11 | -1   |
| 5    | Bayer Leverkusen (Grp. D)   | 6   | 6 | 2 | 0 | 4 | 5  | 9  | -4   |
| 6    | Chakhtar Donetsk (Grp. C)   | 6   | 6 | 1 | 3 | 2 | 8  | 13 | -5   |
| 7    | Olympiakos (Grp. B)         | 4   | 6 | 1 | 1 | 4 | 8  | 14 | -6   |
| 8    | Club Bruges (Grp. A)        | 3   | 6 | 0 | 3 | 3 | 4  | 12 | -8   |

Source : UEFA

Règles de classification : 1- Points ; 2- Différence de buts ; 3- Buts marqués ; 4- Buts marqués à l'extérieur ; 5- Victoires ; 6- Victoires à l'extérieur ; 7- Classement fair-play ; 8- Coefficient de club.

### Seizièmes de finale
Le tirage au sort des seizièmes de finale a lieu le 16 décembre 2019. Les matchs aller sont joués le 20 février et les matchs retour les 26, 27 et 28 février 2020.
| Équipe                  | Aller | Total  | Retour  | Équipe                |
| ----------------------- | ----- | ------ | ------- | --------------------- |
| Wolverhampton Wanderers | 4 - 0 | 6 - 3  | 2 - 3   | Espanyol de Barcelone |
| Sporting CP             | 3 - 1 | 4 - 5  | 1 - 4ap | İstanbul Başakşehir   |
| Getafe CF               | 2 - 0 | 3 - 2  | 1 - 2   | Ajax Amsterdam        |
| Bayer Leverkusen        | 2 - 1 | 5 - 2  | 3 - 1   | FC Porto              |
| FC Copenhague           | 1 - 1 | 4 - 2  | 3 - 1   | Celtic FC             |
| APOEL Nicosie           | 0 - 3 | 0 - 4  | 0 - 1   | FC Bâle               |
| CFR Cluj                | 1 - 1 | 1 - 1E | 0 - 0   | Séville FC            |
| Olympiakos              | 0 - 1 | 2E - 2 | 2 - 1ap | Arsenal FC            |
| AZ Alkmaar              | 1 - 1 | 1 - 3  | 0 - 2   | LASK                  |
| Club Bruges             | 1 - 1 | 1 - 6  | 0 - 5   | Manchester United     |
| Ludogorets Razgrad      | 0 - 2 | 1 - 4  | 1 - 2   | Inter Milan           |
| Eintracht Francfort     | 4 - 1 | 6 - 3  | 2 - 2   | Red Bull Salzbourg    |
| Chakhtar Donetsk        | 2 - 1 | 5 - 4  | 3 - 3   | Benfica Lisbonne      |
| VfL Wolfsburg           | 2 - 1 | 5 - 1  | 3 - 0   | Malmö FF              |
| AS Rome                 | 1 - 0 | 2 - 1  | 1 - 1   | La Gantoise           |
| Rangers FC              | 3 - 2 | 4 - 2  | 1 - 0   | SC Braga              |

### Huitièmes de finale
Le tirage au sort des huitièmes de finale s'est déroulé le 28 février 2020. Les matchs aller sont joués le 12 mars et les matchs retour, qui devaient être initialement joués le 19 mars 2020, sont reportés à une date ultérieure. À cause de la pandémie de maladie à coronavirus, certains huitièmes de finale aller du 13 mars 2020 sont joués à huis clos tandis que les huitièmes de finale aller entre l'Inter Milan et Getafe CF et entre le Séville FC et l'AS Rome sont reportés. Le lendemain, l'UEFA décide de reporter les huitièmes de finale retour à une date ultérieure et de suspendre la compétition.
Les huitièmes de finale retour où le match aller a été joué sont finalement joués chez l'équipe évoluant à domicile le 5 et le 6 août 2020.
| Équipe              | Aller | Total | Retour | Équipe                  |
| ------------------- | ----- | ----- | ------ | ----------------------- |
| İstanbul Başakşehir | 1 - 0 | 1 - 3 | 0 - 3  | FC Copenhague           |
| Olympiakos          | 1 - 1 | 1 - 2 | 0 - 1  | Wolverhampton Wanderers |
| Rangers FC          | 1 - 3 | 1 - 4 | 0 - 1  | Bayer Leverkusen        |
| VfL Wolfsburg       | 1 - 2 | 1 - 5 | 0 - 3  | Chakhtar Donetsk        |
| Eintracht Francfort | 0 - 3 | 0 - 4 | 0 - 1  | FC Bâle                 |
| LASK                | 0 - 5 | 1 - 7 | 1 - 2  | Manchester United       |

Les huitièmes de finale entre l'Inter Milan et Getafe CF et entre le Séville FC et l'AS Rome sont joués en Allemagne le 5 et le 6 août 2020.
| Club        | Score | Club      |
| ----------- | ----- | --------- |
| Inter Milan | 2 - 0 | Getafe CF |
| Séville FC  | 2 - 0 | AS Rome   |

### Quarts de finale
Le tirage au sort des quarts de finale, initialement prévu le 20 mars 2020, est reporté au 10 juillet 2020. Les matchs sont joués en match simple en Allemagne le 10 et le 11 août 2020.
| Club                    | Score    | Club             |
| ----------------------- | -------- | ---------------- |
| Chakhtar Donetsk        | 4 - 1    | FC Bâle          |
| Manchester United       | 1 - 0 ap | FC Copenhague    |
| Inter Milan             | 2 - 1    | Bayer Leverkusen |
| Wolverhampton Wanderers | 0 - 1    | Séville FC       |

### Demi-finales
Les matchs se sont joués en match simple en Allemagne le 16 et 17 août 2020.
| Club        | Score | Club              |
| ----------- | ----- | ----------------- |
| Séville FC  | 2 - 1 | Manchester United |
| Inter Milan | 5 - 0 | Chakhtar Donetsk  |

### Finale
La finale devait être jouée le mercredi 27 mai 2020 à l'Arena Bałtycka de Gdansk en Pologne. Elle est reportée au vendredi 21 août 2020, à Cologne en Allemagne, au Stadion Köln.
| Club       | Score | Club        |
| ---------- | ----- | ----------- |
| Séville FC | 3 - 2 | Inter Milan |

### Tableau final
|  | Huitièmes de finale                           | Huitièmes de finale     | Huitièmes de finale                            | Huitièmes de finale |                         |                         | Quarts de finale                    | Quarts de finale                    | Quarts de finale                    | Quarts de finale                    |  |  | Demi-finales                         | Demi-finales                         | Demi-finales                         | Demi-finales                         |  |  | Finale                               | Finale                               | Finale                               | Finale                               |
|  |                                               |                         |                                                |                     |                         |                         |                                     |                                     |                                     |                                     |  |  |                                      |                                      |                                      |                                      |  |  |                                      |                                      |                                      |                                      |
|  |                                               |                         |                                                |                     |                         |                         | 11 août 2020 - MSV-Arena, Duisbourg | 11 août 2020 - MSV-Arena, Duisbourg | 11 août 2020 - MSV-Arena, Duisbourg | 11 août 2020 - MSV-Arena, Duisbourg |  |  | 16 août 2020 - Stadion Köln, Cologne | 16 août 2020 - Stadion Köln, Cologne | 16 août 2020 - Stadion Köln, Cologne | 16 août 2020 - Stadion Köln, Cologne |  |  | 21 août 2020 - Stadion Köln, Cologne | 21 août 2020 - Stadion Köln, Cologne | 21 août 2020 - Stadion Köln, Cologne | 21 août 2020 - Stadion Köln, Cologne |
|  | Olympiakos                                    | Olympiakos              | 1                                              | 0                   |                         |                         | 11 août 2020 - MSV-Arena, Duisbourg | 11 août 2020 - MSV-Arena, Duisbourg | 11 août 2020 - MSV-Arena, Duisbourg | 11 août 2020 - MSV-Arena, Duisbourg |  |  | 16 août 2020 - Stadion Köln, Cologne | 16 août 2020 - Stadion Köln, Cologne | 16 août 2020 - Stadion Köln, Cologne | 16 août 2020 - Stadion Köln, Cologne |  |  | 21 août 2020 - Stadion Köln, Cologne | 21 août 2020 - Stadion Köln, Cologne | 21 août 2020 - Stadion Köln, Cologne | 21 août 2020 - Stadion Köln, Cologne |
|  | Olympiakos                                    | Olympiakos              | 1                                              | 0                   |                         |                         | 11 août 2020 - MSV-Arena, Duisbourg | 11 août 2020 - MSV-Arena, Duisbourg | 11 août 2020 - MSV-Arena, Duisbourg | 11 août 2020 - MSV-Arena, Duisbourg |  |  | 16 août 2020 - Stadion Köln, Cologne | 16 août 2020 - Stadion Köln, Cologne | 16 août 2020 - Stadion Köln, Cologne | 16 août 2020 - Stadion Köln, Cologne |  |  | 21 août 2020 - Stadion Köln, Cologne | 21 août 2020 - Stadion Köln, Cologne | 21 août 2020 - Stadion Köln, Cologne | 21 août 2020 - Stadion Köln, Cologne |
|  | Wolverhampton Wanderers                       | Wolverhampton Wanderers | 1                                              | 1                   |                         |                         | 11 août 2020 - MSV-Arena, Duisbourg | 11 août 2020 - MSV-Arena, Duisbourg | 11 août 2020 - MSV-Arena, Duisbourg | 11 août 2020 - MSV-Arena, Duisbourg |  |  | 16 août 2020 - Stadion Köln, Cologne | 16 août 2020 - Stadion Köln, Cologne | 16 août 2020 - Stadion Köln, Cologne | 16 août 2020 - Stadion Köln, Cologne |  |  | 21 août 2020 - Stadion Köln, Cologne | 21 août 2020 - Stadion Köln, Cologne | 21 août 2020 - Stadion Köln, Cologne | 21 août 2020 - Stadion Köln, Cologne |
|  | Wolverhampton Wanderers                       | Wolverhampton Wanderers | 1                                              | 1                   | Wolverhampton Wanderers | Wolverhampton Wanderers | 0                                   | 0                                   |                                     |                                     |  |  | 16 août 2020 - Stadion Köln, Cologne | 16 août 2020 - Stadion Köln, Cologne | 16 août 2020 - Stadion Köln, Cologne | 16 août 2020 - Stadion Köln, Cologne |  |  | 21 août 2020 - Stadion Köln, Cologne | 21 août 2020 - Stadion Köln, Cologne | 21 août 2020 - Stadion Köln, Cologne | 21 août 2020 - Stadion Köln, Cologne |
|  | 6 août 2020 - MSV-Arena, Duisbourg            |                         |                                                |                     | Wolverhampton Wanderers | Wolverhampton Wanderers | 0                                   | 0                                   |                                     |                                     |  |  | 16 août 2020 - Stadion Köln, Cologne | 16 août 2020 - Stadion Köln, Cologne | 16 août 2020 - Stadion Köln, Cologne | 16 août 2020 - Stadion Köln, Cologne |  |  | 21 août 2020 - Stadion Köln, Cologne | 21 août 2020 - Stadion Köln, Cologne | 21 août 2020 - Stadion Köln, Cologne | 21 août 2020 - Stadion Köln, Cologne |
|  |                                               |                         | Séville FC                                     | Séville FC          | 1                       | 1                       |                                     |                                     |                                     |                                     |  |  | 16 août 2020 - Stadion Köln, Cologne | 16 août 2020 - Stadion Köln, Cologne | 16 août 2020 - Stadion Köln, Cologne | 16 août 2020 - Stadion Köln, Cologne |  |  | 21 août 2020 - Stadion Köln, Cologne | 21 août 2020 - Stadion Köln, Cologne | 21 août 2020 - Stadion Köln, Cologne | 21 août 2020 - Stadion Köln, Cologne |
|  | Séville FC                                    | Séville FC              | Séville FC                                     | Séville FC          | 1                       | 1                       | 2                                   | 2                                   |                                     |                                     |  |  | 16 août 2020 - Stadion Köln, Cologne | 16 août 2020 - Stadion Köln, Cologne | 16 août 2020 - Stadion Köln, Cologne | 16 août 2020 - Stadion Köln, Cologne |  |  | 21 août 2020 - Stadion Köln, Cologne | 21 août 2020 - Stadion Köln, Cologne | 21 août 2020 - Stadion Köln, Cologne | 21 août 2020 - Stadion Köln, Cologne |
|  | Séville FC                                    | Séville FC              | 10 août 2020 - Stadion Köln, Cologne           |                     |                         |                         | 2                                   | 2                                   |                                     |                                     |  |  | 16 août 2020 - Stadion Köln, Cologne | 16 août 2020 - Stadion Köln, Cologne | 16 août 2020 - Stadion Köln, Cologne | 16 août 2020 - Stadion Köln, Cologne |  |  | 21 août 2020 - Stadion Köln, Cologne | 21 août 2020 - Stadion Köln, Cologne | 21 août 2020 - Stadion Köln, Cologne | 21 août 2020 - Stadion Köln, Cologne |
|  | AS Rome                                       | AS Rome                 | 0                                              | 0                   |                         |                         |                                     |                                     |                                     |                                     |  |  | 16 août 2020 - Stadion Köln, Cologne | 16 août 2020 - Stadion Köln, Cologne | 16 août 2020 - Stadion Köln, Cologne | 16 août 2020 - Stadion Köln, Cologne |  |  | 21 août 2020 - Stadion Köln, Cologne | 21 août 2020 - Stadion Köln, Cologne | 21 août 2020 - Stadion Köln, Cologne | 21 août 2020 - Stadion Köln, Cologne |
|  | AS Rome                                       | AS Rome                 | 0                                              | 0                   | Séville FC              | Séville FC              | 2                                   | 2                                   |                                     |                                     |  |  |                                      |                                      |                                      |                                      |  |  | 21 août 2020 - Stadion Köln, Cologne | 21 août 2020 - Stadion Köln, Cologne | 21 août 2020 - Stadion Köln, Cologne | 21 août 2020 - Stadion Köln, Cologne |
|  |                                               |                         |                                                |                     | Séville FC              | Séville FC              | 2                                   | 2                                   |                                     |                                     |  |  |                                      |                                      |                                      |                                      |  |  | 21 août 2020 - Stadion Köln, Cologne | 21 août 2020 - Stadion Köln, Cologne | 21 août 2020 - Stadion Köln, Cologne | 21 août 2020 - Stadion Köln, Cologne |
|  |                                               |                         | Manchester United                              | Manchester United   | 1                       | 1                       |                                     |                                     |                                     |                                     |  |  |                                      |                                      |                                      |                                      |  |  | 21 août 2020 - Stadion Köln, Cologne | 21 août 2020 - Stadion Köln, Cologne | 21 août 2020 - Stadion Köln, Cologne | 21 août 2020 - Stadion Köln, Cologne |
|  | LASK                                          | LASK                    | Manchester United                              | Manchester United   | 1                       | 1                       | 0                                   | 1                                   |                                     |                                     |  |  |                                      |                                      |                                      |                                      |  |  | 21 août 2020 - Stadion Köln, Cologne | 21 août 2020 - Stadion Köln, Cologne | 21 août 2020 - Stadion Köln, Cologne | 21 août 2020 - Stadion Köln, Cologne |
|  | LASK                                          | LASK                    | 17 août 2020 - Düsseldorf Arena, Düsseldorf    |                     |                         |                         | 0                                   | 1                                   |                                     |                                     |  |  |                                      |                                      |                                      |                                      |  |  | 21 août 2020 - Stadion Köln, Cologne | 21 août 2020 - Stadion Köln, Cologne | 21 août 2020 - Stadion Köln, Cologne | 21 août 2020 - Stadion Köln, Cologne |
|  | Manchester United                             | Manchester United       | 5                                              | 2                   |                         |                         |                                     |                                     |                                     |                                     |  |  |                                      |                                      |                                      |                                      |  |  | 21 août 2020 - Stadion Köln, Cologne | 21 août 2020 - Stadion Köln, Cologne | 21 août 2020 - Stadion Köln, Cologne | 21 août 2020 - Stadion Köln, Cologne |
|  | Manchester United                             | Manchester United       | 5                                              | 2                   | Manchester United       | Manchester United       | 1 ap                                | 1 ap                                |                                     |                                     |  |  |                                      |                                      |                                      |                                      |  |  | 21 août 2020 - Stadion Köln, Cologne | 21 août 2020 - Stadion Köln, Cologne | 21 août 2020 - Stadion Köln, Cologne | 21 août 2020 - Stadion Köln, Cologne |
|  |                                               |                         |                                                |                     | Manchester United       | Manchester United       | 1 ap                                | 1 ap                                |                                     |                                     |  |  |                                      |                                      |                                      |                                      |  |  | 21 août 2020 - Stadion Köln, Cologne | 21 août 2020 - Stadion Köln, Cologne | 21 août 2020 - Stadion Köln, Cologne | 21 août 2020 - Stadion Köln, Cologne |
|  |                                               |                         | FC Copenhague                                  | FC Copenhague       | 0                       | 0                       |                                     |                                     |                                     |                                     |  |  |                                      |                                      |                                      |                                      |  |  | 21 août 2020 - Stadion Köln, Cologne | 21 août 2020 - Stadion Köln, Cologne | 21 août 2020 - Stadion Köln, Cologne | 21 août 2020 - Stadion Köln, Cologne |
|  | Istanbul Başakşehir                           | Istanbul Başakşehir     | FC Copenhague                                  | FC Copenhague       | 0                       | 0                       | 1                                   | 0                                   |                                     |                                     |  |  |                                      |                                      |                                      |                                      |  |  | 21 août 2020 - Stadion Köln, Cologne | 21 août 2020 - Stadion Köln, Cologne | 21 août 2020 - Stadion Köln, Cologne | 21 août 2020 - Stadion Köln, Cologne |
|  | Istanbul Başakşehir                           | Istanbul Başakşehir     | 10 août 2020 - Düsseldorf Arena, Düsseldorf    |                     |                         |                         | 1                                   | 0                                   |                                     |                                     |  |  |                                      |                                      |                                      |                                      |  |  | 21 août 2020 - Stadion Köln, Cologne | 21 août 2020 - Stadion Köln, Cologne | 21 août 2020 - Stadion Köln, Cologne | 21 août 2020 - Stadion Köln, Cologne |
|  | FC Copenhague                                 | FC Copenhague           | 0                                              | 3                   |                         |                         |                                     |                                     |                                     |                                     |  |  |                                      |                                      |                                      |                                      |  |  | 21 août 2020 - Stadion Köln, Cologne | 21 août 2020 - Stadion Köln, Cologne | 21 août 2020 - Stadion Köln, Cologne | 21 août 2020 - Stadion Köln, Cologne |
|  | FC Copenhague                                 | FC Copenhague           | 0                                              | 3                   | Séville FC              | Séville FC              | 3                                   | 3                                   |                                     |                                     |  |  |                                      |                                      |                                      |                                      |  |  |                                      |                                      |                                      |                                      |
|  | 5 août 2020 - Arena AufSchalke, Gelsenkirchen |                         |                                                |                     | Séville FC              | Séville FC              | 3                                   | 3                                   |                                     |                                     |  |  |                                      |                                      |                                      |                                      |  |  |                                      |                                      |                                      |                                      |
|  |                                               |                         | Inter Milan                                    | Inter Milan         | 2                       | 2                       |                                     |                                     |                                     |                                     |  |  |                                      |                                      |                                      |                                      |  |  |                                      |                                      |                                      |                                      |
|  | Inter Milan                                   | Inter Milan             | Inter Milan                                    | Inter Milan         | 2                       | 2                       | 2                                   | 2                                   |                                     |                                     |  |  |                                      |                                      |                                      |                                      |  |  |                                      |                                      |                                      |                                      |
|  | Inter Milan                                   | Inter Milan             |                                                |                     |                         |                         |                                     | 2                                   |                                     |                                     |  |  |                                      |                                      |                                      |                                      |  |  |                                      |                                      |                                      |                                      |
|  | Getafe CF                                     | Getafe CF               | 0                                              | 0                   |                         |                         |                                     |                                     |                                     |                                     |  |  |                                      |                                      |                                      |                                      |  |  |                                      |                                      |                                      |                                      |
|  | Getafe CF                                     | Getafe CF               | 0                                              | 0                   | Inter Milan             | Inter Milan             | 2                                   | 2                                   |                                     |                                     |  |  |                                      |                                      |                                      |                                      |  |  |                                      |                                      |                                      |                                      |
|  |                                               |                         |                                                |                     | Inter Milan             | Inter Milan             | 2                                   | 2                                   |                                     |                                     |  |  |                                      |                                      |                                      |                                      |  |  |                                      |                                      |                                      |                                      |
|  |                                               |                         | Bayer Leverkusen                               | Bayer Leverkusen    | 1                       | 1                       |                                     |                                     |                                     |                                     |  |  |                                      |                                      |                                      |                                      |  |  |                                      |                                      |                                      |                                      |
|  | Rangers FC                                    | Rangers FC              | Bayer Leverkusen                               | Bayer Leverkusen    | 1                       | 1                       | 1                                   | 0                                   |                                     |                                     |  |  |                                      |                                      |                                      |                                      |  |  |                                      |                                      |                                      |                                      |
|  | Rangers FC                                    | Rangers FC              | 11 août 2020 - Arena AufSchalke, Gelsenkirchen |                     |                         |                         | 1                                   | 0                                   |                                     |                                     |  |  |                                      |                                      |                                      |                                      |  |  |                                      |                                      |                                      |                                      |
|  | Bayer Leverkusen                              | Bayer Leverkusen        | 3                                              | 1                   |                         |                         |                                     |                                     |                                     |                                     |  |  |                                      |                                      |                                      |                                      |  |  |                                      |                                      |                                      |                                      |
|  | Bayer Leverkusen                              | Bayer Leverkusen        | 3                                              | 1                   | Inter Milan             | Inter Milan             | 5                                   | 5                                   |                                     |                                     |  |  |                                      |                                      |                                      |                                      |  |  |                                      |                                      |                                      |                                      |
|  |                                               |                         |                                                |                     | Inter Milan             | Inter Milan             | 5                                   | 5                                   |                                     |                                     |  |  |                                      |                                      |                                      |                                      |  |  |                                      |                                      |                                      |                                      |
|  |                                               |                         | Chakhtar Donetsk                               | Chakhtar Donetsk    | 0                       | 0                       |                                     |                                     |                                     |                                     |  |  |                                      |                                      |                                      |                                      |  |  |                                      |                                      |                                      |                                      |
|  | VfL Wolfsburg                                 | VfL Wolfsburg           | Chakhtar Donetsk                               | Chakhtar Donetsk    | 0                       | 0                       | 1                                   | 0                                   |                                     |                                     |  |  |                                      |                                      |                                      |                                      |  |  |                                      |                                      |                                      |                                      |
|  | VfL Wolfsburg                                 | VfL Wolfsburg           |                                                |                     |                         |                         |                                     | 0                                   |                                     |                                     |  |  |                                      |                                      |                                      |                                      |  |  |                                      |                                      |                                      |                                      |
|  | Chakhtar Donetsk                              | Chakhtar Donetsk        | 2                                              | 3                   |                         |                         |                                     |                                     |                                     |                                     |  |  |                                      |                                      |                                      |                                      |  |  |                                      |                                      |                                      |                                      |
|  | Chakhtar Donetsk                              | Chakhtar Donetsk        | 2                                              | 3                   | Chakhtar Donetsk        | Chakhtar Donetsk        | 4                                   | 4                                   |                                     |                                     |  |  |                                      |                                      |                                      |                                      |  |  |                                      |                                      |                                      |                                      |
|  |                                               |                         |                                                |                     | Chakhtar Donetsk        | Chakhtar Donetsk        | 4                                   | 4                                   |                                     |                                     |  |  |                                      |                                      |                                      |                                      |  |  |                                      |                                      |                                      |                                      |
|  |                                               |                         | FC Bâle                                        | FC Bâle             | 1                       | 1                       |                                     |                                     |                                     |                                     |  |  |                                      |                                      |                                      |                                      |  |  |                                      |                                      |                                      |                                      |
|  | Eintracht Francfort                           | Eintracht Francfort     | FC Bâle                                        | FC Bâle             | 1                       | 1                       | 0                                   | 0                                   |                                     |                                     |  |  |                                      |                                      |                                      |                                      |  |  |                                      |                                      |                                      |                                      |
|  | Eintracht Francfort                           | Eintracht Francfort     |                                                |                     |                         |                         |                                     | 0                                   |                                     |                                     |  |  |                                      |                                      |                                      |                                      |  |  |                                      |                                      |                                      |                                      |
|  | FC Bâle                                       | FC Bâle                 | 3                                              | 1                   |                         |                         |                                     |                                     |                                     |                                     |  |  |                                      |                                      |                                      |                                      |  |  |                                      |                                      |                                      |                                      |
|  | FC Bâle                                       | FC Bâle                 | 3                                              | 1                   |                         |                         |                                     |                                     |                                     |                                     |  |  |                                      |                                      |                                      |                                      |  |  |                                      |                                      |                                      |                                      |
|  |                                               |                         |                                                |                     |                         |                         |                                     |                                     |                                     |                                     |  |  |                                      |                                      |                                      |                                      |  |  |                                      |                                      |                                      |                                      |

## Statistiques, classements et prix

### Classements des buteurs et des passeurs décisifs
Statistiques officielles de l'UEFA, rencontres de la phase qualificative exclues.
| Rang | Buteur          | Club                                | Buts | Minutes jouées |
| ---- | --------------- | ----------------------------------- | ---- | -------------- |
| 1    | Bruno Fernandes | Sporting Portugal Manchester United | 8    | 811            |
| 2    | Romelu Lukaku   | Inter Milan                         | 7    | 443            |
| 3    | Andraž Šporar   | Slovan Bratislava Sporting Portugal | 6    | 718            |
| 4    | Daichi Kamada   | Eintracht Francfort                 | 6    | 738            |
| 5    | Alfredo Morelos | Rangers FC                          | 6    | 792            |
| 6    | Edin Višća      | Istanbul Başakşehir                 | 6    | 930            |
| 7    | Diogo Jota      | Wolverhampton Wanderers             | 6    | 373            |
| 8    | Munir           | Séville FC                          | 5    | 445            |
| 9    | Fabian Frei     | FC Bâle                             | 5    | 964            |
| 10   | Mason Greenwood | Manchester United                   | 5    | 640            |

| Rang | Passeur            | Club                                | Passes | Minutes jouées |
| ---- | ------------------ | ----------------------------------- | ------ | -------------- |
| 1    | Galeno             | SC Braga                            | 6      | 567            |
| 2    | Juan Mata          | Manchester United                   | 5      | 767            |
| 3    | Bruno Fernandes    | Sporting Portugal Manchester United | 4      | 811            |
| 4    | Uroš Matić         | APOEL Nicosie                       | 4      | 720            |
| 5    | Raúl Jiménez       | Wolverhampton Wanderers             | 3      | 763            |
| 6    | Gabriel Martinelli | Arsenal FC                          | 3      | 424            |
| 7    | Ciprian Deac       | CFR Cluj                            | 3      | 652            |
| 8    | Josip Brekalo      | VfL Wolfsburg                       | 3      | 705            |
| 9    | Dani Quintana (en) | Qarabağ FK                          | 3      | 270            |
| 10   | Viktor Tsyhankov   | Dynamo Kiev                         | 3      | 540            |

### Joueurs de la semaine
| Journée                    | Joueur              | Club                    |
| -------------------------- | ------------------- | ----------------------- |
| Journée 1                  |                     |                         |
| Journée 2                  |                     |                         |
| Journée 3                  |                     |                         |
| Journée 4                  | Munir El Haddadi    | Séville FC              |
| Journée 5                  | Bruno Fernandes     | Sporting Portugal       |
| Journée 6                  | Mason Greenwood     | Manchester United       |
| Seizièmes de finale aller  | Diogo Jota          | Wolverhampton Wanderers |
| Seizièmes de finale retour | Jonathan Calleri    | Espanyol de Barcelone   |
| Huitièmes de finale aller  | Samuele Campo       | FC Bâle                 |
| Huitièmes de finale retour | Sergio Reguilón     | Séville FC              |
| Quarts de finale           | Karl-Johan Johnsson | FC Copenhague           |
| Demi-finales               | Lautaro Martínez    | Inter Milan             |
| Finale                     | Luuk de Jong        | Séville FC              |

### Équipe de la saison
| Gardien                                             | Défenseurs                                                                       | Milieux                                                                                         | Attaquants                                                                                 |
| --------------------------------------------------- | -------------------------------------------------------------------------------- | ----------------------------------------------------------------------------------------------- | ------------------------------------------------------------------------------------------ |
| Samir Handanovič Yassine Bounou Karl-Johan Johnsson | Sergio Reguilón Jesús Navas Stefan de Vrij Conor Coady Jules Koundé Jonathan Tah | Bruno Fernandes Éver Banega Kai Havertz Fred Taison Nicolò Barella Marcelo Brozović Fabian Frei | Romelu Lukaku Lautaro Martínez Marcus Rashford Lucas Ocampos Munir El Haddadi Luuk de Jong |

Les 23 joueurs ont été désignés par les observateurs techniques de l'UEFA : Thomas Schaaf, Pat Bonner, Savvas Constantinou, Jerzy Engel, Dušan Fitzel, Stefan Majewski, Jarmo Matikainen, John Peacock et Peter Rudbæk.

## Nombre d'équipes par pays et par tour
L'ordre des fédérations est établi suivant le classement UEFA des pays en 2019. Les clubs repêchés de la Ligue des champions apparaissent en italique.
| Association     |       | Barrages                        | +   | Phase de groupes                        | +  | Seizièmes de finale                   | Huitièmes de finale                 | Quarts de finale         | Demi-finales | Finale    |
| --------------- | ----- | ------------------------------- | --- | --------------------------------------- | -- | ------------------------------------- | ----------------------------------- | ------------------------ | ------------ | --------- |
| Espagne         |       | 1 Espanyol Barcelone            | +2  | 3 Espanyol Barcelone, Getafe, Séville   |    | 3 Espanyol Barcelone, Getafe, Séville | 2 Getafe, Séville                   | 1 Séville                | 1 Séville    | 1 Séville |
| Angleterre      |       | 1 Wolverhampton                 | +2  | 3 Arsenal, Man Utd, Wolverhampton       |    | 3 Arsenal, Man Utd, Wolverhampton     | 2 Man Utd, Wolverhampton            | 2 Man Utd, Wolverhampton | 1 Man Utd    |           |
| Italie          |       | 1 Torino                        | +2  | 2 Rome, Lazio Rome                      | +1 | 2 Inter, Rome                         | 2 Inter, Rome                       | 1 Inter                  | 1 Inter      | 1 Inter   |
| Allemagne       |       | 1 Francfort                     | +2  | 3 Francfort, Mönchengladbach, Wolfsburg | +1 | 3 Leverkusen, Wolfsbourg, Francfort   | 3 Leverkusen, Wolfsbourg, Francfort | 1 Leverkusen             |              |           |
| France          |       | 1 Strasbourg                    | +2  | 2 Rennes, Saint-Étienne                 |    |                                       |                                     |                          |              |           |
| Russie          |       | 1 Spartak Moscou                | +2  | 2 CSKA Moscou, Krasnodar                |    |                                       |                                     |                          |              |           |
| Portugal        |       | 2 Braga, Guimarães              | +2  | 4 Braga, Guimarães, Sporting, Porto     | +1 | 4 Benfica, Braga, Sporting, Porto     |                                     |                          |              |           |
| Belgique        |       | 2 Antwerp, La Gantoise          | +1  | 2 Standard de Liège, La Gantoise        | +1 | 2 Bruges, La Gantoise                 |                                     |                          |              |           |
| Ukraine         |       | 1 Louhansk                      | +2  | 2 Kiev, Oleksandria                     | +1 | 1 Donetsk                             | 1 Donetsk                           | 1 Donetsk                | 1 Donetsk    |           |
| Turquie         |       | 1 Trabzonspor                   | +2  | 3 Başakşehir, Beşiktaş, Trabzonspor     |    | 1 Başakşehir                          | 1 Başakşehir                        |                          |              |           |
| Pays-Bas        |       | 3 Alkmaar, Eindhoven, Feyenoord |     | 3 Alkmaar, Eindhoven, Feyenoord         | +1 | 2 Alkmaar, Ajax                       |                                     |                          |              |           |
| Autriche        |       |                                 | +2  | 2 Linz, Wolfsberger                     | +1 | 2 Linz, Salzbourg                     | 1 Linz                              |                          |              |           |
| Grèce           |       | 2 Athènes, Salonique            |     |                                         | +1 | 1 Olympiakos                          | 1 Olympiakos                        |                          |              |           |
| Croatie         |       | 1 Rijeka                        |     |                                         |    |                                       |                                     |                          |              |           |
| Danemark        |       | 1 Copenhague                    |     | 1 Copenhague                            |    | 1 Copenhague                          | 1 Copenhague                        | 1 Copenhague             |              |           |
| Suisse          |       |                                 | +3  | 3 Bâle, Lugano, Young Boys              |    | 1 Bâle                                | 1 Bâle                              | 1 Bâle                   |              |           |
| Chypre          |       | 1 Limassol                      | +1  | 1 Nicosie                               |    | 1 Nicosie                             |                                     |                          |              |           |
| Serbie          |       | 1 Partizan Belgrade             |     | 1 Partizan Belgrade                     |    |                                       |                                     |                          |              |           |
| Écosse          |       | 2 Celtic, Rangers               |     | 2 Celtic, Rangers                       |    | 2 Celtic, Rangers                     | 1 Rangers                           |                          |              |           |
| Biélorussie     |       | 1 Borisov                       |     |                                         |    |                                       |                                     |                          |              |           |
| Suède           |       | 2 Malmö, Solna                  |     | 1 Malmö                                 |    | 1 Malmö                               |                                     |                          |              |           |
| Norvège         |       | 1 Molde                         | +1  | 1 Rosenborg                             |    |                                       |                                     |                          |              |           |
| Kazakhstan      |       | 1 Astana                        |     | 1 Astana                                |    |                                       |                                     |                          |              |           |
| Pologne         |       | 1 Varsovie                      |     |                                         |    |                                       |                                     |                          |              |           |
| Azerbaïdjan     |       | 1 Qarabağ                       |     | 1 Qarabağ                               |    |                                       |                                     |                          |              |           |
| Israël          |       | 2 Bnei Yehoudah, Beer-Sheva     |     |                                         |    |                                       |                                     |                          |              |           |
| Bulgarie        |       | 1 Ludogorets                    |     | 1 Ludogorets                            |    | 1 Ludogorets                          |                                     |                          |              |           |
| Roumanie        |       | 1 Bucarest                      | +1  | 1 Cluj                                  |    | 1 Cluj                                |                                     |                          |              |           |
| Slovaquie       |       | 1 Bratislava                    |     | 1 Bratislava                            |    |                                       |                                     |                          |              |           |
| Slovénie        |       | 1 Maribor                       |     |                                         |    |                                       |                                     |                          |              |           |
| Hongrie         |       | 1 Ferencváros                   |     | 1 Ferencváros                           |    |                                       |                                     |                          |              |           |
| Lituanie        |       | 1 Marijampolė                   |     |                                         |    |                                       |                                     |                          |              |           |
| Lettonie        |       | 1 Riga                          |     |                                         |    |                                       |                                     |                          |              |           |
| Luxembourg      |       | 1 Dudelange                     |     | 1 Dudelange                             |    |                                       |                                     |                          |              |           |
| Arménie         |       | 1 Ararat                        |     |                                         |    |                                       |                                     |                          |              |           |
| Irlande du Nord |       | 1 Linfield                      |     |                                         |    |                                       |                                     |                          |              |           |
| Total           | Total | 42                              | +27 | 48                                      | +8 | 32                                    | 16                                  | 8                        | 4            | 2         |